# Lettország történelme
Lettország történelme mintegy 11 ezer éve kezdődött, amikor a jégkorszak gleccserei visszahúzódtak Észak-Európáról. A balti népek ősei az i. e. 2. évezredben érkeztek a térségbe. Időszámításunk első századaiban négy nagyobb törzsi terület jött létre a mai Lettország területén. Az ország legnagyobb folyója, a Daugava fontos kereskedelmi útvonalat tett lehetővé a Balti-tengertől a Dnyeper és a Fekete-tenger felé, amelyet előbb a vikingek, majd a német kereskedők már a kora középkor óta használtak.
A térség pogány törzsei sokáig ellenálltak a térítési próbálkozásoknak, így a 12. század végén megindult ellenük a livóniai keresztes háború. A lett fővárost, Rigát 1201-ben alapították a németek a Daugava torkolatánál és hamarosan nagy stratégiai jelentőségre tett szert a Livóniai Kardtestvérek hódításaiban. Az általuk megszerzett földek az egyház irányítása alá kerültek (ez volt a Terra Mariana, "Szűz Mária földje"), vagy a lovagrend vagy a rigai püspök uralkodott felettük.
A 16. századra a németek által irányított egyházi államot egyre inkább fenyegették a határainál terjeszkedő regionális nagyhatalmak, a Teuton Lovagrend, a Lengyel-Litván Unió, Svédország, majd Oroszország. A lengyel és svéd uralom után 1710-ben az Orosz Birodalom foglalta el Rigát az északi háborúban. Az orosz uralom alatt a 19. században felszámolták a jobbágyrendszert és jelentős ipari kapacitást építettek ki; a század végére Lettország volt a birodalom egyik legfejlettebb régiója. A növekvő szociális és nacionalista törekvések miatt a lettek nagy szerepet játszottak az 1905-ös oroszországi forradalomban, majd az 1917-es bolsevik hatalomátvételben is.
Az első világháborút követően az orosz és német birodalmak összeomlásával a balti államoknak – így Lettországnak is – sikerült kivívniuk a függetlenségüket. A nemzetközi közösség által 1921-ben elismert Lettország gyors gazdasági fejlődésnek indult, ám az 1929-es gazdasági világválság súlyosan érintette és ennek hatására – valamint a politikai instabilitás miatt – 1934 májusában Kārlis Ulmanis miniszterelnök tekintélyelvű diktatúrát vezetett be. A Molotov–Ribbentrop-paktum megkötése után a Szovjetunió ultimátumot adott Lettországnak, majd 1940 júniusában annektálta a köztársaságot. 1941 júniusában a náci Németország megtámadta a Szovjetuniót és egészen 1944-ig megszállás alatt tartotta Lettországot.
A második világháború után a Lett SZSZK-ban politikai tisztogatásokra került sor, amelynek több mint 100 ezren estek áldozatul. Bevezették a kolhozrendszert és erőteljes iparosításra került sor, amelyhez Oroszországból és más szovjet tagköztársaságokból hoztak munkásokat. Emiatt a lettek kis híján kisebbségbe kerültek a hazájukban, számarányuk 1989-re 52%-ra csökkent. Az 1980-as években Mihail Gorbacsov reformjainak hatására újjáéledtek a függetlenségpárti mozgalmak és a Szovjetunió szétesésének során 1991 augusztusában ismét létrejött a független Lettország. Az állam ezt követően az ENSZ, majd 2004-ben a NATO és az Európai Unió tagjává vált.

## Őstörténet

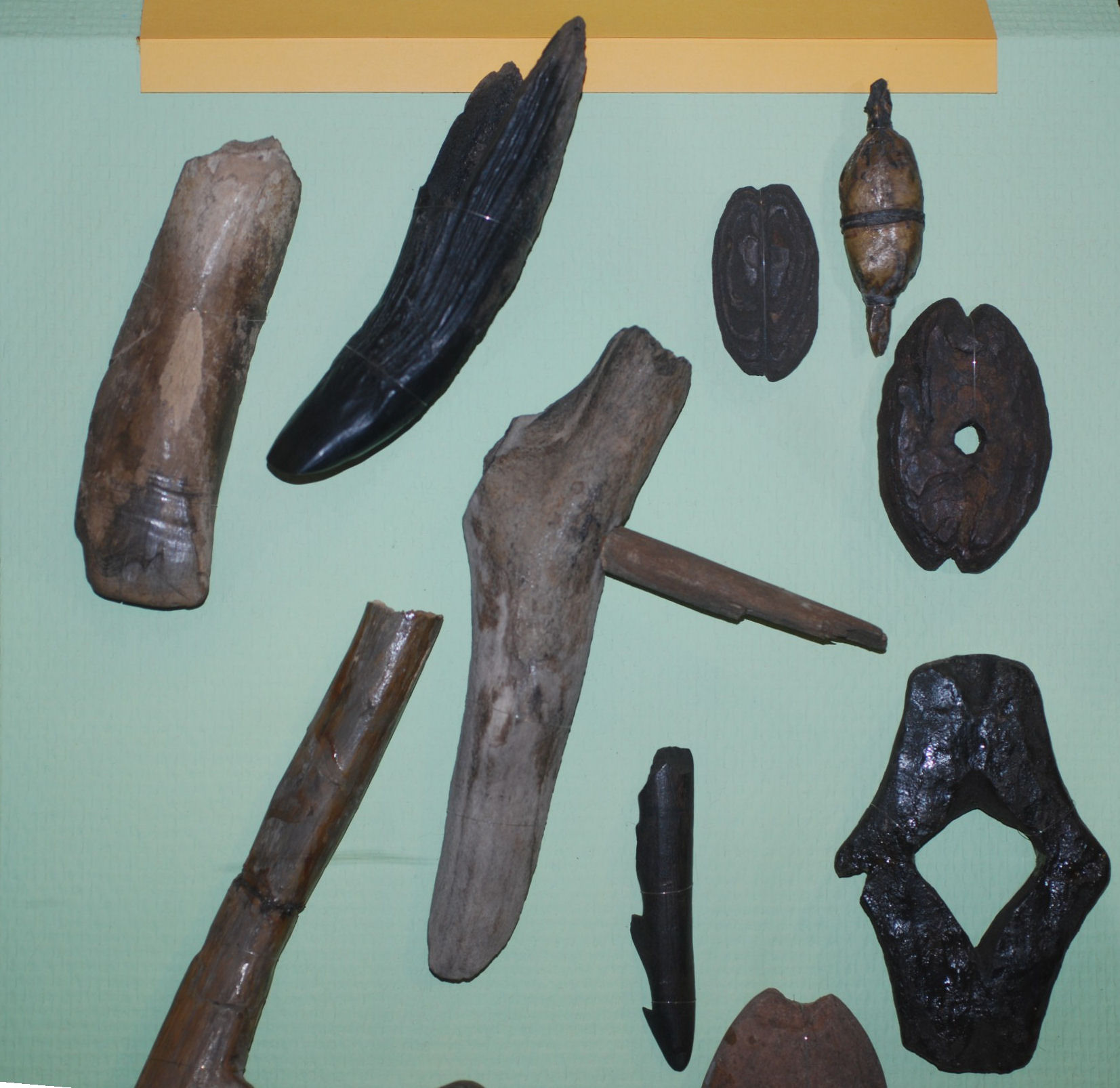
Újkőkori csonteszközök Lettországból

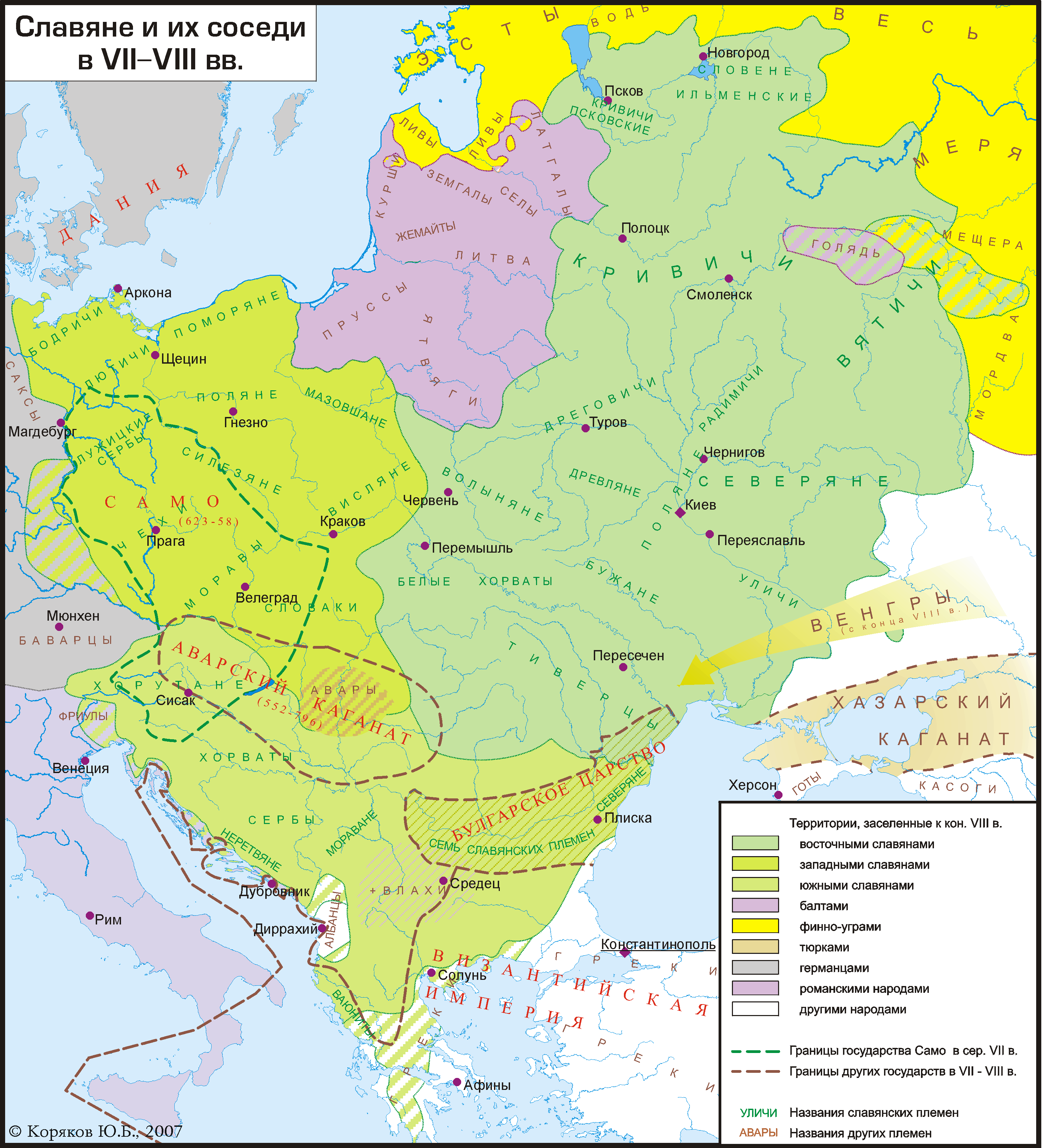
Balti törzsek (lila) a 7-8. században

A mai Lettország területén a jégkorszak 14-12 ezer éve ért véget. Nem sokkal ezt követően, 11-12 ezer éve érkeztek meg az első vadászok, akik a rénszarvasok csordáit követték a folyók mentén és a Balti-jégtó partján, amely ekkor még jóval keletebbre húzódott, mint a mai tengerpart. A legkorábbi ismert kőszerszámokat Salaspils mellett találták; ezek őskőkoriak (kb. 12 ezer évesek) és a swideri kultúra készítette őket.
A középső kőkorszakban (i. e. 9000–5400) a vadászok-gyűjtögetők állandó településeket létesítettek. Táboraikat folyók és tavak mellett állították fel, például a Lubāns tó környékén 25 ilyen telepet tártak fel. Lakóik a kundai kultúrához tartoztak, szerszámaikat és fegyvereiket kőből, agancsból, csontból, fából készítették.

### Az újkőkor (i. e. 5000–1800)
A neolitikus kor beköszöntével (i. e. 5400–4100) megkezdődött a cserépedények készítése, az állattartás és a növénytermesztés.
A középső neolitikum során (i. e. 4100–2900) ebben a régióban alakult ki a narvai kultúra. Ekkor balti finnek éltek itt, a mai észtekkel és finnekkel rokon lívek előfutárai. A narvai a nagyobb területen elterjedt fésűdíszes kultúrának volt a része.
Az újkőkor végén (2900–1800 BC) a zsinegdíszes kultúrához tartozó baltiak telepedtek meg a mai Lettország területén. A mai lettek az ő leszármazottaik.

### Vaskor (i. e. 500–i. sz. 1200)

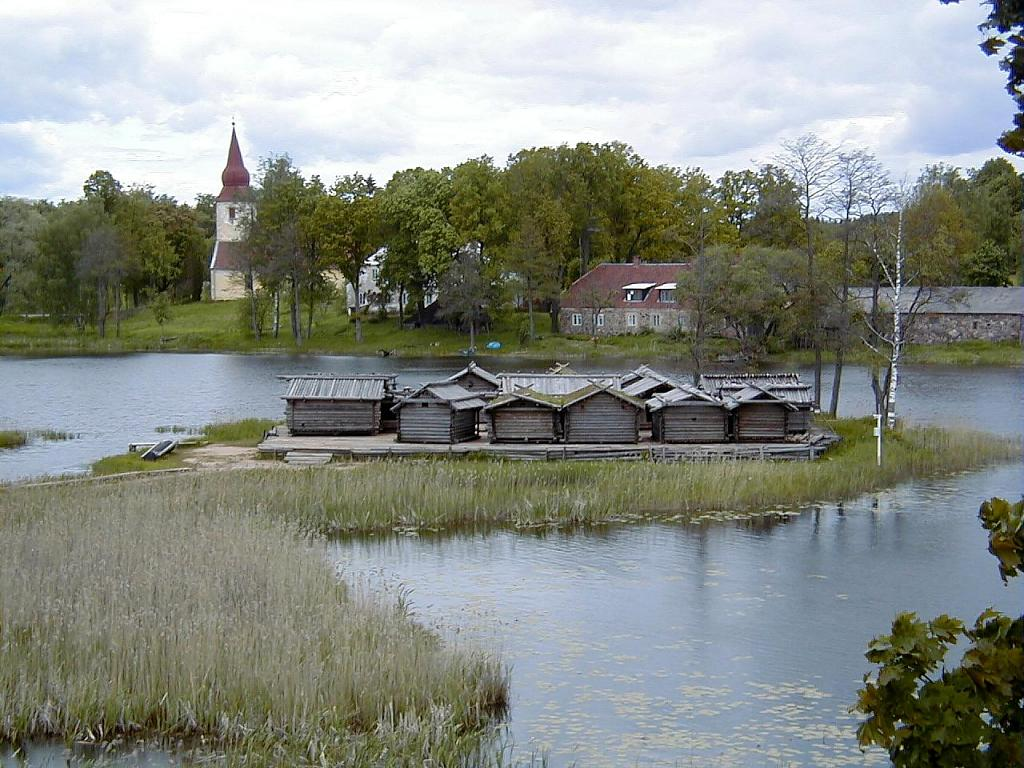
Vaskori falu rekonstrukciója az Āraiši Régészeti Parkban

A kora vaskortól (i. e. 500-i. sz 1.) elterjedtek a vasból készült szerszámok, és a hatékonyabb eszközökkel nagyobb termést tudtak elérni a mezőgazdaságban. A bronz (amelyből főleg dísztárgyakat készítettek) Lettországba külső kereskedelem révén került be, mert a régió szűkölködik mind réz-, mind ónércben.
A középső vaskorban (i. sz 400–800) megkezdődött a balti és finn törzsek nagyobb szövetségekbe való tömörülése, a nagyobb területeket elfoglaló népek kialakulása. Létrejöttek a balti kurok, zemgalok, latgalok és szélek, valamint a finn lívek, észtek, vendek. A középkor elején Lettország fontos kereskedelmi útvonalak metszéspontjában feküdt. A vikingek a Daugava folyón felhajózva haladtak tovább Kijev, onnan pedig Konstantinápoly felé. Ezenkívül itt, a Balti-tenger partján voltak a borostyán legfontosabb lelőhelyei. A balti borostyán Görögországba és a Római Birodalomba is eljutott, sokhelyütt az aranynál is értékesebbnek tartották. Az északot déllel összekötő borostyánút nem csak a féldrágakő, hanem más áruk, technológiák, eszmék is eljutottak egyik néptől a másikig.
650 körül a mai Grobiņa mellett a Vendel-korból származó skandinávok (valószínűleg gotlandiak) telepedtek meg a lett tengerparton és kb. 850-ig fennálló néhány száz fős települést hoztak létre. A baltiak sokrétű kapcsolatban álltak a skandinávokkal, a kurok pl. ekkoriban adót fizettek a svédországi királyoknak.
A vaskor végén (800–1200) elterjedt a háromnyomásos gazdálkodás, a rozstermesztés; a fazekaskorong és a fejlettebb fémfeldolgozási technikák jobb minőségű eszközök készítését tették lehetővé. A kereskedelemmel arab, nyugat-európai, angolszász pénzérmék kerültek Lettországba. A törzsek közötti háborúskodást és a külső fosztogatók jelenlétét jelzi a számos, fatörzsekből épített erődítmény.

## Korai államalakulatok

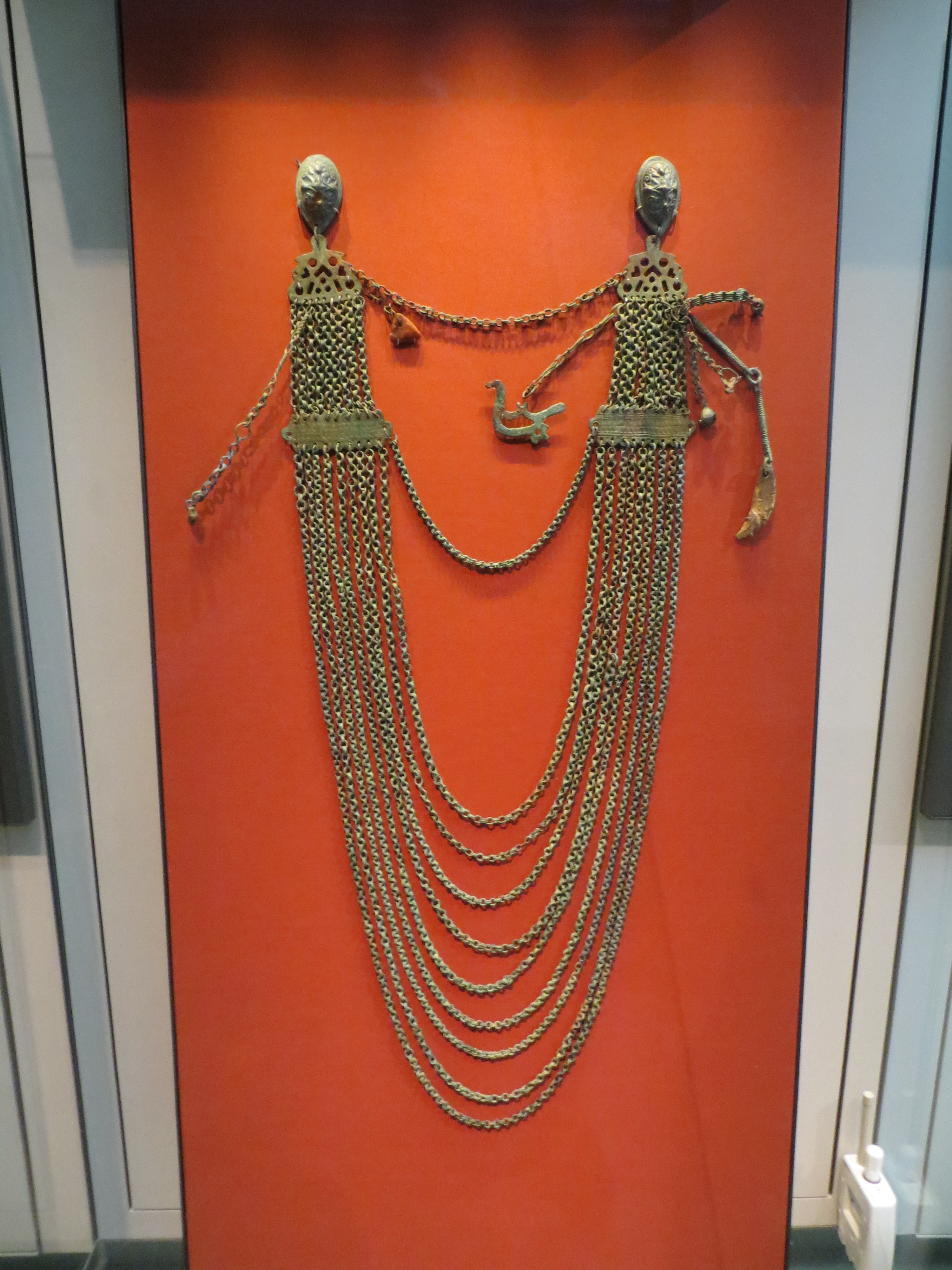
12. századi lettországi bronz nyaklánc (British Museum)

A balti törzsek 1200 körül

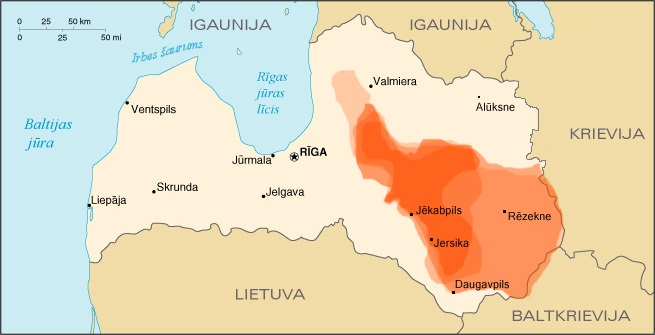
Jerszika feltételezett befolyási övezete

A 10. században a balti törzsek kezdetleges államokat kezdtek létrehozni. A mai Lettország és Észak-Litvánia területén helyi törzsi kultúrák formálódtak: a kurok, latgalok, szélek, zengalok, valamint a finnugor lívek. Közülük a latgaloké volt a legkiterjedtebb és társadalmi-politikai szempontból a legfejlettebb is. Legnagyobb fejedelemségüket, Jerszikát a Rurikovics-házból való latgal-polacki ortodox keresztény fejedelmek irányították. Utolsó uralkodóját Livóniai Henrik krónikája szerint Visvaldisnak (Vissewalde, rex de Gercike) hívták. Ő 1211-ben felosztotta országát, melynek egyik részét Lettiának (terra, quae Lettia dicitur) hívták; feltehetően ez Lettország nevének első írásbeli megjelenítése.
Eközben a tengerpart mentén élő kurok a halászat és mezőgazdaság mellett kalózkodással, fosztogatással igyekeztek gazdagságot szerezni. A Balti-tenger nyugati partjain őket nevezték a "balti vikingeknek". A szélek és zemgalok (a későbbi felföldi Aukštaitija-beliek és zsemajtok közeli rokonai) mezőgazdaságból éltek. Az olyan vezetőikkel, mint Viestards ők álltak legtovább ellen a német befolyásnak. A lívek (róluk kapta a régió a Livónia nevet) a Rigai-öböl környékén halásztak és kereskedtek. Becslések szerint a 12. század végén – a német hódítás kezdete előtt – mintegy 135 ezer balti és 20 ezer lív élhetett Lettországban.

## A német korszak (1184–1561)
A 12. század végére Lettországot egyre gyakrabban látogatták nyugat-európai kereskedők, akik a Daugaván felhajózva akartak elérni a Kijevi Ruszba. Jelentős részük német volt és a kereskedőkkel papok is érkeztek, akik megkezdték a pogány baltiak és finnek keresztény hitre térítését.
Az 1180-as évek elején Segebergi Meinhard próbálta téríteni a Daugava környékén lakó líveket, akik azonban nem akartak felhagyni pogány szokásaikkal. Ezért aztán III. Celesztin pápa 1195-ben meghirdette a livóniai keresztes hadjáratot, hogy erővel tegyék kereszténnyé őket. Meinhardot Hannoveri Berthold követte, akit a lívek a mai Riga közelében 1198-ban megöltek.
Berthold utóda, Albert rigai püspök majd 30 éven keresztül hajtotta uralma alá a helyi törzsfőket és megalapozta azt a német hegemóniát, amely egészen a függetlenség 20. századi kivívásáig kitartott. Tevékenysége Livóniai Henrik krónikájában olvasható. Bár Riga helyén az ősidők óta állt egy kereskedőállomás, a város megalapítását Albertnek tulajdonítják, aki 1201-ben itt állította fel székhelyét. Rigából fokozatosan a Balti-tenger déli partvidékének legnagyobb városa lett.
A pogányok elleni harc céljaira 1202-ben megalakult a Livóniai Kardtestvérek egyházi lovagrendje. 1207-re uralmuk alá hajtották a líveket, 1214-re pedig a latgalokat is. 1207-ben az addig meghódított területeken megalapították Terra Mariana (Mária országa) államát, amely eleinte a Német-római Birodalom hercegsége volt, 1215-ben pedig közvetlenül a pápa felügyelete alá került.
Az 1236-os saulei csatában a Kardtestvérek súlyos vereséget szenvedtek a baltiaktól, elesett a nagymester és lovagjaik megtizedelődtek. Ezért kérték összevonásukat a Teuton Lovagrenddel, amelynek Livóniai Rend néven egyik ágazatává váltak. Az északi Livóniát és a teutonok déli Poroszországát azonban széles, pogány fennhatóság alatti területek választották el. A lovagok egyik fő célkitűzésévé vált összekötni területeiket, ezt azonban az 1260-as katasztrofális durbei csata után fel kellett adniuk.
A 13. század végére a kurokat és a zemgalokat is meghódoltatták; 1290 körül a zemgalok többsége a német fennhatóságú területekről átköltözött Litvániába. A törzsi államok kora lejárt, Lettország közvetlen német uralom alá került.
1282-ben Riga (később pedig Cēsis, Limbaži, Koknese és Valmiera is) bekerült az északnémet kereskedelmi ligába, a Hanza-szövetségbe. A város fontos csomóponttá vált a Kelet-és Nyugat-Európa közötti kereskedelemben, erős kulturális kötelékeket épített ki a Nyugattal.
A rigai püspök és a Livóniai Rend közötti konfliktus 1297-ben belháborúvá fajult, amely egészen 1330-ig tartott.
A helybeliek sokáig megtarthatták szabadságjogaikat, mert túl kevés német volt ahhoz, hogy az adófizetésen, miséken való részvételen, katonáskodáson kívül többre rákényszerítsék őket. Az ún. kur királyok társadalmi csoportja esetében a korábbi törzsi arisztokrácia megtarthatta korábbi privilegizált státuszát, egészen a független Lettország létrejöttéig. A 14. században a parasztok az egyházi tizeden keresztül évi négy nap robottal tartoztak a földesúrnak.
A 15-16. században a lovagrendek és püspökök német vazallusaiból kialakult a földbirtokosok nemesi osztálya. Leszármazottaik idővel hatalmas birtokok fölött rendelkeztek, a középkor végére a kisebbségben lévő balti németekből került ki a politikai és gazdasági hatalmat birtokló uralkodó osztály. Nem csak a vidéki földbirtokok, hanem a városi kereskedelem is az ő kezükben összpontosult. Eközben a lettek jobbágysorba kényszerültek.
A 16. századra a robot heti 4-6 napra nőtt, a különféle adóterhek a jobbágyok jövedelmének negyedét vitték el. A parasztok egyre nagyobb mértékben igyekeztek menekülni ebből a helyzetből, vagy Rigába költöztek (ahol ha sikerült egy évet és egy napot eltölteniük, szabad emberré váltak) vagy kedvezményekkel kecsegtető másik birtokra mentek át. Emiatt 1494-ben megtiltották a költözésüket, gyakorlatilag rabszolgákká téve őket.
A reformációt Luther követője, Andreas Knöpken hozta el Livóniába. A protestantizmus gyorsan terjedt és 1524-ben zavargásokra került sor, ahol katolikus templomokat támadtak meg. A következő évben bevezették a vallásszabadságot. Létrejöttek a protestáns egyházközségek, ahol lett nyelven tartották az istentiszteleteket. A 16. század közepére a lakosság többsége már a reformáció híve volt.

A Livóniai Rend pecsétje
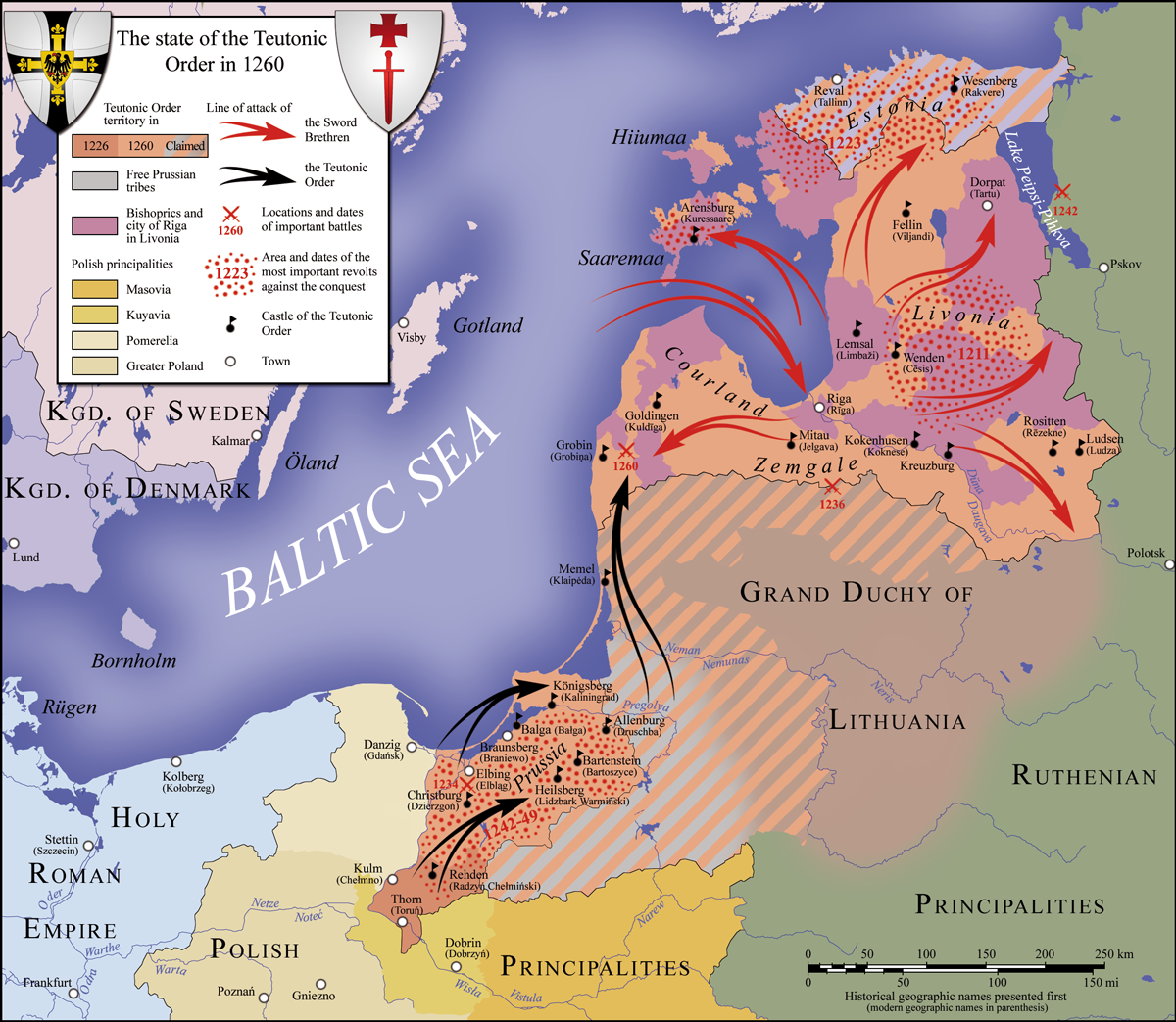
A Baltikum meghódítása
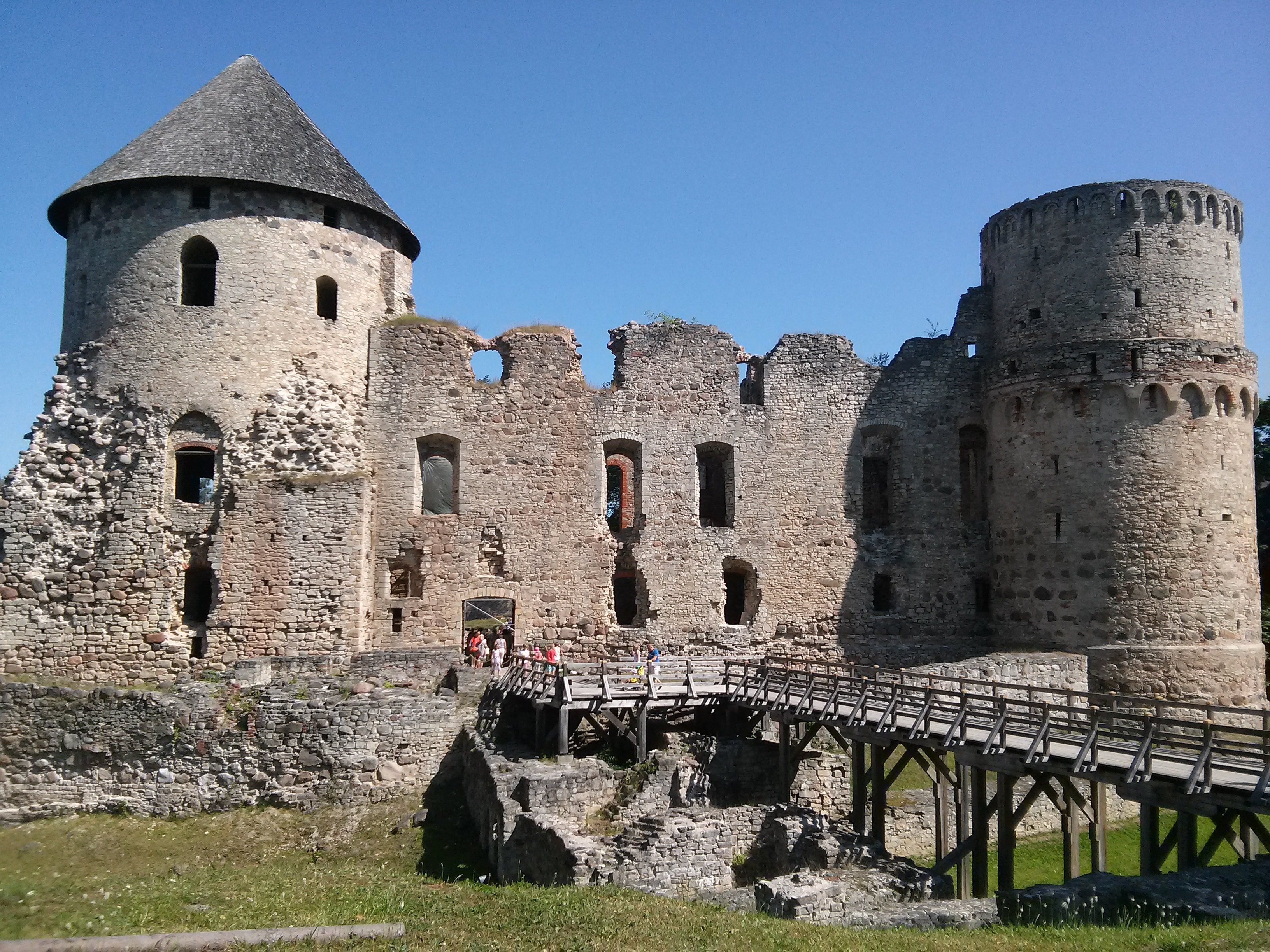
Cēsis vára
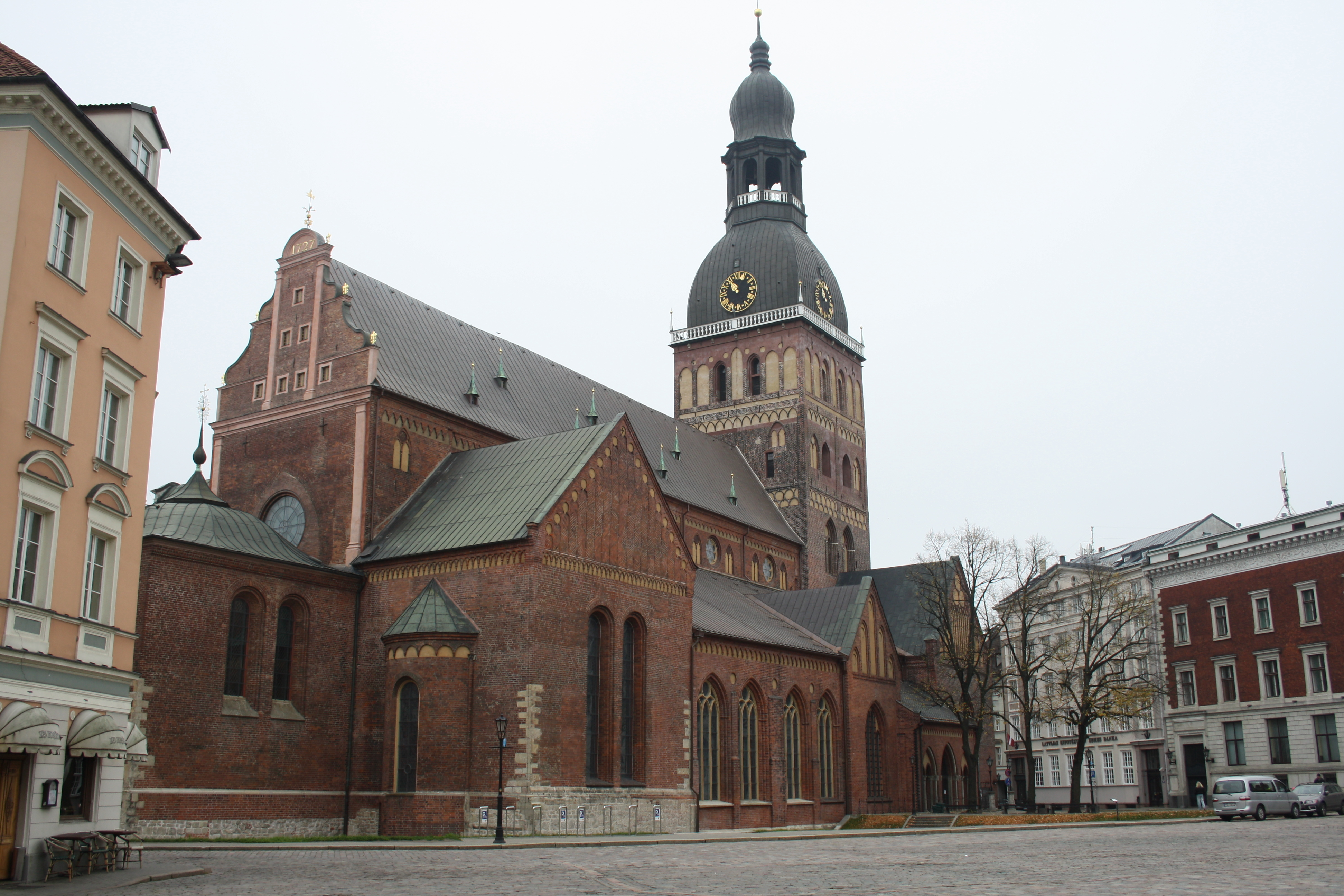
A rigai székesegyházat Albert érsek kezdte el építtetni
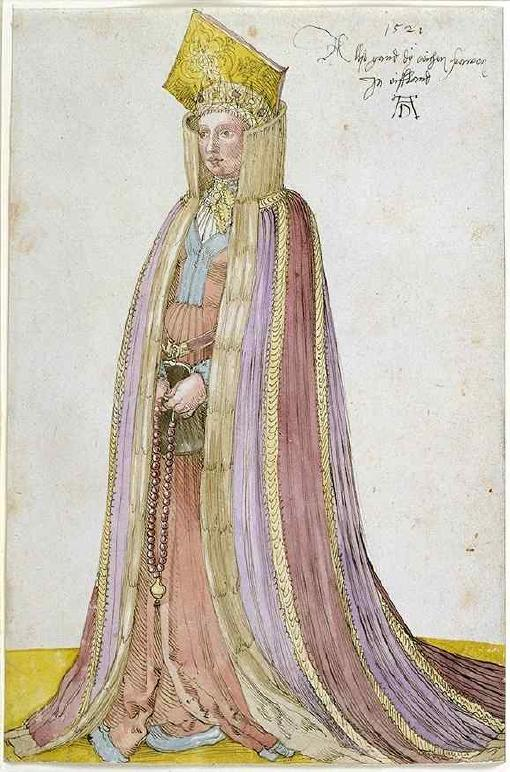
Livóniai hölgy (Albrecht Dürer rajza, 1521)

## A livóniai háború (1558–1583)

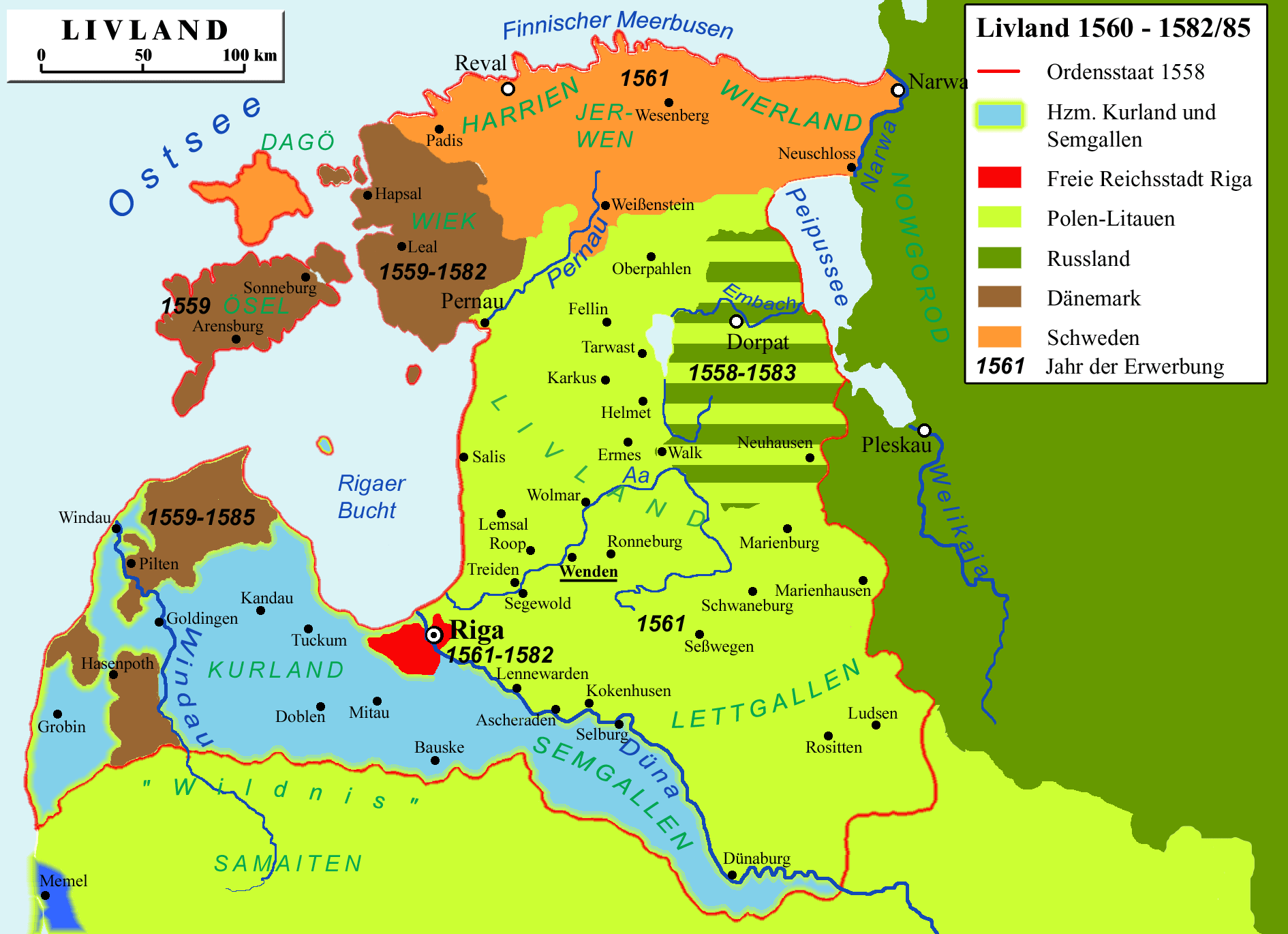
Livónia felosztása, 1560–85

1557 szeptemberében a Livóniai Konföderáció (a püspökök, városok és lovagrendek 1435-ben alakult szövetsége) katonai szövetséget kötött Lengyelország-Litvániával. Rettegett Iván orosz cár ezt provokációnak vette és 1558 januárjában megtámadta Livóniát, ezzel megkezdve az egészen 1583-ig tartó livóniai háborút. 1560-ban az ermesi csatában az oroszok megsemmisítették a Livóniai Rend és a rigai érsek maradék csapatait és a következő évben a vilniusi szerződéssel felszámolták a Livóniai Rendet, birtokait szekularizálták. Riga megszabadult az érsek uralmától és szabad birodalmi várossá vált. A többi területet a lengyel vazallus Kurlandi és Semgalleni, valamint a litván koronához tartozó Livóniai Hercegségek között osztották fel. A Rend utolsó nagymestere, Gotthard Kettler áttért a protestáns vallásra és belőle lett Kurland első hercege.

### A Livóniai Királyság (1570–1578)

Az orosz megszállás maximális kiterjedése (1577)

1560-ban IV. Johannes von Münchhausen, Ösel-Wiek és Kurland püspöke 30 ezer tallérérét eladta birtokait II. Frigyes dán királynak. A király ezeket átadta Magnus öccsének, azzal a feltétellel, hogy az lemondott Schleswigre és Holsteinre vonatkozó örökösödési jogairól. Ösel-Wiek, Kurland és Dorpat püspökei elismerték Magnust Livónia királyaként. 1570 júniusában Magnust Moszkvában királlyá koronázták és egyúttal vazallusi esküt tett Rettegett Ivánnak. Az oroszok kezdetben sikeresek voltak a Lengyel-litván Unióval folytatott háborúban; 1563-ban elfoglalták Polackot, 1575-ben Pärnut és sikerült megszállniuk a Litván Nagyfejedelemséget egészen Vilniusig.
A konfliktus következő fázisában, 1577-ben Iván cár kihasználta lengyelek belső megosztottságát (a gdanski háborút), betör Livóniába és Riga, valamint Reval kivételével egész területét elfoglalta. Ugyanebben az évben Magnus király kegyvesztetté vált Moszkvában és 1578-ban a lengyel korona vazallusának nyilvánítva magát visszavonult a kurlandi Piltene várába, ahol lengyel évjáradékából élt egészen 1583-as haláláig. Ezután a lengyel korona annektálta területeit egészen Kurland hercegségéig. II. Frigyes is eladta neki birtokait és 1585-ra Dánia (Ösel szigetének kivételével) kiszorult a térségből.

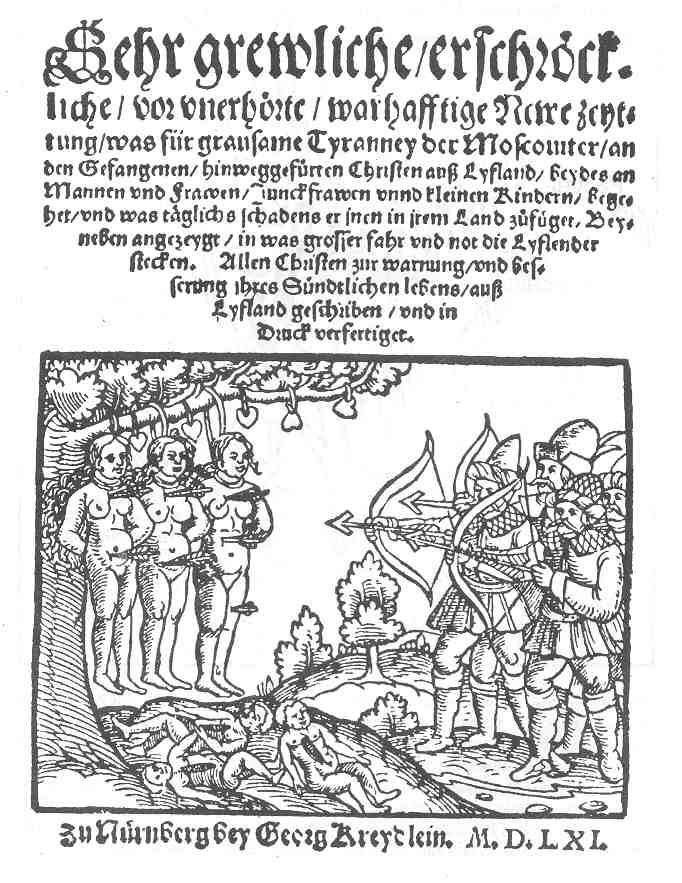
Német pamflet a livóniai háború szörnyűségeiről
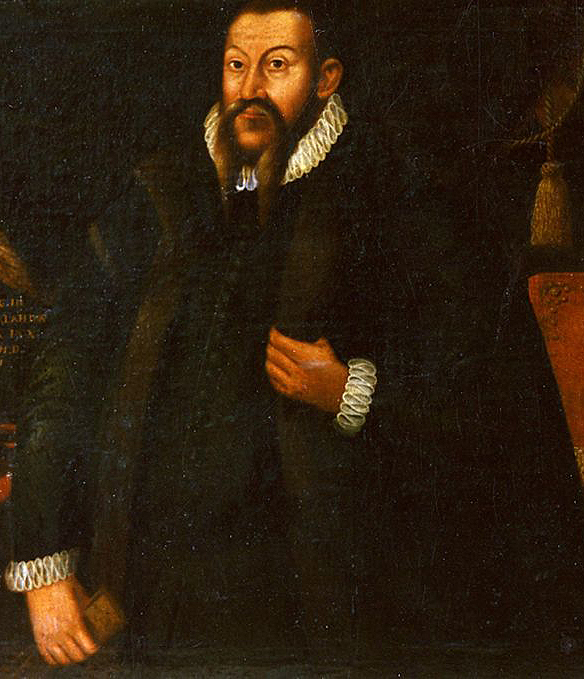
Gotthard Kettler, a Livóniai Rend utolsó nagymestere
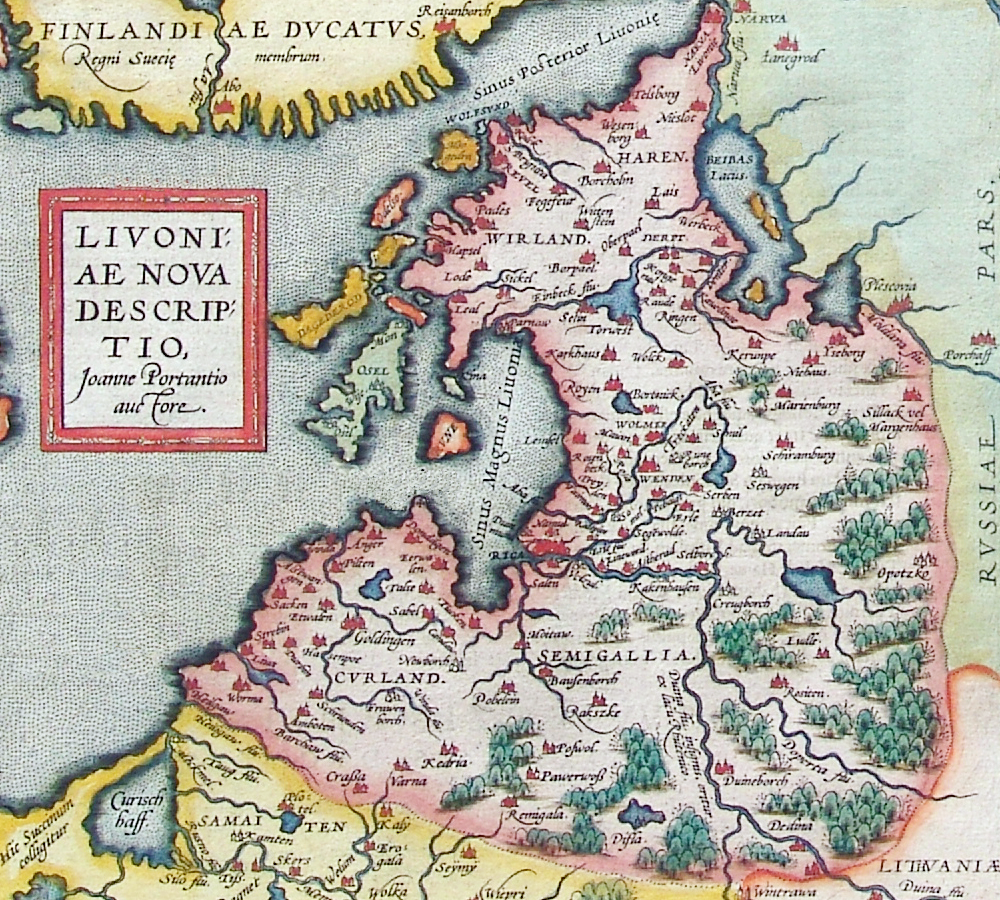
Livónia egy 1573-as térképen

## Lengyel-litván és svéd uralom (1561–1721/95)

### A Livóniai Hercegség (1561–1621)

A Lengyel-Litván Unió

A hercegség első kormányzója Jan Hieronimowicz Chodkiewicz volt, aki 1566 és 1578 között irányította Livóniát Sigulda várából. 1569-ig Litvániához tartozott, majd a lublini uniót követően a lengyel és litván koronák kondomíniumává vált. 1582-ben Moszkva is elismerte lengyel-litván birtokként. 1598-ban a Livóniai Hercegséget három vajdaságra (wendeni, dorpati és parnawai) osztották fel.

### Livóniai vajdaság (1621–1772)
Az 1626-29-es lengyel-svéd háborút követően az altmarki békével Livónia nagyobbik fele Svédországhoz került. A lengyeleknél csak a wendeni vajdaság délkeleti része maradt, amelyet inflantyi vajdaságra kereszteltek át, székhelye Dyneburg lett. Az ellenreformáció hatására itt ismét a katolikusok váltak a domináns felekezetté. Lengyelország 1772-es első felosztásakor a területet Oroszország annektálta és a Livónia nagyhercege bekerült az orosz cárok címei közé.

### Svéd Livónia (1629–1721)

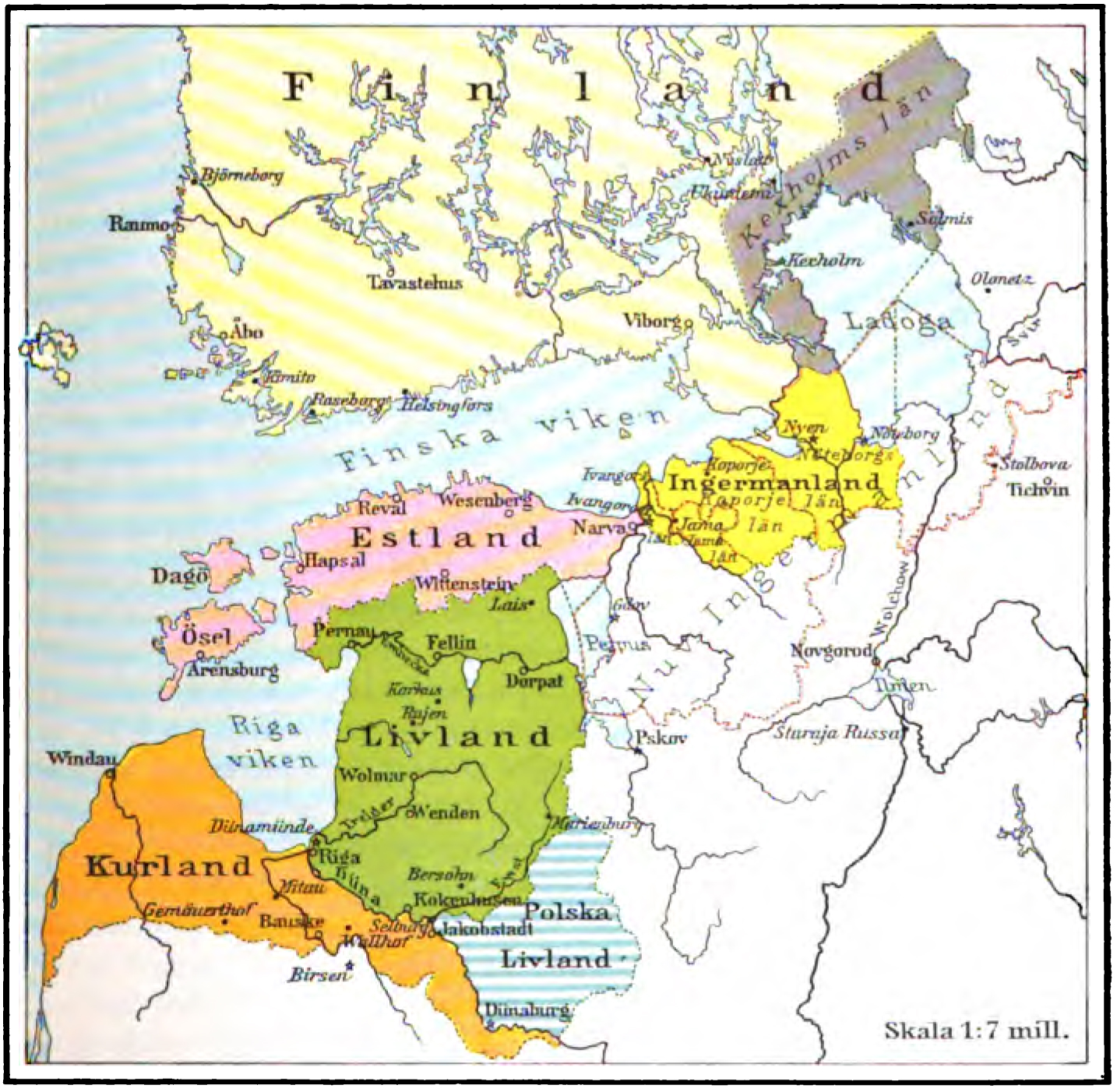
Svéd és lengyel birtokok a Baltikumban

Livónia nagyobbik része, beleértve Rigát, svéd uralom alá került. Hatalmas földbirtokai a birodalom jelentős részét ellátták búzával, ezért a régiót a "svéd kenyereskosárnak" is nevezték. Riga volt Svédország második legnagyobb városa. A svéd birodalmi politika arra irányult, hogy a Balti-tenger egész partvidékét ők uralják, ebbe a törekvésbe illett bele Livónia meghódítása is. Az észtekkel ellentétben, akik 1561-ben önként csatlakoztak Svédországhoz és ahol a helyi szokásokat és törvényeket alapvetően érintetlenül hagyták, Livóniában XI. Károly király 1680-ban elkobozta a nemesség birtokainak jelentős részét és államhoz került földeken bevezette a svéd törvényeket: megszüntették a jobbágyrendszert, a parasztok tanulhattak és engedélyezték számukra hogy katonák vagy hivatalnokok lehessenek. Amikor azonban I. Péter cár meghódította a térséget, ezeket a reformokat felszámolták.
1632-ben Gusztáv Adolf király megalapította a Dorpati Egyetemet, amely a livóniai szellemi élet központjává vált. 1685-ben Johann Ernst Glück a svéd kormány anyagi támogatásával lett nyelvre fordította a Bibliát. Az egyházközségekben iskolát alapítottak a lett parasztság számára. A lett történetírás ezt az időszakot "régi jó svéd időkként" jegyzi.

### A Kurlandi és Semgalleni Hercegség (1562–1795)
A hercegség első ura a Livóniai Rend utolsó nagymestere, Gotthard Kettler lett, a többi magasrangú rendtagból pedig a földbirtokos nemesség; bár Kettler az egész hercegség egyharmadára rátette a kezét. Mitaut nevezte ki székhelyévé, ide hívta össze a nemesi gyűlést évente kétszer.
1587-es halálát követően fiai, Friedrich és Wilhelm örökölte a hercegséget, amelyet 1596-ban felosztottak egymás között. Friedrich kapta a keleti Zemgalét Mitau székhellyel, míg Wilhelmnek a nyugati Kurland jutott, amelynek Goldingen volt a központja. Amikor Wilhelm feleségül vette a porosz herceg lányát, hozományul megkapta Grobiņa körzetét. Fejlesztette az ipart (főleg a fémművességet és hajóépítést), valamint a kereskedelmet. 1616-ban viszályba keveredett a helyi földbirtokos nemességgel, elűzték és bátyja, Friedrich vette át a helyét. Friedrichnek nem volt gyereke, így halála után Kurland Wilhelm fiára, Jakobra szállt. A hercegség az ő idejében élte fénykorát. Jakob fiatal korába bejárta Európát és megismerkedett az akkor divatos merkantilizmus eszméivel. Fejlesztette a fémművességet, a hajóépítést, lőporgyártó üzemeket alapított. A szomszédos országokon kívül Angliával, Franciaországgal, Hollandiával és Portugáliával is kereskedett. Kiépült Windau és Libau kikötője; az előbbiben 120 hajót építettek, amelyek közül több mint 40 hadihajó volt. A hercegség jelentős flottával rendelkezett és belekóstolt a gyarmatosításba is: két kolóniát alapítottak, egyiket az afrikai Gambia folyó torkolatánál, a másikat a karibi Tobago szigetén (az akkor adott földrajzi nevek egy része ma is használatos).
Az utolsó herceg, Peter von Biron idejében már nagyon erős volt az orosz befolyás. 1775-ben ő alapította az Academia Petrinát. 1786-ban a cseh Lobkovic famíliától megvásárolta a Sagan hercege címet is. 1795-ben, Lengyelország harmadik felosztásakor a cár "javaslatára" a herceg lemondott és tekintélyes összegért cserébe átengedte Kurlandot Oroszországnak.
A felvilágosodás nagy hatással volt a balti németekre is, akik közül kettő jelentős szerepet játszott a lett nemzet megteremtésében. Gotthard Friedrich Stender írta az első német-lett szótárat; emellett az első képes lett ábécéskönyvet és egy enciklopédiát is. Garlieb Merkel 1796-ban publikálta "A lettek" c. könyvét, amelyben a világ elé tárt, hogy a lett jobbágyok milyen szörnyű körülmények között kénytelenek élni könyörtelen német földesuraik uralma alatt.

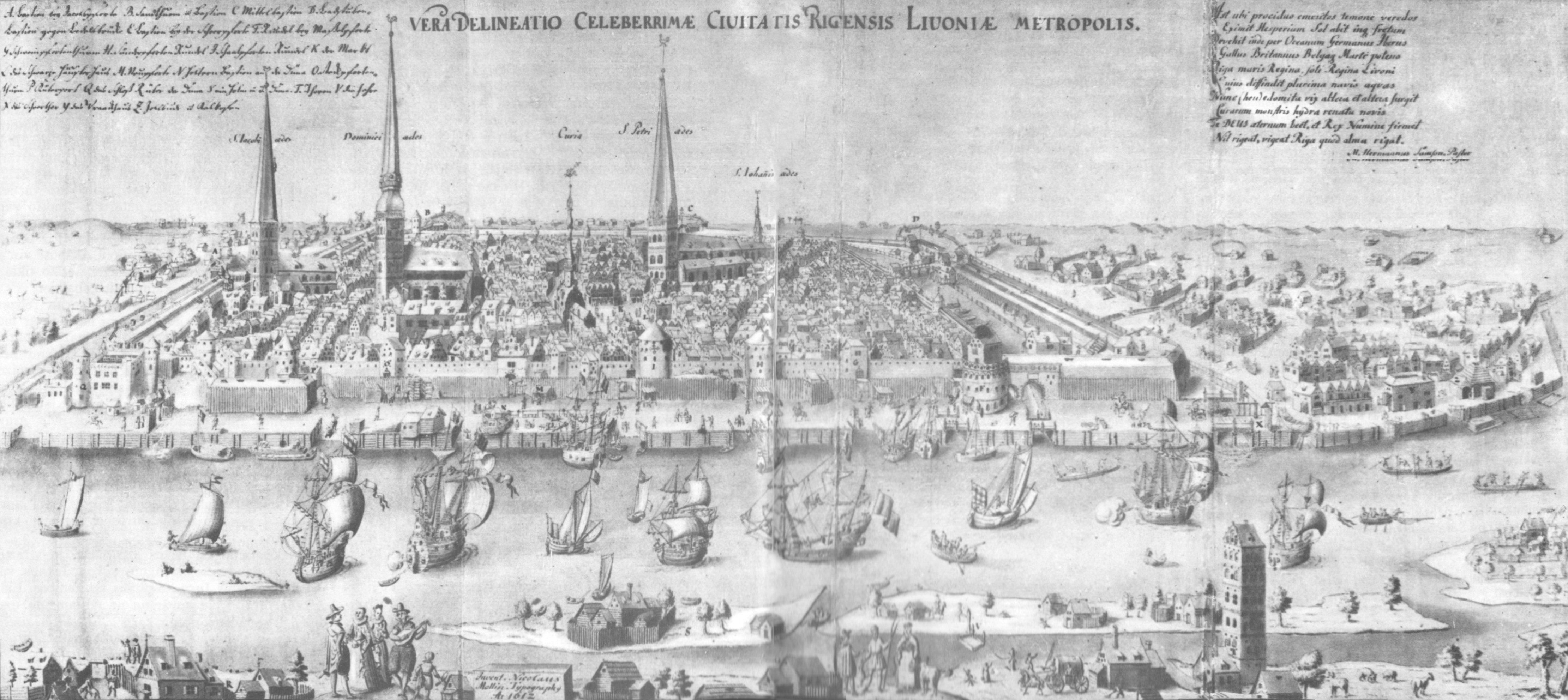
Riga 1612-ben
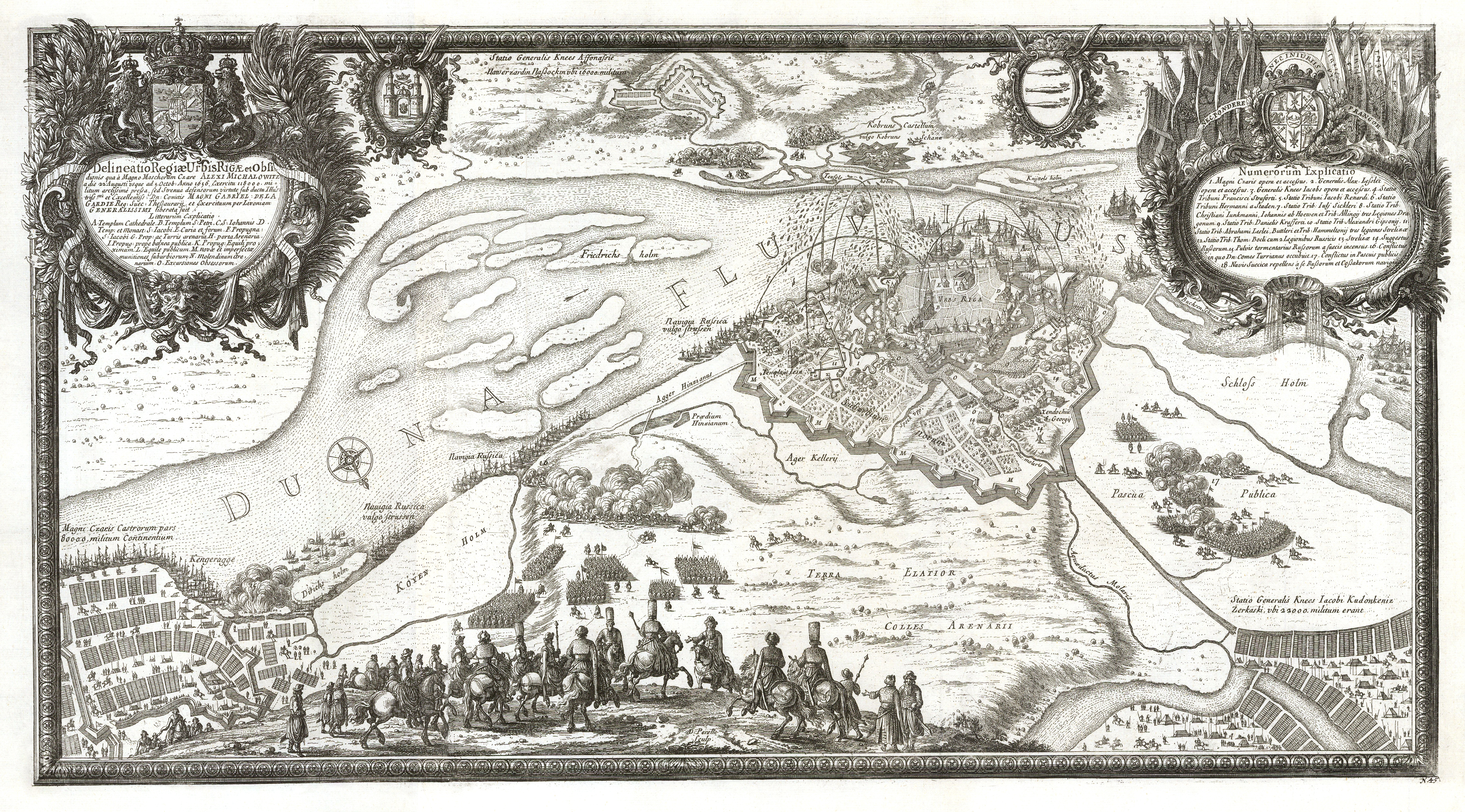
Siege of Riga 1656-os ostroma
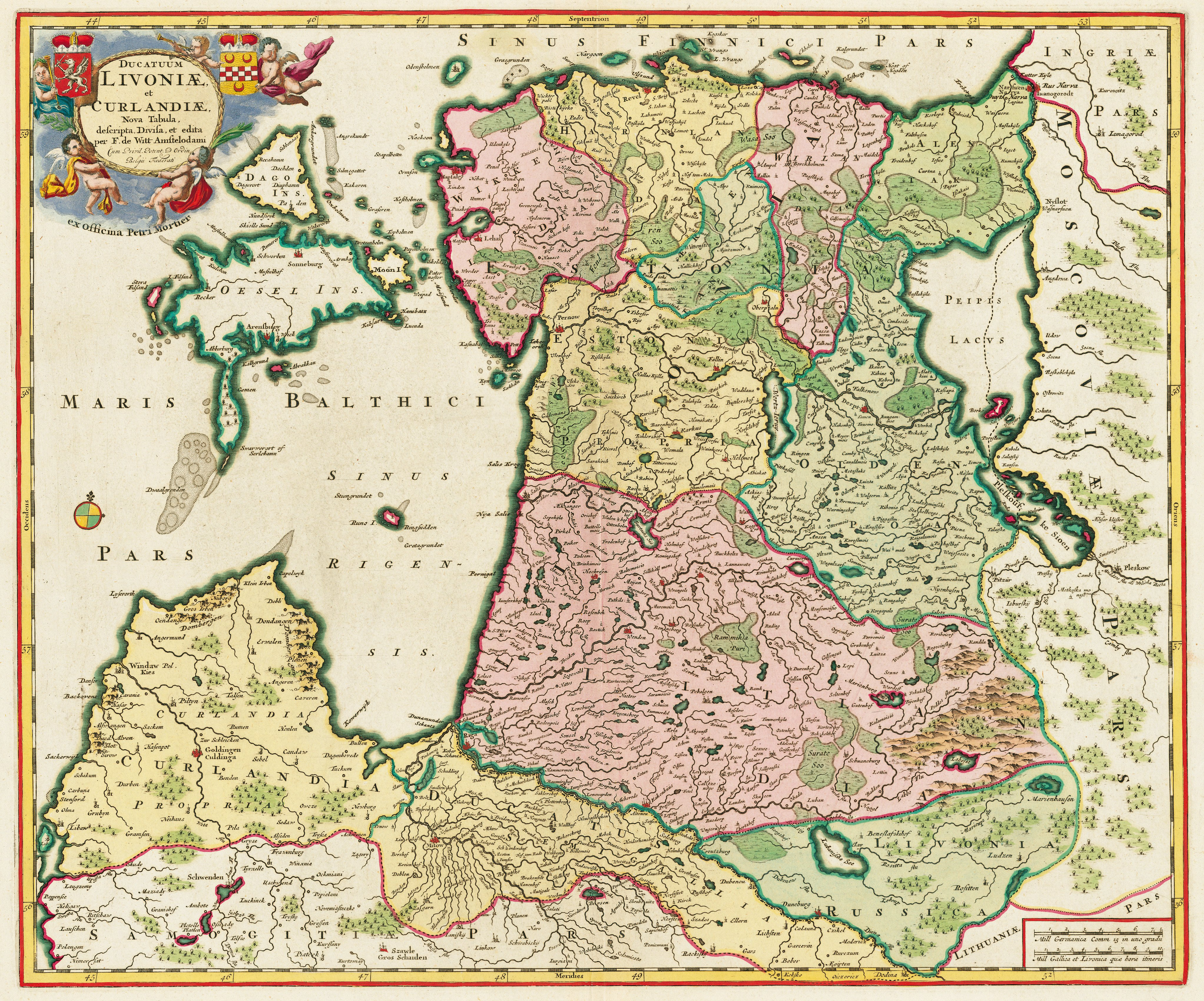
Livónia és Kurland 1705-ben
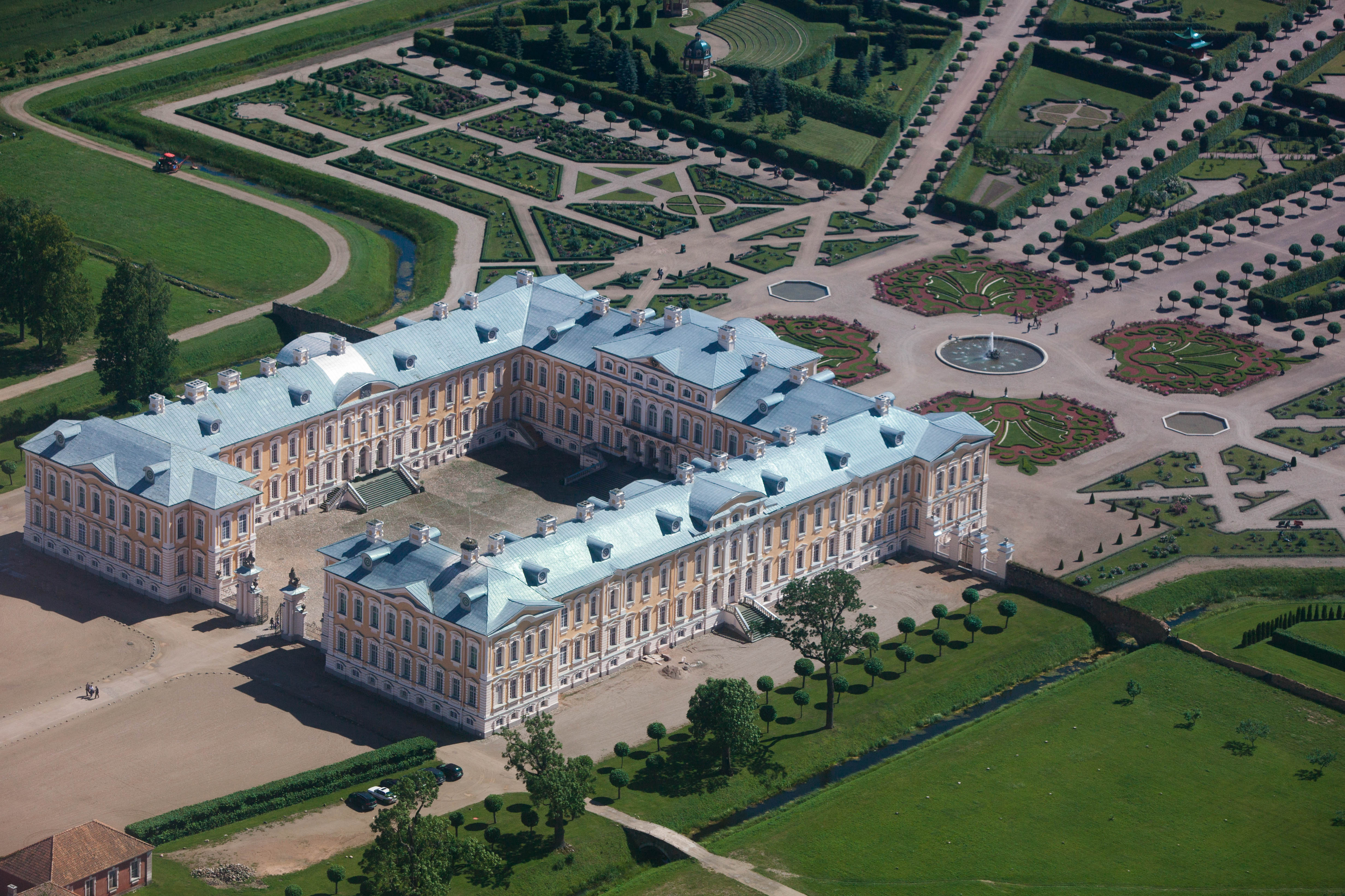
A rundālei palota, von Biron herceg nyári rezidenciája
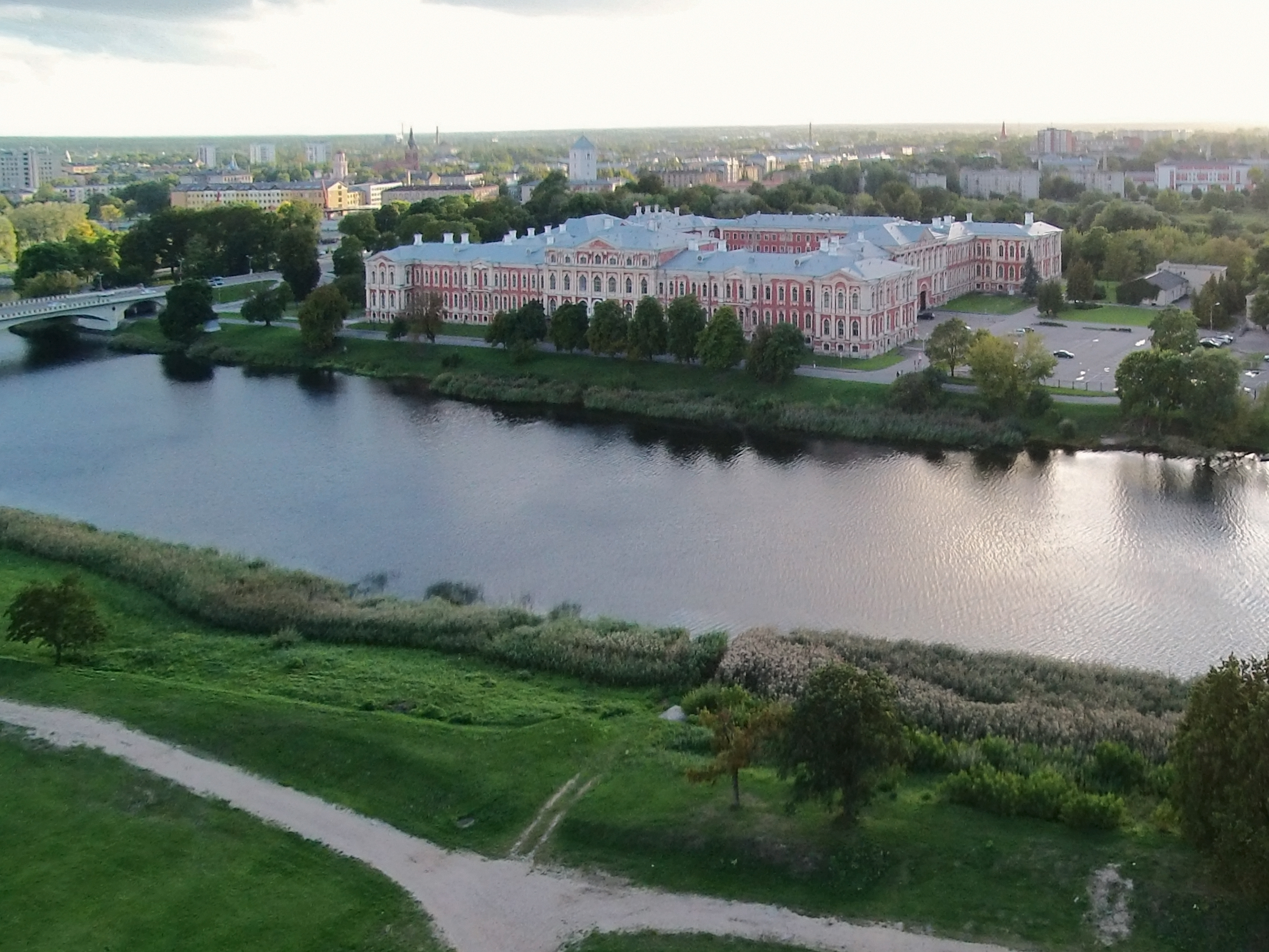
A jelgavai palota, von Biron herceg fő lakóhelye

## Az Orosz Birodalomban (1721/95–1915/18)

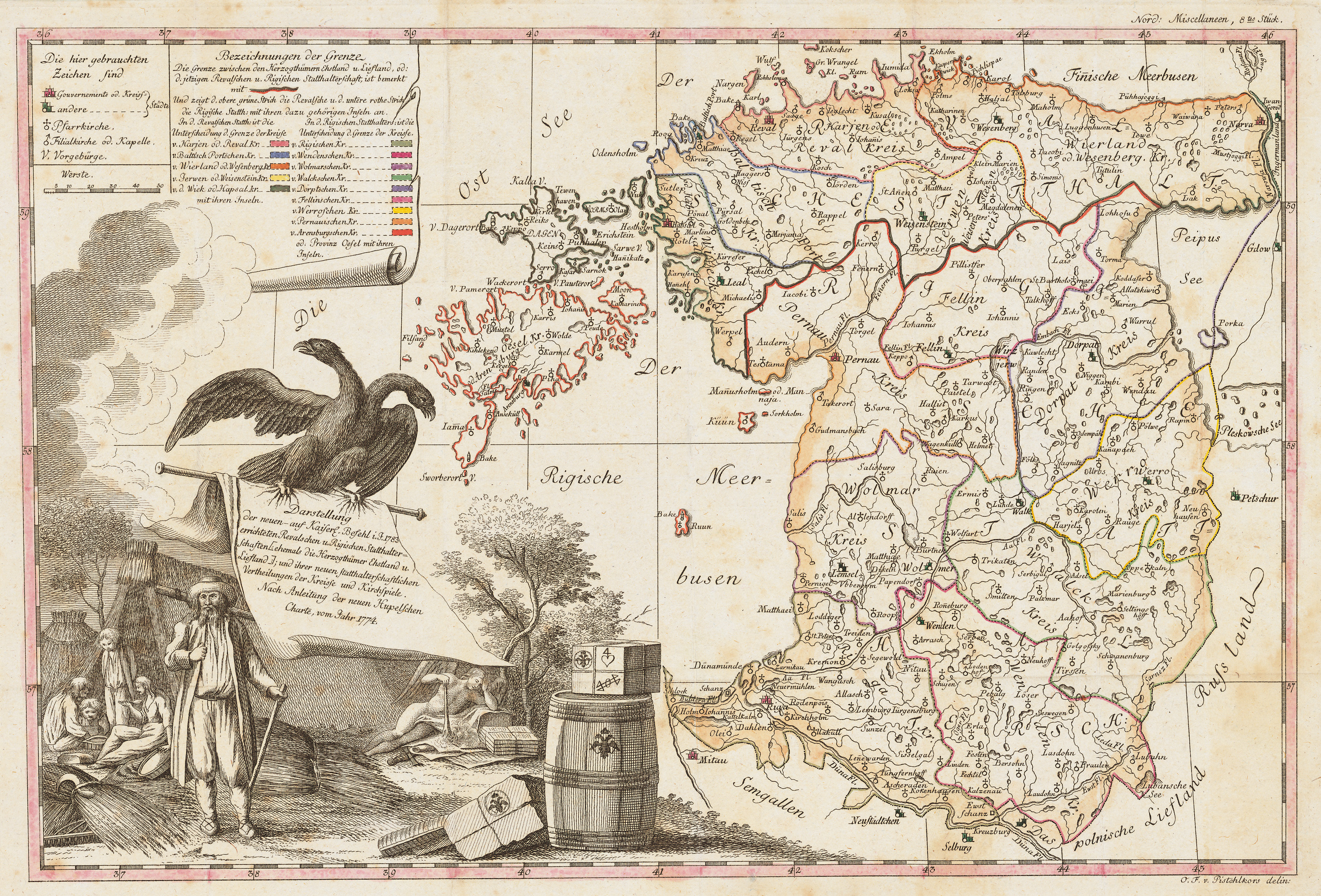
A Rigai és Revali kormányzóságok 1783-ban

1700-ban Oroszország és Svédország között kitört az északi háború, mert I. Péter cár kijáratot akart a Balti-tengerre. Az oroszok 1710-ben elfoglalták Rigát; Észtország és Livónia ezt követően kapitulált. A háborús pusztítások mellett pestis is dúlta a térséget, amely helyenként a lakosság háromnegyedét kiirtotta.
I. Péter 1713-ban létrehozta a Rigai kormányzóságot (több adminisztratív reformot követően 1796-ben ebből alakult meg 1796-ban a Livóniai kormányzóság). A háború lezárásakor a nystadi békével Stockholm hivatalosan is lemondott livóniai birtokairól. A békeszerződés meghagyta és megerősítette a balti németek meglévő privilégiumait. Megtarthatták korábbi pénzrendszerüket, vámhatáraikat, megmaradt a nemesi gyűlések (Landtag) és a városi tanácsok önkormányzata, gyakorolhatták lutheránus vallásukat, használhatták a német nyelvet. Különleges jogállásukat I. Péter minden utódja megerősítette, egészen II. Sándorig. Csak az 1889-es reform vezette be itt is az orosz törvényeket és tette kötelezővé az orosz nyelvű oktatást az iskolákban. 

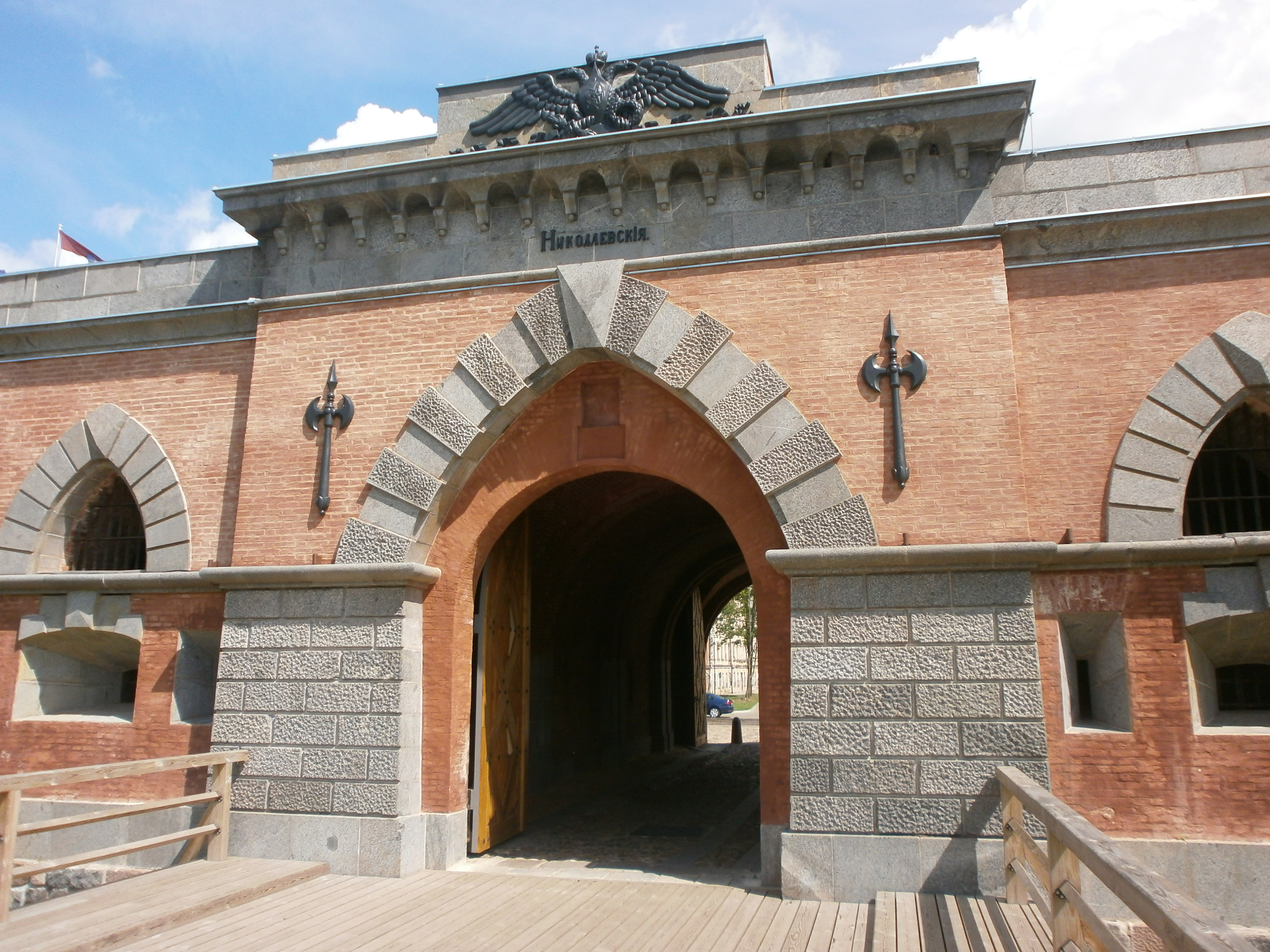
A daugavpilsi erőd Miklós-kapuja

Lengyelország 1772-es első felosztásakor Oroszország megkapta az Inflatyi vajdaságot, amelyet először a Mogiljevi kormányzósághoz csatoltak, 1802 után pedig a Vityebszki kormányzósághoz került. Emiatt az itt élő latgalok kulturális és nyelvi szempontból is elszigetelődtek a lett nemzettől.
1795-ben, amikor harmadszor is felosztották Lengyelországot, Kurland és Semgallen hercegsége is az orosz cár fennhatósága alá került. Területéből megalakították a Kurlandi kormányzóságot, ahol a németek a livóniaiakhoz hasonlóan szintén megtarthatták privilégiumaikat és autonómiájukat. Ekkorra valamennyi, lettek által lakott terület Moszkva uralma alá került.
Napóleon 1812-es oroszországi hadjárata során a vele szövetséges Yorck porosz marsall megszállta Kurlandot, megközelítette Rigát és a mesoteni csatában megfutamította az oroszokat. Napóleon kijelentette, hogy francia-lengyel protektorátus alatt visszaállítja a Kurlandi Hercegséget. Ezután öt hónapon át sikertelenül ostromolták Rigát; ez idő alatt a város kormányzója, Essen tábornok felgyújtotta a fából épült külvárost, hogy ne nyújthasson fedezéket az ellenségnek, de az elharapózó tűz több negyedet elpusztított. A tél közeledtével Yorck visszavonult.

### A jobbágyság felszabadítása

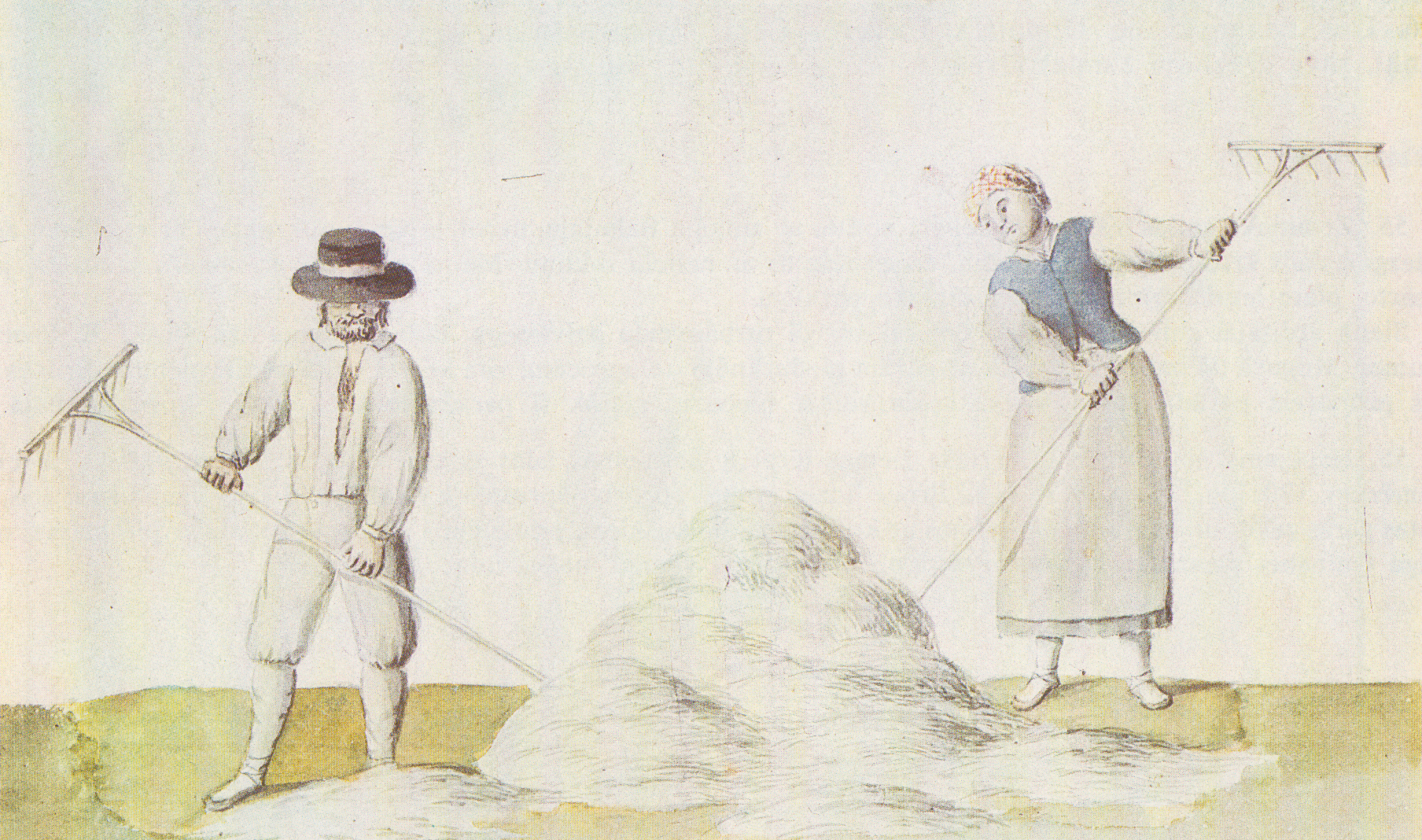
Lett parasztok (18-19. sz.)

Az 1802-ben kitört kauguri lázadás után a cári hatóságok egy 1804-ben meghozott törvénnyel enyhíteni próbáltak a Livóniai kormányzóság jobbágyainak helyzetén. A jobbágyok onnantól kezdve nem a földesúr személyéhez, hanem a birtokhoz voltak kötve, úgyhogy a földdel együtt őket is eladhatták. A parasztokat két csoportba sorolták, a nagybirtokok cselédeibe vagy a földművesekébe; utóbbiak esetében megkülönböztették a birtokos gazdákat és szabad parasztokat. A földet azontúl a családban továbbörökíthették. A robot mértékét is csökkentették. A törvényt a nemesség megtámadta és 1809-ben sikerült is elérniük hogy a javukra módosítsák azt.
1816-ban az Észtországi kormányzóságban a poroszországi agrárreform alapján javasolták a jobbágyok felszabadítását. A cári hatóságok a kurlandi Landtagot is felszólították egy hasonló törvény kidolgozására, amit a következő évben elfogadtak, 1818-ban pedig I. Sándor cár jelenlétében kihirdettek. 1819-ben a Livóniai kormányzóságban is bevezették a törvényt. Mivel évente limitálva volt a felszabadíthatók száma, a végrehajtás egészen 1832-ig tartott. A felszabadított jobbágyok nem kaptak földet, azt a földesuraktól kellett bérelniük; tőlük kellett engedélyt kérniük akkor is ha városba vagy más kormányzóságba akartak költözni. Mivel a keleti Latgale az orosz Vityebszki kormányzósághoz tartozott, a jobbágyrendszer itt egészen 1861-ig fennmaradt, amikor is az egész birodalomban eltörölték.
1848 után a kurlandi parasztok szabadon beköltözhettek a városokba, amelyek lakossága ekkor döntően németekből és zsidókból állt. 1850-ben földreformot hajtottak végre, amely meghagyta a németek birtokait, de engedélyezte hogy a parasztok is vásárolhassanak vagy bérelhessenek földet. 1856-ban a földművesek mindössze 23%-a fizetett bérletet, a többiek robot fejében használhatták a földet. 1864-ben engedélyezték a hitelszövetkezetek létrehozását, ami megkönnyítette a parasztok földvásárlását. Az első világháború előtt a kurlandi házak 99%-a és a livóniai házak 90%-a lakóinak tulajdonában volt. Létrejött egy lett kisbirtokos osztály, amely egyre inkább gyarapodott és képes volt iskoláztatni gyermekeit. Sokan nem voltak képesek megváltani a földjüket, ezért inkább Szibériába költöztek, ahol a hatóságok ingyen osztottak földet. Az első világháború kezdetekor mintegy 200 ezer lett földműves élt szibériai kolóniákban.

### Családnevek
A lett jobbágyok többségének a felszabadításig nem volt családnevük. Ismertek 15. századi lett családnevek is, de azok hordozói szinte kizárólag a nagyvárosokban éltek és gyakran németesítették a nevüket. A 17. századtól kezdve a parasztok körében is szórványosan előfordultak már családnevek, de többségüket csak személynevük és lakhelyük alapján azonosították. A felszabadítást követően a hatóságok megkövetelték az azonosítást megkönnyítő családnevet, amelyet Livóniában 1826-ig, Kurlandban 1835-ig mindenkinek be kellett jelentenie. Többségük állat- vagy növénynevet választott, népszerűek voltak azok becézett alakjai is, mint a Bērzs (nyírfa), Bērziņš (nyírfácska), Kalns (domb), Kalniņš (dombocska). A földesuraik német családneveit nem választhatták.

### Vallás
Lettország alapvetően protestáns és katolikus volt, de 1729-től a Morva egyház megkezdte térítő tevékenységét és a német földbirtokosok (akik ellenőrzésük alatt tartották a helyi protestáns egyházat) tiltakozásának ellenére jelentős sikereket értek el. 1743-ban a cári hatóságok betiltották a morvák tevékenységét, de 1764-ben feloldották a tilalmat. Ez volt az első olyan keresztény mozgalom, amelyhez a lettek önként csatlakoztak. A Morva testvériség független volt a német földesuraktól, imaházaikat lettek vezették. Az egyház népszerűsége 1820 körül ért a csúcsára, amikor 30 egyházközségükben 20 ezer követőt és 100 imaházat számláltak össze.
A cári kormány az eloroszosítás jegyében támogatta az ortodox egyházat, de a lettek körében továbbra is a protestantizmus maradt a domináns vallás (kivéve a katolikus Latgalét). Némi sikert értek el a térítésben a baptisták, metodisták és a hetednapi adventisták is.
Az első zsidó közösség 1571-ben jött létre Piltenében. Az orosz annexió után Lengyelországból és Litvániából sok zsidó költözött Lettországba.

### A lett nemzeti ébredés

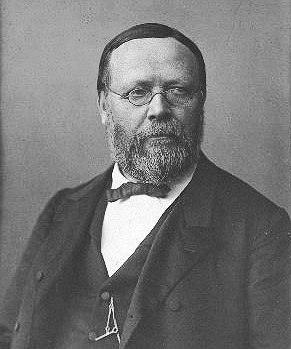
Krišjānis Valdemārs, az ifjúlett mozgalom vezetője

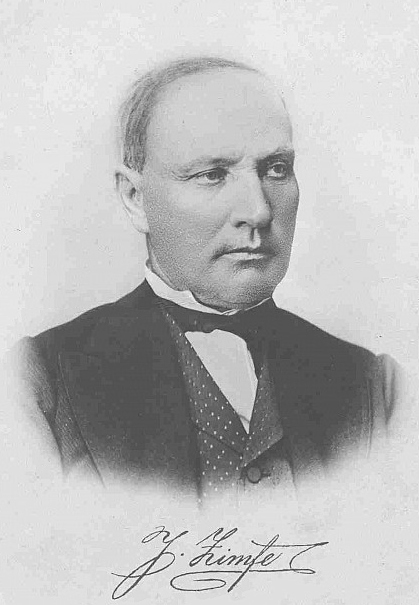
Jānis Cimze

A 19. század első felében Lettországban is megindult a nemzeti ébredés mozgalma. A jobbágyok felszabadulását követően az írástudatlanság visszaszorult, javult az oktatás színvonala és a művelt lettek kezdtek ellenállni a elnémetesedésnek.
1822-ben megindult az első lett nyelvű folyóirat, a heti megjelenésű Latviešu avīzes (Lett Újság); ezt követte 1832-től a Tas Latviešu Ļaužu Draugs (A lett nép barátja). Megjelentek az első lettül publikáló írók: Ansis Liventāls (1803–77), Jānis Ruģēns (1817–76) és mások. 1839-ben Valmierában tanítóképző intézet nyílt, Jānis Cimze vezetésével. 1850 körül megindult az "ifjúlett" (jaunlatvieši) mozgalom, amely az 1850-es évekig tartott. Az irodalmi és kulturális mozgalomként indult ifjúlettek hamarosan politikai célokat is tűztek maguk elé és összeütközésbe kerültek a balti németekkel. Ekkor jött létre az önálló, egységes lett állam eszméje. Az ifjúlettek kezdték el a népi hagyományok és a régi pogány hit kutatását is.
Az 1880-90-es években III. Sándor cár oroszosító programot indított és erőteljesen csökkentette a balti németek autonómiáját. A közigazgatásban, a bíróságokon, az iskolákban az addigi német helyett az orosz nyelvet tették kötelezővé. Ugyanekkor az iskolákból és a közintézményekből kitiltották a lett nyelvet is, ami súlyos csapást jelentett az éppen bimbózó lett kultúrára.
A parasztok nyomorára és a nagyvárosokban (főleg Rigában) egyre növekvő számú ipari munkások helyzetére reagálva az 1880-as években elindult az Új áramlat (Jaunā strāva) nevű laza, de nagyjából baloldali mozgalom. Vezetői Rainis (a lettek nemzeti költője) és sógora, Pēteris Stučka, a Dienas Lapa c. újság szerkesztői voltak. A mozgalom hamarosan marxista befolyás alá került és megalakult a Lett Szociáldemokrata Munkáspárt. Míg Rainis haláláig szociáldemokrata maradt, Stučka Leninnel szövetkezett, 1918-ban bolsevik kormányt alakított és Moszkvában halt meg.

### Az 1905-ös forradalom
Az 1905 januárjában kirobbanó orosz forradalom hatására Lettországban is robbanásszerűen tört fel az elégedetlenség. A forradalom nem csak a cári hatóságok, hanem a gyűlölt német bárók ellen is irányult. A nép többsége nem az oroszok által érezte elnyomva és kizsákmányolva magát, hanem a lakosság mintegy 7%-át kitevő balti németek által, akiknek a feudális rendszerében a lettek csak föld nélküli, szegény parasztok, másodosztályú állampolgárok lehettek. Ennek megfelelően a forradalomban nem csak a baloldali szociáldemokraták és az ipari munkásság vett részt, hanem a konzervatívabb parasztok és az értelmiség is. Lettország ekkor már iparosodott és művelt vidék volt; Riga Szentpétervár és Moszkva után harmadik volt az ipari munkások számát illetően és a lettek több mint 90%-a tudott írni-olvasni. A lakosság körében mind a radikális baloldal, mind a nacionalizmus eszméje széleskörűen elterjedt, ennek köszönhetően Lettország volt talán a legnehezebben kormányozható régiója az egész Orosz Birodalomnak.
Miután 1905. január 9-én Szentpéterváron a katonák belelőttek a tüntető tömegbe, Rigában széleskörű általános sztrájk kezdődött. Január 13-án az orosz katonák rálőttek a tüntetőkre és megöltek 73 embert, 200-at pedig megsebesítettek. Nyáron önkormányzati választásokra került sor, a községek 94%-ában új testületet választottak. Egymást követték a politikai gyűlések és tömegtüntetések. A német nemesség ellen erőszakos támadásokat intéztek, felgyújtották és kirabolták házaikat kastélyaikat, fegyvereket is szerezve tőlük. Összesen 449 német uradalmi majorságot, kastélyt gyújtottak fel.
1905 őszén Vidzeme környékén és Kurlandban fegyveres összecsapásokra került sor a német nemesség és a lett parasztok között. A földművesek több kisvárost megszálltak és forradalmi tanácsokat alapítottak. Vidzemében birtokukba vették a vasutat. Az év során összesen mintegy ezer fegyveres összecsapást regisztráltak. Augusztusban Kurlandban, november pedig Vidzemében kihirdették a statáriumot. December közepén a németek kozák csapatok segítségével büntetőkülönítményeket állítottak fel. Mintegy kétezer embert gyilkoltak meg bírói ítélet nélkül és kb. 300 házat és középületet égettek fel. A kivégzettek között nem csak felkelők, hanem a németek ellen felszólaló helyi tanítók és aktivisták is voltak. 427-en kerültek hadbíróság elé, hogy aztán kivégezzék őket. 2652 embert szibériai száműzetésre ítéltek, több mint ötezren Nyugat-Európába vagy Amerikába menekültek. 1906-ra a forradalmi hevület lassan alábbhagyott, de helyi tiltakozásokra, partizánakciókra még 1907-ben is sor került. Több merész rajtaütést hajtottak végre: 1906 januárjában kiszabadították a foglyokat a rigai rendőrségi központból, februárban a szociáldemokraták kiraboltak egy bankot Helsinkiben hogy abból finanszírozzák a felkelést; ebből a célból még 1910-ben is próbálkoztak ékszerrablással Londonban.
A száműzöttek között jobb- és baloldali politikusok is voltak; tíz évvel később más egymás ellen harcoltak a független Lettország irányításáért, mint pl. a leendő miniszterelnök Kārlis Ulmanis, a költő Jānis Rainis vagy a Cseka-főnök Jēkabs Peterss.

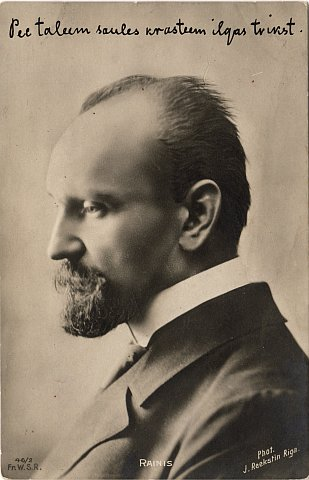
Jānis Rainis (1900 körül)
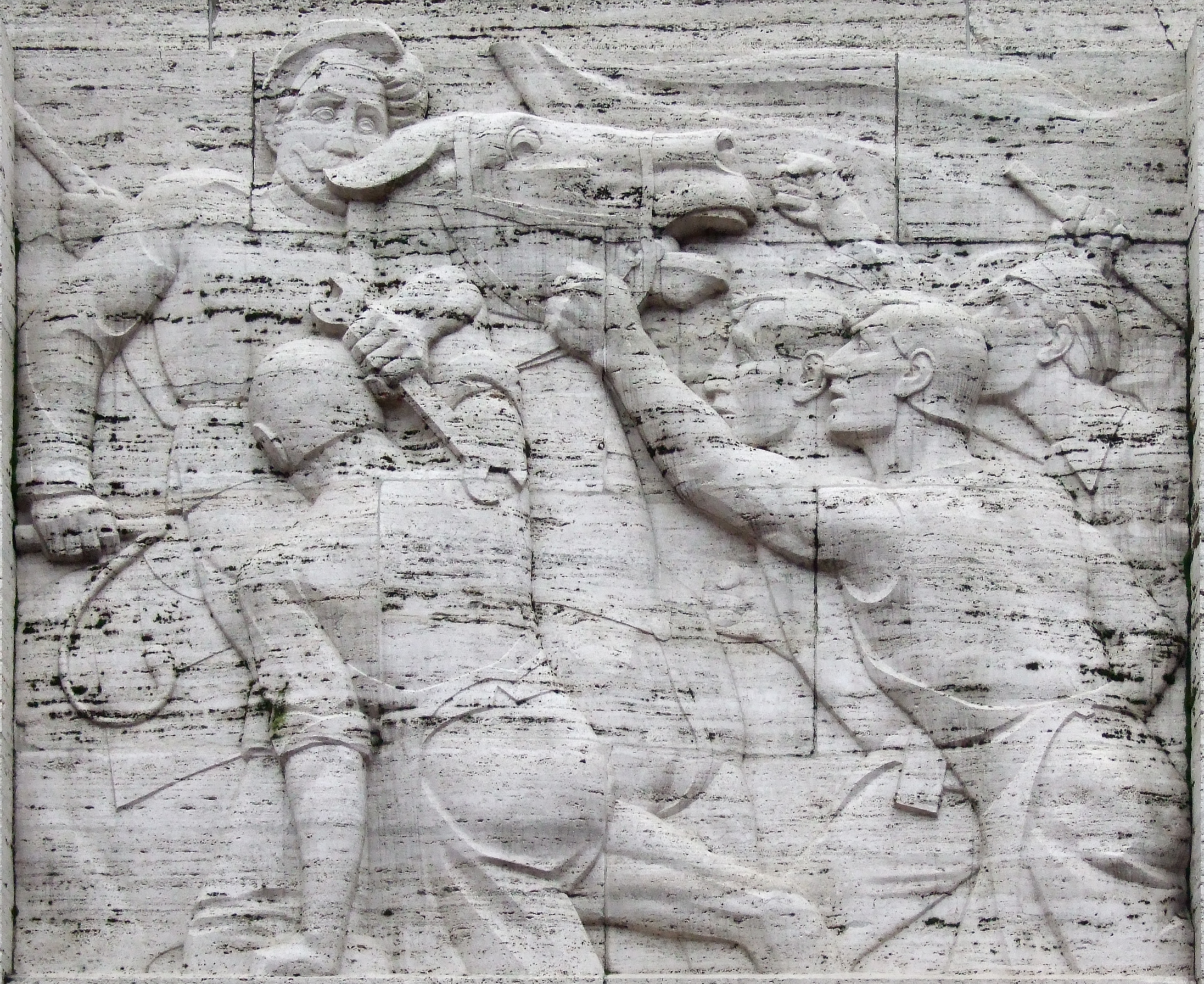
Lett munkások egy kozákkal küzdenek (Szabadság emlékmű)
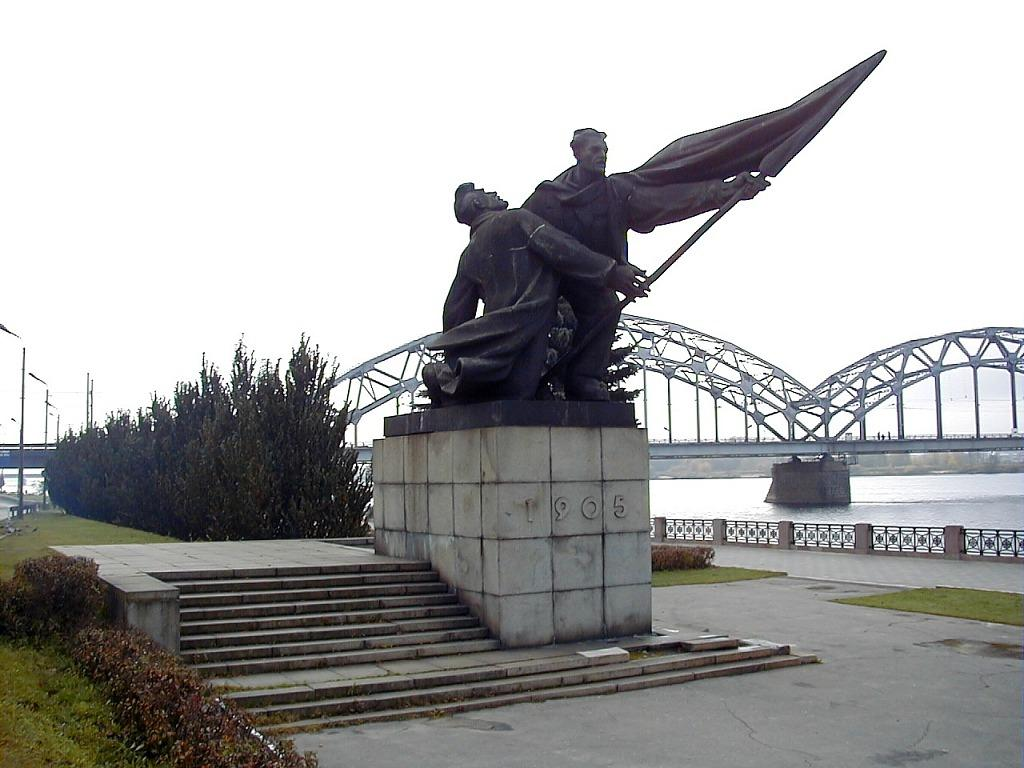
Az 1905. január 13-i mészárlás áldozatainak emlékműve
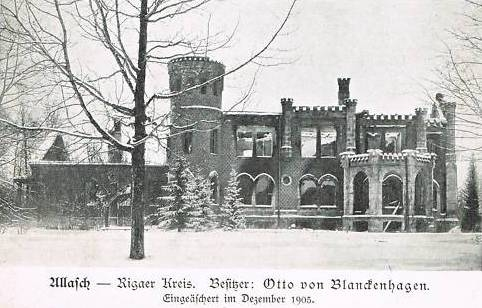
Kiégett német kastély

## Az első világháború

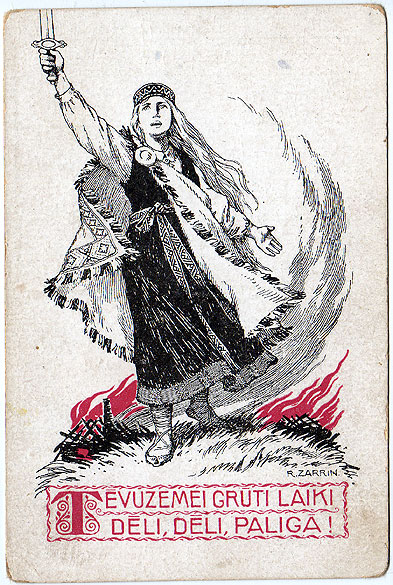
Veszélyben a haza, fiaim, fiaim, segítsetek! 1916-os hazafias levelezőlap

1914. augusztus 1-én beállt a hadiállapot Németország és Oroszország között. A Kurlandi kormányzóság közvetlenül határos volt Németországgal, így azonnal a hadi cselekmények helyszínévé vált. Két német hadihajó, az SMS Augsburg és a SMS Magdeburg már augusztus 2-án lőtte Liepāja városát, kisebb károkat okozva. Augusztus 19-én a német flotta megpróbálta elfoglalni az užavai világítótornyot és miután visszaverték őket, inkább szétlőtték a tüzérségükkel. Októberben két angol tengeralattjáró (a HMS E1 és a HMS E9) érkezett Liepāja kikötőjébe, amelyet a novemberben ismét lőttek a németek, mintegy száz épületet megrongálva.
Sok lett szolgált a határ mentén állomásoztatott orosz egységekben, így részt vettek a Kelet-Poroszország elleni támadásban. Harcoltak az első és második mazuri-tavaki csatában, valamint a augustowi ütközetben; itteni veszteségeik mintegy 25 ezer főre rúgtak.
1915 májusára a front elérte Lettországot. Április 30-án az orosz katonai főparancsnok elrendelte, hogy 24 órán belül telepítsék ki valamennyi kurlandi zsidót. Május 2-án a németek megtámadták Jelgavát, de visszaverték őket; május 7-én viszont elfoglalták Liepāját és Kuldīgát. Június 29-én a főparancsnokság utasítást adott egész Kurland evakuálására. Mintegy félmillió menekült özönlött keletre; az épületek és mezőgazdasági területek nagy részét a katonák elpusztították, hogy ne kerüljön a németek kezébe. A menekültek egy része megállt Vidzemében, de többségüket Oroszországba vitték, ahol primitív körülmények között szállásolták el őket, sokat szenvedtek az éhségtől és a betegségektől. 1915 augusztusában Szentpétervárott felállították a Lett Menekültek Központi Segélybizottságát, amelyet olyan leendő politikusok működtettek, mint Vilis Olavs, Jānis Čakste vagy Arveds Bergs. A bizottság rendezte a menekültek elszállásolását, 54 iskolát és 25 kórházat állítottak fel, elosztotta a segélyeket. Sokan csak 1920-ban tértek vissza hazájukba, amikor Lettország és Szovjet-Oroszország már aláírta a békeszerződést. Mások a bolsevik államban maradtak, ahol magas tisztségeket foglaltak el a hadseregben és a pártban, hogy aztán Sztálin 1937-38-as tisztogatásai idején eltávolítsák vagy kivégezzék őket.
1915 júliusában az orosz hadügyminiszter elrendelte a rigai gyárak és dolgozóik evakuálását. Az év nyarán 30 ezer vagonnyi gépet és egyéb gyári felszerelést szállítottak keletre; egyúttal Riga lakossága a felére csökkent. A város elvesztette a 19. században kiépült ipari kapacitását, amit csak később, a szovjet iparosítás során nyert vissza.
A németek augusztus 1-én elfoglalták Kurland székhelyét, Jelgavát. Egy héttel később a Rigai-öbelben összecsapott az orosz és a német flotta; az utóbbi kénytelen volt visszavonulni. Október 23-án a németek már Ilūkstében voltak, megközelítve Daugavpils nagy erődjét.

### A lett lövészek
Mikor a németek 1915 júliusában megszállták Kurlandot, az Állami Duma képviselői Kārlis Skalbe vezetésével kiáltványban fordultak a lett néphez és önkéntes lövészegységek felállítását kérték. A nagy hírnevet szerzett lett lövészek a Daugava mentén kiépített, jól védett állásaikban (különösen hírhedtté vált a Nāves sala, a "Halálsziget") védekeztek a német támadások ellen. Különösen súlyos veszteségeket szenvedtek az 1916 decemberében és 1917 januárjában dúló karácsonyi csatákban.
Az 1915-ös nagy offenzívát követően a front a Daugava folyó vonalában stabilizálódott, egészen 1917 elejéig, amikor az orosz hadsereg elkezdett szétesni. 1917 februárjában kitört az 1917-es februári orosz forradalom, nyárra pedig a hadsereg szétzilálódott. A lett lövészek döntő többsége ekkor már a bolsevikok oldalán állt. A szeptember 1-én indított német offenzíva sikerrel járt és 3-án elfoglalták Rigát.
1917 novemberében a bolsevikok átvették a hatalmat a birodalomban. A lett katonák alapvető fontosságúak voltak a szovjethatalom biztonsága szempontjából (a Vörös Hadsereg első főparancsnoka is a lett Jukums Vācietis volt) Az 1918 márciusában kötött breszt-litovszki békeszerződés révén Kurland és Livland német megszállás alá került, ami 1918. november 11-ig, az általános fegyverletételig tartott. Azalatt a németek megpróbálták létrehozni az Egyesült Balti Hercegséget, amely „örök unióra” lépett volna Poroszországgal.

### Háborús károk
Egy 1920-as felmérés szerint a háború a községek 56,7%-ában okozott károkat. A lakosság a háború előtti 2,55 millióról 1,59 millióra csökkent. A lett nemzetiségűek száma soha többé nem érte el az 1914-es szintet. 87 700 épület elpusztult, a mezőgazdasági területek 27%-a műveletlen maradt. A gyárak többségét Oroszországba evakuálták és soha nem kerültek vissza. A kikötőket elsüllyedt hajók tették használhatatlanná, számos hidat felrobbantottak, a vasutakat megrongálták. 25 ezer farmot elpusztítottak, az állatállomány 70 ezer lóval és 170 ezer marhával lett szegényebb.

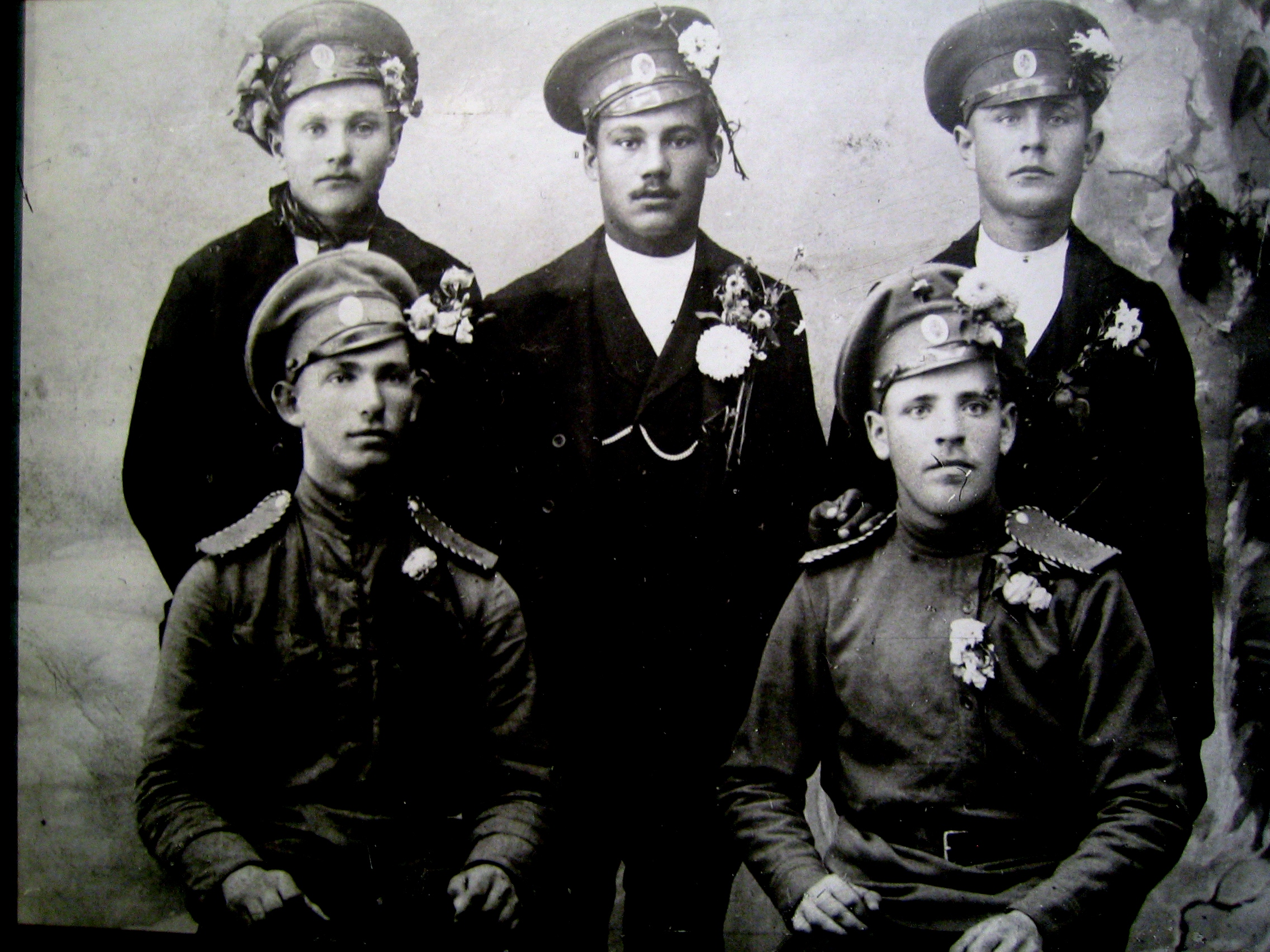
Önkéntes lett lövészek (1915)
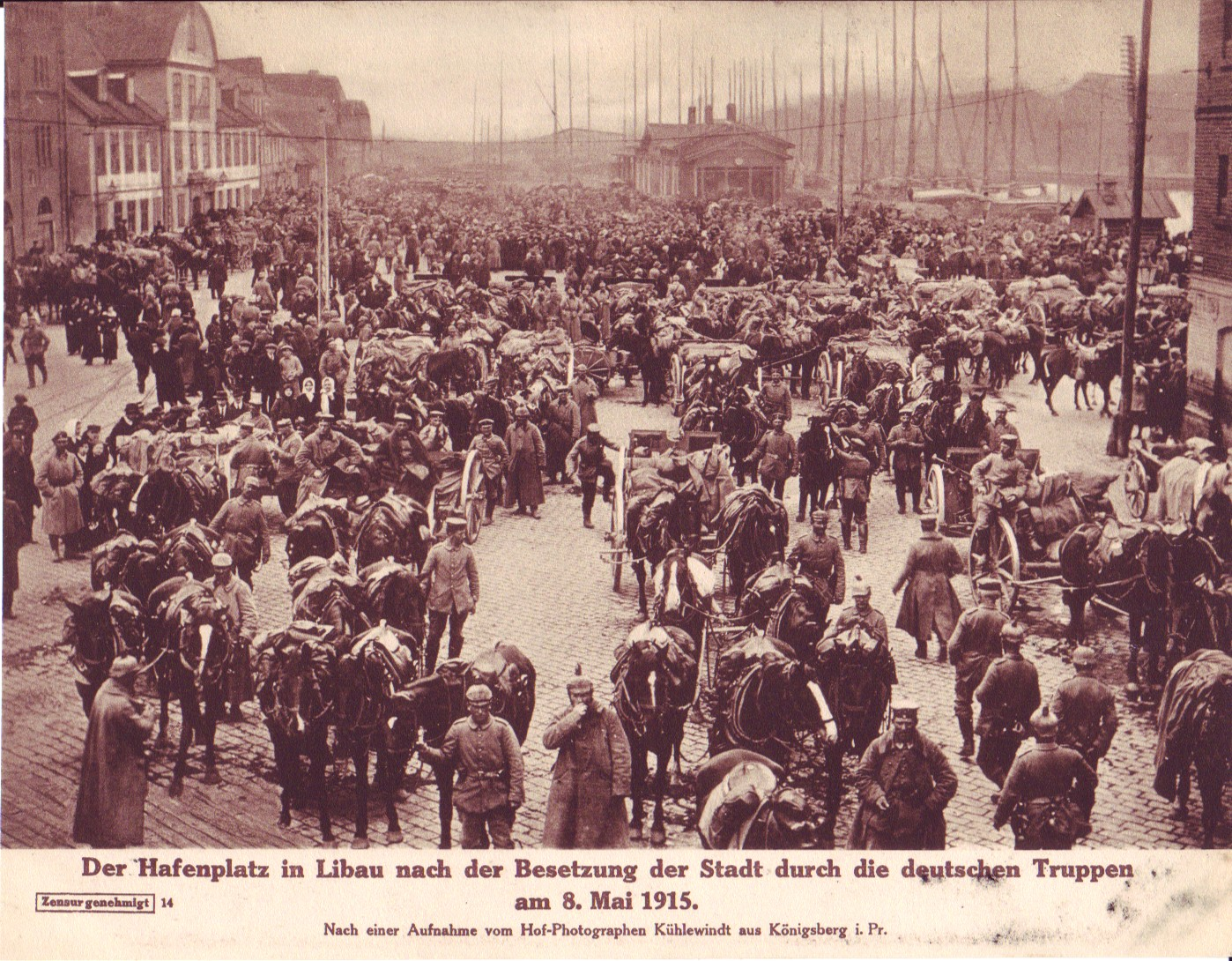
Német csapatok Liepājában (1915 májusa)
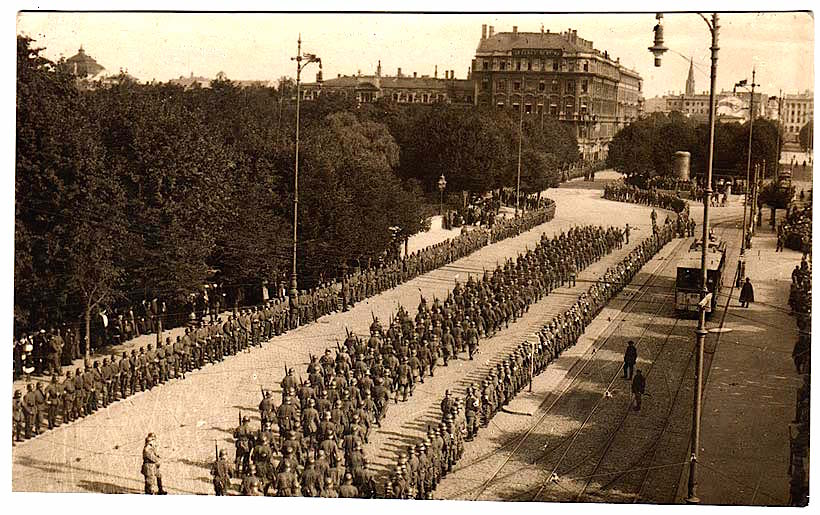
Német díszszemle Rigában (1917)
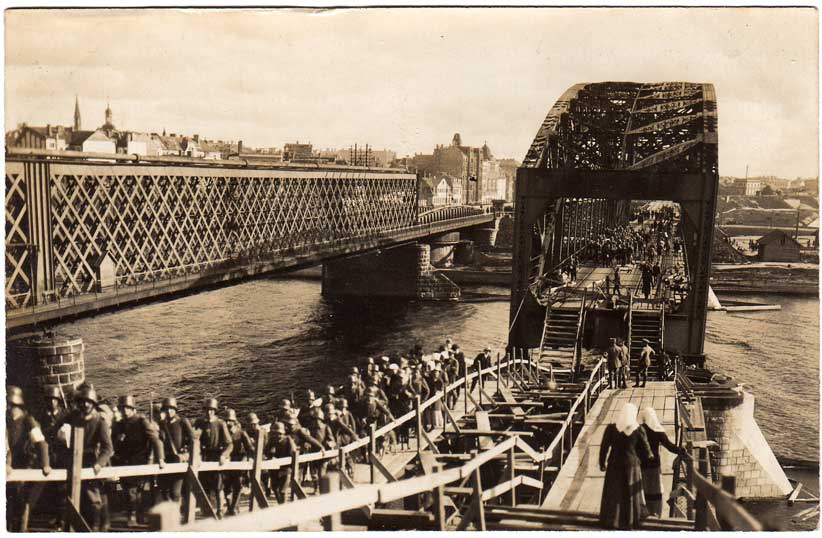
Német katonák a rigai vasúti hídon

## Politikai mozgalmak (1917–1920)

Az Iszkolat zászlaja

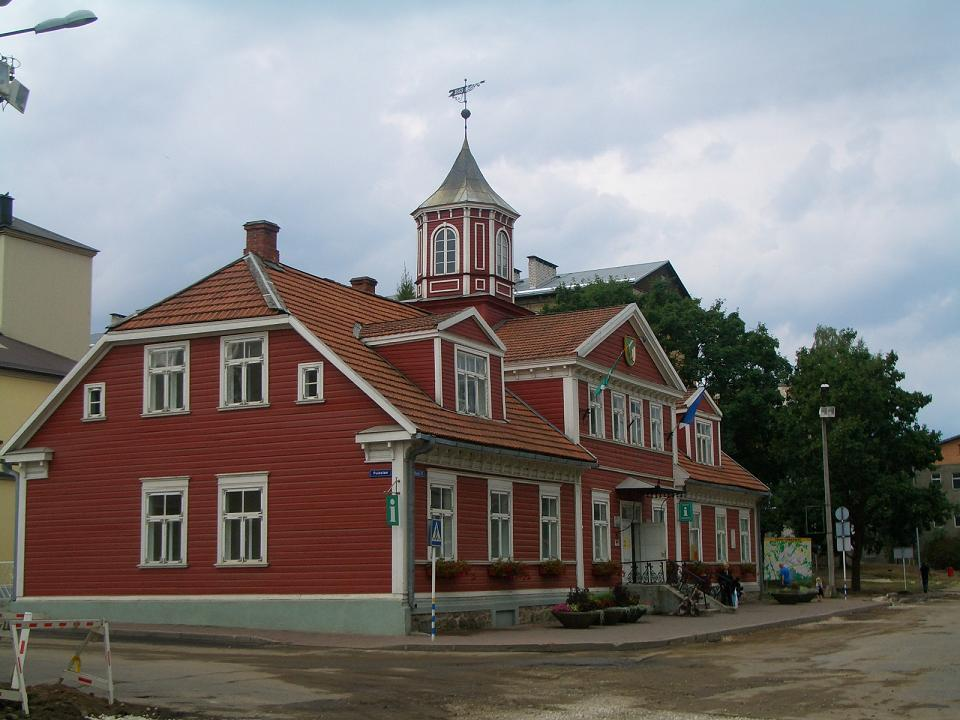
A valkai városháza (ma Észtországban) ahol 1917. december 2-án kinyilvánították Lettország autonómiáját

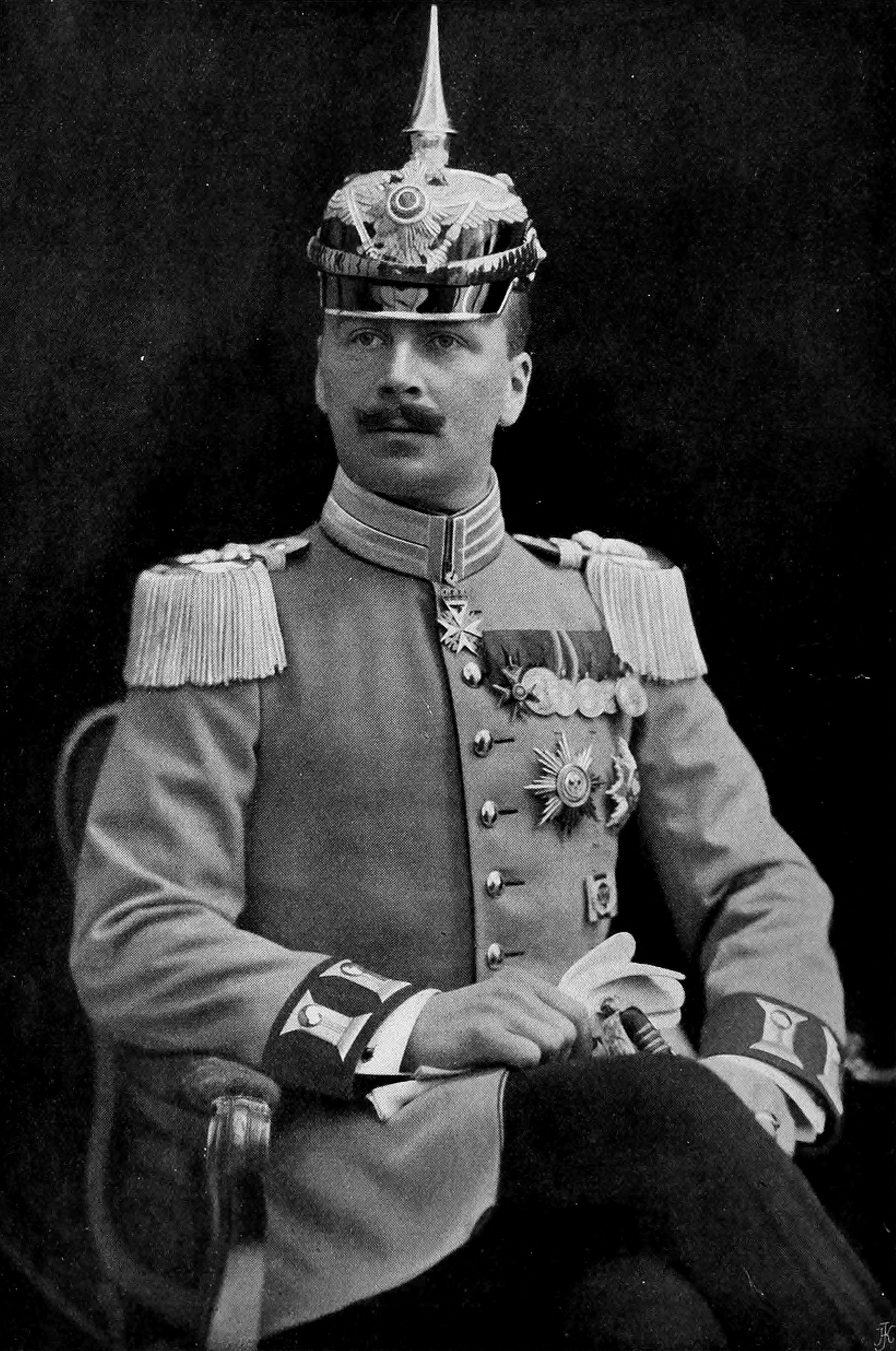
Adolf Friedrich zu Mecklenburg, az Egyesült Balti Hercegség kinevezett uralkodója

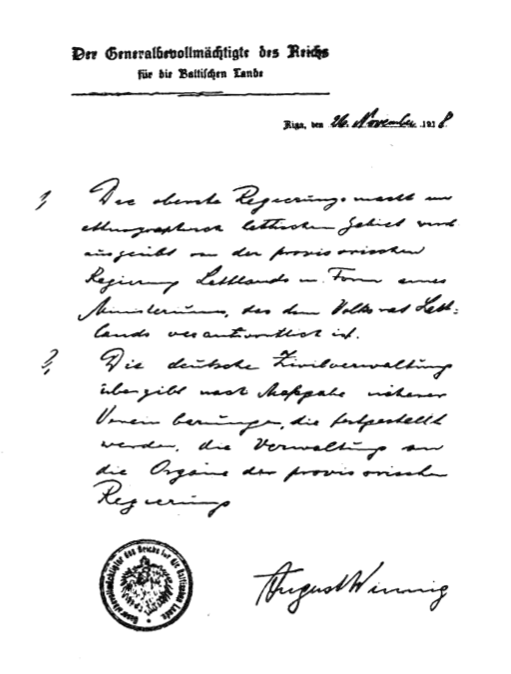
Az August Winnig által aláírt okmány a Lett Ideiglenes Kormány elismeréséről(1918. november 26.)

Szovjet offenzíva Lettország ellen (1918–1919)

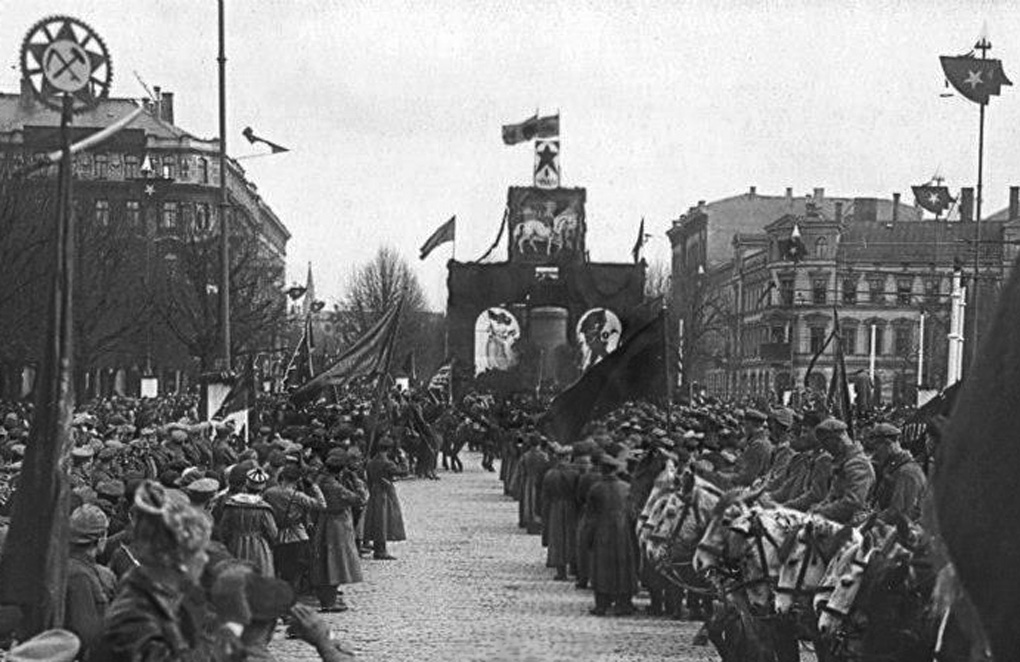
Május 1-i felvonulás a bolsevikok által megszállt Rigában (1919)

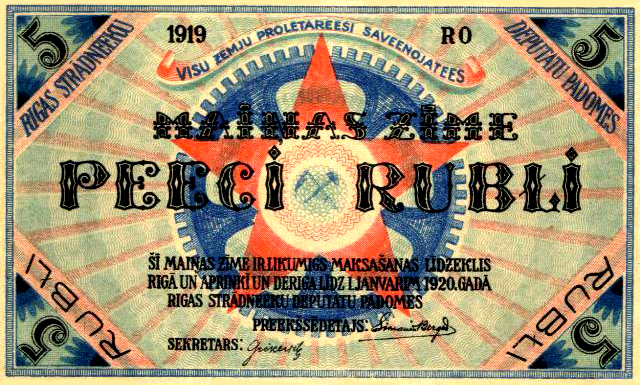
Szovjet-Lettország által kiadott ötrubeles bankjegy

Lengyel-lett ellentámadás (1919–1920)

Az első világháború során, melynek frontja Lettországot is elérte, egyre népszerűbbé vált a független államiság eszméje. A német hadsereg 1915 nyarán megszállta Kurzemét és Zemgalét, ami miatt a tartományokból tömegesen menekültek a lettek. Vezetőik kénytelenek voltak beletanulni a segélyek megszerzésébe és elosztásába, a kulturális élet megszervezésébe. A védekezés során az inkompetens orosz hadvezetés egyre nagyobb mértékben támaszkodott az önkéntes lett lövészekre, amelyek a cári tábornokok tehetetlenségét látva egyre jobban radikalizálódtak. Az orosz forradalom során jelentős részük a bolsevikok oldalára állt. Eközben a Német Császárság és a balti németek a Baltikum annektálását készítették elő. Miután mind az orosz, mind a német birodalom összeomlott, a lettek helyi kormányzatokat szerveztek, amelyek közül azonban nem mindegyik célozta meg a független Lettország létrehozását.

### Ideiglenes tartományi tanácsok
Az oroszországi februári forradalmat követően a lettek többsége autonómiára törekedett a birodalmon belül, jelszavuk a "szabad Lettországot a szabad Oroszországban" volt. Március 12-13-án Valmierában megtartották a vidzemei kongresszust, melyen megválasztották a vidzemei ideiglenes tartományi tanácsot. Kurlandot a németek tartották megszállva, akik egy balti bábállam létrehozásában gondolkodtak.A Vityebszki kormányzóságban élő latgalok követelték csatlakozásukat a többi lettlakta tartományhoz (erre a bolsevik hatalomátvétel után került sor).

### Iszkolat
1917. július 5-én az orosz Ideiglenes Kormány elismerte Vidzeme és Kurzeme választott tanácsait. A kormányzat engedékenységén felbátorodva a lettek széleskörű helyi autonómiára vonatkozó javaslatokat nyújtottak be. Augusztusban az egyesült lett szervezetek közösen kérték az Ideiglenes Kormánytól autonómiájuk és önkormányzatuk elismerését. Augusztus 11-12-én Rigában a bolsevik befolyás alatt lévő szociáldemokraták kongresszusa megalapította az Iszkolat kormányt (neve a "Lettországi munkások, katonák és földnélküliek tanácsának végrehajtó bizottsága" orosz rövidítéséből származik).
Amikor a németek szeptember 3-án megszállták Rigát, az Iszkolat visszavonult Vidzemébe, ahol átvette a helyi végrehajtó hatalmat. Az ún. Iszkolat Köztársaság 1917 november 21-től 1918. március3-ig állt fenn. A német előrenyomulás miatt előbb Cēsisbe majd Valkába vonult vissza, a breszt-litovszki békeszerződés megkötése után pedig felszámolták, miután Latgale kivételével valamennyi lettlakta föld Németországhoz került.

### A Demokratikus blokk
A németek által megszállt Rigában a Lett Szociáldemokrata Párt, a Lett Parasztszövetség és néhány kisebb republikánus és szocialista párt 1917. szeptember 23-án megalakította a Demokratíkus blokkot, amely nem formális szervezet volt, hanem hasonló világnézetű politikusok koalíciója. Kérelemmel fordultak a német főparancsnoksághoz, hogy állítsák vissza a rigai városi tanácsot, nyissák ki az iskolákat és engedélyezzék a szabad sajtót.
A lett szociáldemokraták kapcsolataikat felhasználva kérték a Német Szociáldemokrata Pártot kéréseik tolmácsolásához. Segítségükkel októberben a Demokratikus blokk képviselői petíciót nyújtottak át Max von Baden birodalmi kancellárnak, kérve a megszálló csapatok kivonását, a hadifoglyok elengedését és a független lett állam elismerését.

### A Lett Nemzeti Tanács
1917 októberében a centrista politikusok Petrográdban megegyeztek a lett pártok, menekültsegítő szervezetek, katonatanácsok egységes szervezetének létrehozásáról. November 29-én Valkában megalakult a Lett Ideiglenes Nemzeti Tanács, három nappal később kikiáltotta Lettország autonómiáját, magát pedig a letteket képviselő egyetlen szervezetté nyilvánította. Fő céljaiként az alkotmányozó nemzetgyűlés összehívását, a politikai autonómia kivívását és a lettek által lakott földek egyesítését határozta meg. A Voldemārs Zāmuēls által vezetett Nemzeti Tanács delegációt küldött az antant országaihoz (a küldöttséget a leendő külügyminiszter, Zigfrīds Anna Meierovics vezette) és támogatásukat kérte a független Lettország létrehozásához. Az Ideiglenes Nemzeti Tanács ugyanabból az észt határ melletti kisvárosból, Valkából irányította ügyeit, mint a bolsevik Iszkolat; az utóbbi decemberben meg is próbálta betiltatni a Tanácsot.
1918. január 5-én a demokratikusan megválasztott Orosz Alkotmányozó Gyűlés első és egyetlen ülésén (utána a bolsevikok feloszlatták) Jānis Goldmanis lett küldött bejelentette Lettország kiválását Oroszországból. Január 30-án a Nemzeti Tanács a második, petrográdi ülésén kijelentette, hogy Lettország független, demokratikus köztársaság lesz, amely egyesíti majd Kurzeme (beleértve Zemgalét), Vidzeme és Latgale régióit. A breszt-litovszki békével Szovjet-Oroszország lemondott Kurzeméről és Vidzeméről (Latgale viszont nála maradt). A Tanács tiltakozott a lett földek felosztása miatt.
A német fegyverletétel napján, 1918. november 11-én Anglia elismerte a Nemzeti Tanácsot Lettország de facto kormányának, a gyakorlatban viszont nem ez volt a helyzet, mert Demokratikus blokk nem volt hajlandó csatlakozni hozzá. A két szervezet november 17-én létrehozta a Lett Népi Tanácsot (Tautas padome) amely másnap kikiáltotta a független köztársaságot és létrehozta az ideiglenes kormányt. Ugyanazon a napon Szovjet-Oroszország elindította nyugati offenzíváját, hogy visszaszerezze a cári birodalom elszakadt nyugati tartományait. Megkezdődött a lett függetlenségi háború. A szociáldemokrata párt balszárnya Moszkva mellé állt.
November 26-án August Winnig balti német főkormányzó elismerte a lett ideiglenes kormányt, két nappal később pedig németek által kontrollált Egyesült Balti Hercegség kormányzata feloszlatta önmagát.

### A függetlenségi háború
1918. december 1-én Szovjet-Oroszország megtámadta Lettországot. A támadók többsége bolsevik lett lövész volt, ami megkönnyítette az előrenyomulást. Mivel alig néhány héttel voltak a német rendszer összeomlása és a független kormányzat felállítása után, ellenállással alig találkoztak. A szociáldemokraták kivonultak a Népi Tanácsból, december 17-én pedig a veterán baloldali Pēteris Stučka kihirdette a szovjethatalmat. Másnap Lenin hivatalosan is elismerte Szovjet-Lettországot.
A Vörös Hadsereg 1919. január 3-án bevonult Rigába. Január végére az Ideiglenes Kormány és a megmaradt német egységek Liepājába vonultak vissza, de aztán a vörösök offenzívája a Venta folyónál megakadt. Január 13-án kikiáltották a Moszkva által támogatott Lett Szocialista Tanácsköztársaságot. Stučka szélsőséges kommunista rendszerében megkezdődtek az államosítások, kisajátítások, az osztályellenségnek nyilvánítottak kivégzése. A rögtönítélő forradalmi törvényszékek német nemeseket, papokat, gazdag polgárokat ítéltek halálra, de azokat a parasztokat is kivégezték, akik nem szolgáltatták be a gabonájukat. Összesen mintegy ezer embert végeztek ki, de emellett az éhínség miatt csak Rigában 8590 éhen haltat jegyeztek fel.
Március 3-án a lettek és a német önkéntesek (Freikorps) megkezdték az ellentámadást. Április 16-án a nemesség államcsínyt hajtott végre és Andrievs Niedra vezetésével bábkormányt állított fel; ennek uralma csak két hónapig tartott. Az ideiglenes nemzeti kormány Liepaja kikötőjében a Szaratov gőzösre húzódott vissza, ahol a britek szavatolták a biztonságukat.
Május 22-én a Rüdiger von der Goltz tábornok parancsnoksága alatt álló német önkéntesek visszafoglalták Rigát és megkezdődött a szovjetszimpatizánsok elleni fehérterror. Ugyanekkor az észt hadsereg és az ideiglenes kormányt támogató lett csapatok benyomultak Észak-Lettországba. Június közepére a szovjethatalom már csak Latgalére korlátozódott.
1919 júniusában a németek és az észt-lett csapatok közötti súrlódások fegyveres konfliktussá fajultak. A cēsisi csatában az észtek megfutamították a németeket; ezután fegyverszünetet kötöttek, melynek értelmében a németeknek ki kellett vonulniuk Lettországból. Ők azonban csatlakoztak a Nyugat-oroszországi Önkéntes Hadsereghez, amely október 5-én megtámadta Rigát és megszállta a Daugava nyugati partját. Novemberre a brit hadihajók tüzérsége által támogatott kormányhű lett erőknek sikerült őket kiszorítani az országból.
1920. január 3-án a lettek és a lengyelek benyomultak Latgalébe, kiszorították onnan a Vörös Hadsereget és elfoglalták Daugavpilst. Január végére elérték Lettország etnikai határát és megkezdték a béketárgyalásokat Moszkvával.

### Békekötés és a független Lettország nemzetközi elismerése
Az első világháború utáni párizsi békekonferencián Lettországnak nem sikerült elismertetnie függetlenségét az antant országaival. Az antant abban reménykedett, hogy az orosz polgárháború gyorsan véget ér, a bolsevik rezsim megbukik és utána egy demokratikus Oroszország jön létre, amelyben Lettország jelentős autonómiát kaphatott volna. A lett belpolitikai helyzet is eléggé kaotikus volt még, 1919-ben három jelentősebb csoportosulás, a lettek, a németek-fehéroroszok és a szovjetek küzdöttek az állam irányításért. A lett diplomaták szerint az Egyesült Államok és Franciaország ellenezte az ország függetlenségét, Olaszország és Japán támogatta őket, Anglia pedig némi támogatás mellett a kivárásra játszott.
1920. augusztus 11-én megkötötték Szovjet-Oroszországgal a rigai békeszerződést, melyben Moszkva független államként ismerte el Lettországot és lemondott minden területi követelésről. Még ugyanebben az évben a három balti állam felvételért folyamodott a Népszövetséghez, de ekkor még elutasították őket. Miután azonban nyilvánvalóvá vált, hogy Leninék megnyerik az orosz polgárháborút, az antant Legfelsőbb Háborús Tanácsa Zigfrīds Anna Meierovics lett külügyminiszter hathatós lobbizásának eredményeképpen 1921. január 26-án elismerte Lettország függetlenségét. Ezt követően a Tanácson kívüli államok is elismerték az országot (1940 előtt összesen 42-en) és 1921. szeptember 22-én a Népszövetségbe is felvették.

## A parlamenti időszak (1920–34)
1920. április 17-18-án (miután januárban Latgelét is sikerült felszabadítani a szovjet uralom alól) megválasztották az alkotmányzó nemzetgyűlés képviselőit. A háború előtti szinthez képest Lettország lakossága 38%-kal csökkent (2 552 000-ről 1 596 000-re, Rigáé 520 ezerről 225 ezerre). A választásra jogosultak 85%-ra voksolt, 16 párt kapott mandátumot a 150 tagú testületbe. A legtöbb, 57 képviselővel a Lett Szociáldemokrata Munkáspárt rendelkezett, ezt követte a Lett Parasztszövetség 26 és a Latgali Parasztpárt 17 székkel. Ez a tendencia a későbbi országgyűléseket is jellemezte, kis érdekcsoportokat képviselő pártocskák kapták a képviselői helyek jelentős százalékát, így instabil kormánykoalíciók jöttek létre. A legnagyobb párt, a szociáldemokraták – bár a házelnöki posztot megtartották – nem vett részt a kormányzásban. 1922 és 1934 között Lettországnak 13 kormánya és 9 miniszterelnöke volt.
1922. február 15-án elfogadták az ország alkotmányát, júniusban pedig a választási törvényt és megválaszthatták az első lett országgyűlést, a saeimát.
A parlamenti időszak során négy választásra került sor. Három köztársasági elnök állt az ország élén: Jānis Čakste (1922–27), aki hivatalában halt meg; Gustavs Zemgals (1927–30), aki nem jelöltette újra magát; és Alberts Kviesis (1930–36), aki elfogadta párttársa, Kārlis Ulmanis 1934-es államcsínyét és bábként továbbra is hivatalában maradt.

### Területviták
Az ország keleti, Szovjetunióval közös határát az 1921-es békeszerződés állapította meg. 1944 után Moszkva az Abrenei járás egyes részeit áthelyezte az Orosz SZFSZK Pitalovói járásához. Lettország 2007-ben lemondott az ide vonatkozó területi követeléseiről.
Északon Észtország azzal a feltétellel segített a függetlenségi háborúban, hogy a Valkai járást és néhány határmenti községet átengedik neki. Amikor a lettek ezt megtagadták, az észtek visszavonták csapataikat. A két ország 1920-ban Stephen Tallents brit ezredes közvetítésével kiegyezett, mely során Valka városát kettéosztották és a követelt falvak többségét Riga megtarthatta. A svédek lakta, Rigai-öbölben fekvő Ruhnu szigetének kérdése ekkor függőben maradt; ez 1923-ban került Észtországhoz, a védelmi szövetségi szerződés aláírásakor.
Délen Riga azt ajánlotta Litvániának, hogy tartsák meg a Kurlandi kormányzóság régi határát, de a litvánok ezt nem fogadták el, mert kijáratot akartak a tengerre és ekkor még nem ellenőrizték a később megszerzett kelet-porosz Memelt (Klaipėdát). 1919 szeptemberében a szovjetek elleni harcok során a litvánok behatoltak Ilūkste községbe és már Daugavpilst fenyegették. 1920 szeptemberében a lettek kiűzték őket és a Żeligowski-felkelés miatt elfoglalt litvánok annyiban hagyták a helyzetet. A két ország a brit James Young Simpson közvetítésével megegyezett: Palanga kikötője, az ide vezető vasút és a környező néhány falu a litvánoké lett; cserébe a lettek megkapták Aknīste városát és annak környékét. Lettország összességében 283,3 km2- adott fel és 290 km2-t kapott, 15-20 ezer lett nemzetiségű polgára került litván fennhatóság alá.
A lengyel-szovjet háború során Lengyelország és Lettország között 105 km-es határ jött létre. 1919 júliusában Varsó bejelentette a Daugavpilstől délre fekvő területek annexióját. Lettország nem tiltakozott, mert szüksége volt a lengyel segítségre a szovjetek elleni daugavpilsi csatában. A helyzetet az újabb szovjet invázió, később pedig a Vilnius miatti lengyel-litván konfliktus oldotta fel. A lengyelek kénytelenek voltak visszavonulni és lettek benyomultak a vitatott területre. A Żeligowski-felkelést követően Varsó jó viszonyra törekedett Rigával és nem lépett fel területi követelésekkel. 1929-ben kereskedelmi szerződést kötöttek, melynek titkos záradékában Lettország kárpótolta a lengyel földbirtokosokat elvesztett földjeikért; 1937-ig 5 millió latot fizettek ezen a címen.
Eleinte felmerült egy balti unió gondolata Lengyelország, Litvánia, Lettország, Észtország és Finnország részvételével, 1922 után azonban ezt elvetették. Lettország továbbra is a balti egység és a Balti antant legenergikusabb szószólója volt. 1923-ban katonai szövetséget kötött Észtországgal, amit kereskedelmi megállapodás is követett. Emellett igyekezett nagyhatalmi szomszédaival, a Szovjetunióval és Németországgal is jó kapcsolatokat fenntartani.

### Belpolitika
A parlament jelentős részét kis, alig néhány mandátummal rendelkező pártok tették ki. A legnagyobb párt, a Lett Szociáldemokrata Munkáspárt két rövid életű koalíció kivételével nem vett részt a kormányzásban (bár a parlament elnöke rendre az ő soraiból került ki), így általában a Parasztszövetség volt a kormányok fő ereje.
A szociáldemokraták két párt között oszlottak meg. A Szociáldemokrata Munkáspárt volt a jelentősebb, ezt Pauls Kalniņš, Ansis Rudevics és Fricis Menders vezette. Belőlük szakadt ki a centrista, Marģers Skujenieks vezette Szociáldemokrata Mensevik Párt, amely két alkalommal vezető szerepet játszott a kormányokban. A fő párt ragaszkodott a Szocialista Internacionálé ideáljaihoz és súlyos kritikával illette a kapitalista rendszert. Gyűléseiken az állami zászló helyett vörös zászlót használtak, a nemzeti himnusz helyett az Internacionálét énekelték. Népszerűségük folyamatosan csökkent, a negyedik saeimában már csak 21 képviselővel voltak jelen.
A hivatalosan betiltott Lett Kommunista Párt az 1928-as választáson Baloldali Szakszervezet néven indult és 4 helyet nyert el, de fedőszervezetüket 1930-ban betiltották. 1931-ben Munkások és Parasztok Szakszervezete névvel indultak, 6 jelöltjük bejutott a parlamentbe, de két évvel később ismét csak betiltották őket.
A Lett Parasztszövetség a második legnagyobb politikai erő volt és a legerősebb konzervatív párt. Általában 14-17 képviselővel rendelkezett. Az idő haladtával egyre kevésbé bírta a versenyt a kisebb paraszt-, katolikus- és latgalei szervezetekkel, amelyek egyre több szavazót hódítottak el tőle. Vezetői Kārlis Ulmanis, Zigfrīds Anna Meierovics és Hugo Celmiņš voltak. Csökkenő támogatottságuk lehetett az oka, hogy az 1934-es választások előtt Ulmanis puccsal magához ragadta a hatalmat.
Gustavs Zemgals Demokratikus Centrum Pártja főleg a városi középosztályt, hivatalnokokat, állami alkalmazottakat szólította meg. Az Arveds Bergs vezette Nemzeti Unió nacionalista, szovjetellenes jobbközép politikát folytatott, főleg a városokban voltak támogatói. A szélsőjobbon foglalt helyet az antiszemita Pērkonkrusts, amelyet Gustavs Celmiņš vezetett. A többi kis párt többsége etnikai (német, zsidó, lengyel) alapon szerveződött, vagy kis érdekcsoportokat – kisgazdákat, háztulajdonosokat, vasúti dolgozókat – képviselt. Ők általában nagyobb koalíciókba, blokkokba tömörültek és igyekeztek a kormánykoalíciókhoz csatlakozni.

### Gazdaság
A fiatal lett államnak két jelentős gazdasági kérdést kellett megoldania: az újraiparosítást (főleg Rigában) és a földreformot, amellyel a német nagybirtokosok földjét akarták kiosztani a lett parasztok között.
Az alkotmányozó gyűlés elfogadta a földreform törvényét, amely alapján a földbirtokosoktól 50 hektár fölött elvettek minden földet, amit aztán térítésmentesen szétosztottak a földnélküli parasztok között. 1897-ben még a vidéki lakosság 61,2%-a volt föld nélkül; ez 1936-ban 18%-ra csökkent. A megművelt földek területe már 1923-ban meghaladta a háború előtti szintet.
Az első világháború előtt Kurzemében és Vidzemében a birtokosok 2%-ának kezében volt a föld 53%-a (Latgalében 38% volt ez az arány). Az 1920-as földreformtörvény létrehozta az állami földalapot, amely a földterület 61%-át kisajátította, megszüntetve ezzel az addigi nagybirtokrendszert. A német nemesség jelentős része eladta a nekik juttatott 50 hektárt és Németországba emigrált. Kastélyaikat iskolaként, orvosi rendelőként, községházaként hasznosították. A reform létrehozta az "újgazdák" (Jaunsaimnieki) 54 ezres rétegét, akik átlagosan 17,1 hektárt műveltek. Többségüknek a semmiből kellett felépítenie a gazdaságát, házát. Az alacsony gabonaárak miatt főleg állattenyésztéssel foglalkoztak, a vaj, a szalonna, a tojás hamarosan jelentős tétellé vált a lett exportban, akárcsak a len, valamint az állami erdőkből származó fa.
A lett ideiglenes kormány 1919 márciusában bevezette az új pénznemet a lett rubelt, amelynek árfolyama megegyezett a németek által a megszállt Baltikumban használt ostrubellel (és 2 német márkát vagy 1,5 cári orosz rubelt ért). A magas infláció miatt 1922-ben a rubelt lecserélték a lattal (egy latért 50 rubelt adtak). 1923-ban megalakult a Lett Bank.
1923 és 1930 között az állami büdzsé többlettel zárt. Átlagosan a költségvetés 25,5%-át fordították honvédelemre, 11,2%-át oktatásra, 23,4%-át pedig tőkebefektetési célokra. Az állami bevételek mintegy 15-a az alkoholforgalmazási monopóliumból származott.
Az újraiparosítás nem ment egyszerűen. A háború előtt az ipari termelés 80%-át a belső (orosz) piac vette fel. Bár 1927-ben kereskedelmi egyezményt kötöttek a Szovjetunióval, ennek volumene nem volt magas. Az 1920-as évek végén az export legnagyobb része (35,6%) Németországba ment, ezt követte az Egyesült Királyság (20,8%), Franciaország, Belgium és Hollandia (22,9%). A modern gépeket és az üzemanyagot szinte teljes egészében importálni kellett. 1929-ben az ország 3 állami bankkal, 19 magánbankkal és 605 takarékszövetkezettel rendelkezett.
A nagy gazdasági világválság 1930 közepén érte el Lettországot. Az export drasztikusan visszaesett és a devizatartalékok érdekében szigorúan korlátozták az importot. A cukor és a szalonna kereskedelmét az állam monopolizálta. A bankcsődök elkerülése érdekében 1931-1933 között heti 5%-ra korlátozták a bankbetétekből felvehető összeget. 1932-ben lejárt a Szovjetunióval kötött kereskedelmi egyezmény és az iparban a munkanélküliség csúcsokat döntögetett. Az egy főre eső nemzeti jövedelem az 1930-as 600 latról 1932-ben 390 latra esett vissza. A szabadkereskedelmet államközi kereskedelmi egyezmények váltották fel, amelyek szabályozták a cserére bocsátott áruk fajtáját és mennyiségét is. Lettország 1932-ben ilyen szerződést kötött Németországgal és Franciaországgal, amit később angol, svéd, észt, litván egyezmények követtek.
1933-tól a gazdaság kezdett magához térni, a termelés ebben az évben 30%-kal nőtt. Az államháztartási hiány az 1931/32-es rekordmagas 24,2 millió latról 1933/34-ben 7,8 millióra mérséklődött.

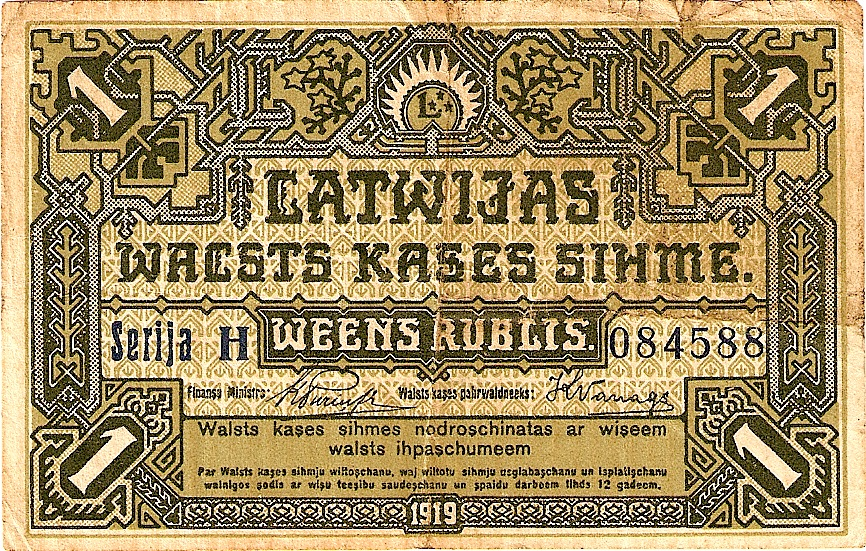
Egyrubeles bankjegy
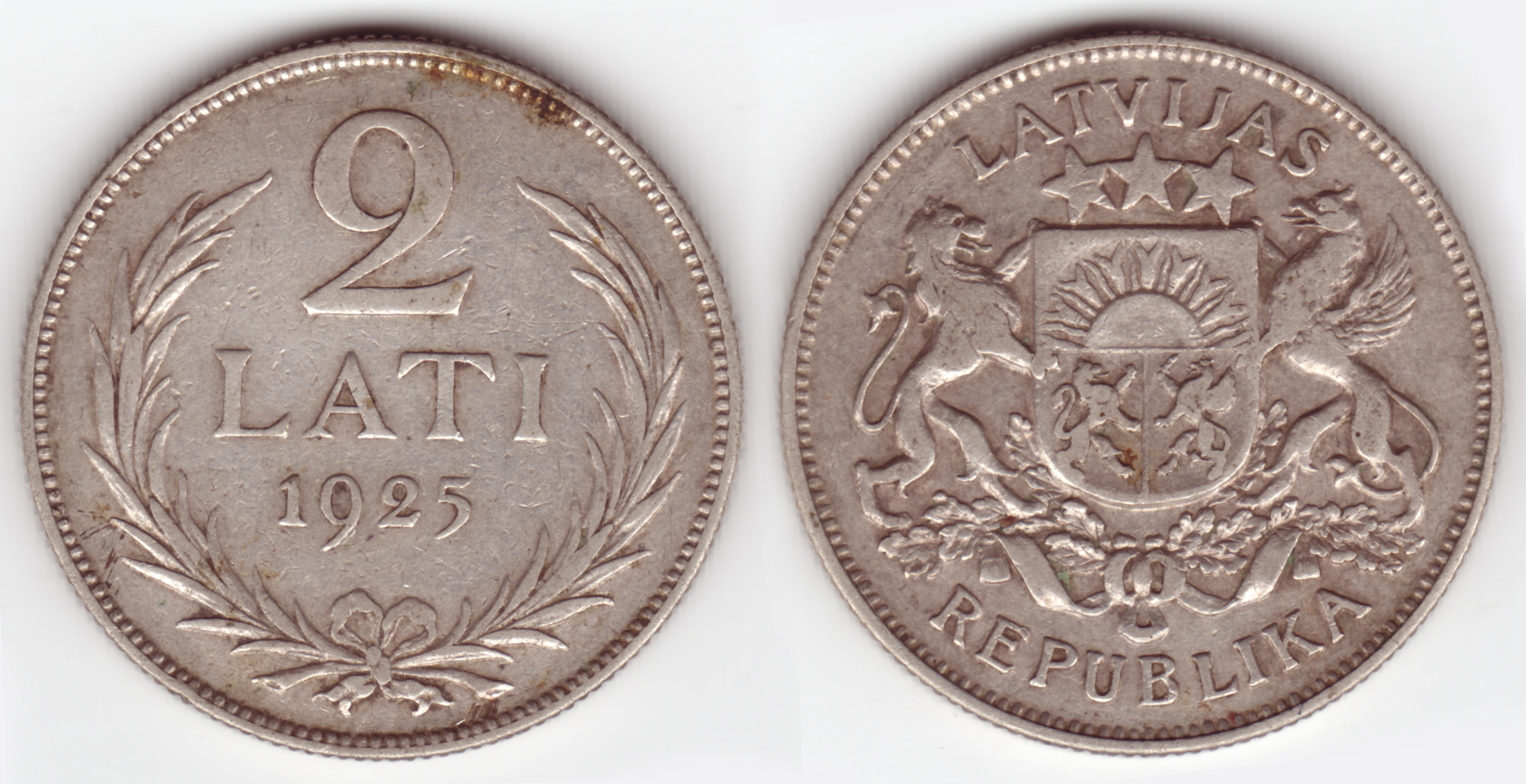
Kétlatos érme
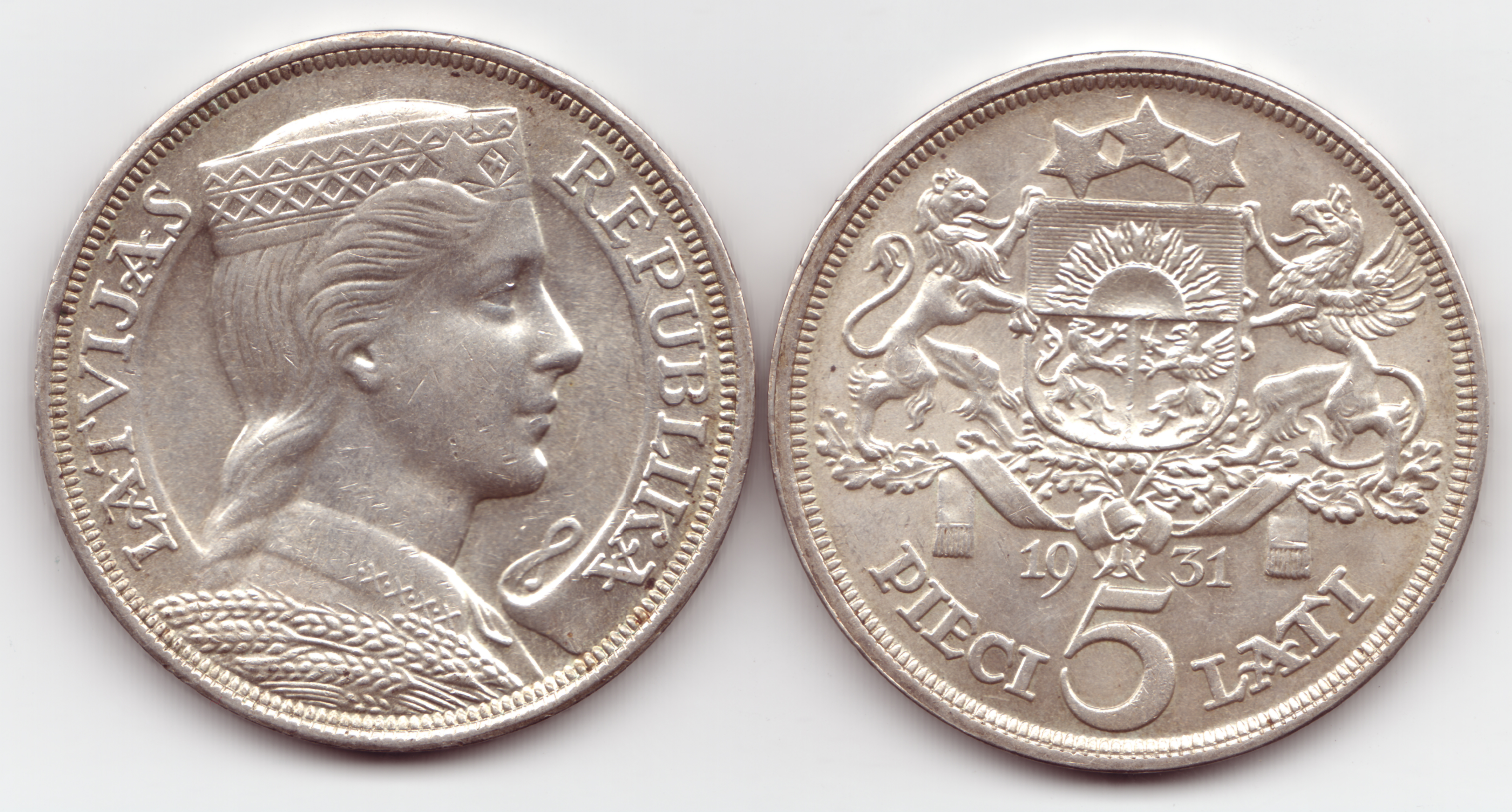
Ötlatos érme (a mai lett kiadású euróérmék ugyanilyen kialakításúak)

## Ulmanis diktatúrája (1934–40)
1934. május 15/16 éjjelén Kārlis Ulmanis miniszterelnök és Jānis Balodis hadügyminiszter (a lett függetlenség bajnokai) vértelen puccsal diktatúrát vezettek be. Felfüggesztették a parlament működését és az alkotmányt, bevezették a hadiállapotot, minden politikai pártot betiltottak és bevezették a központi sajtócenzúrát. A szélsőjobboldali Pērkonkrusts és a szociáldemokrata párt tagjait, a balti németek náci aktivistáit és más szélsőjobb- és baloldali vezetőket őrizetbe vették, volt akit börtönbüntetésre ítéltek (mint a Pērkonkrusts alapítóját, Gustavs Celmiņšt).
A gazdaságban állami ellenőrzést és tervgazdaságot vezettek be. Megalakították a kereskedelmi és iparkamarát, amit 1935-ben a mezőgazdasági és kézműveskamarák, 1936-ban pedig a munkáskamara követett. Az állam segítette a csődbe jutott gazdáknak elhalasztani birtokuk elárverezését és alacsonyabb kamatú hitellel rendezni adósságaikat. Az állam átvette a szövetkezetek fölötti ellenőrzést. A tejtermelést a gazdák szakszervezete irányítása alá helyezték. Megalapították a Lett Központi Hitelbankot, amely kivásárolta a német és zsidó tulajdonú cégeket és nagy, állami irányítású monopolcégeket hoztak létre. 1939-re az állam 38 ilyen céggel rendelkezett. Az új JSC Vairogs vasúti vagonokat és amerikai licenc alapján Ford-Vairogs autókat gyártott. A finommechanikai VEF készítette a világ legkisebb fényképezőgépét, a Minoxot; ezenkívül kísérleti repülőgépeket is, mint pl. a VEF JDA-10M-et vagy a VEF I-12-t. A svédek által épített Ķegumsi vízierőmű 70 ezer kWh-s kapacitásával a legnagyobb volt az egész Baltikumban. A lett lat árfolyamát az angol fontéhoz kötötték, ami gyengítette a nemzeti valutát és segítette az exportot. 1939-re az egy főre eső GDP alapján Lettország volt a leggazdagabb balti állam és megelőzte Finnországot és Ausztriát is. A világválságból való kilábalás azonban így is sokáig tartott, a GDP csak 1938-ra érte el az 1929-es szintet.
A második világháború kitörésekor Riga kinyilvánította semlegességét, azonban – mivel Németország teljesen lezárta a Balti-tengert – el lett vágva a brit és amerikai piacoktól. Bevezették a háborús anyaggazdálkodást. Októberben politikai szempontból katasztrofális, gazdaságilag viszont szükséges segítségnyújtási egyezményt kötöttek a Szovjetunióval, amely új export-import lehetőségeket teremtett. Élelmiszerért cserébe kőolajat, üzemanyagot, vegyipari termékeket importáltak. Decemberben Németországgal is megkötötték a kereskedelmi egyezményt. A lett gazdák hagyományosan lengyel idénymunkásokat alkalmaztak, ezt a lehetőséget a háború megszüntette. 1940 tavaszán bevezették az állami alkalmazottak és diákok kötelező munkaszolgálatát.

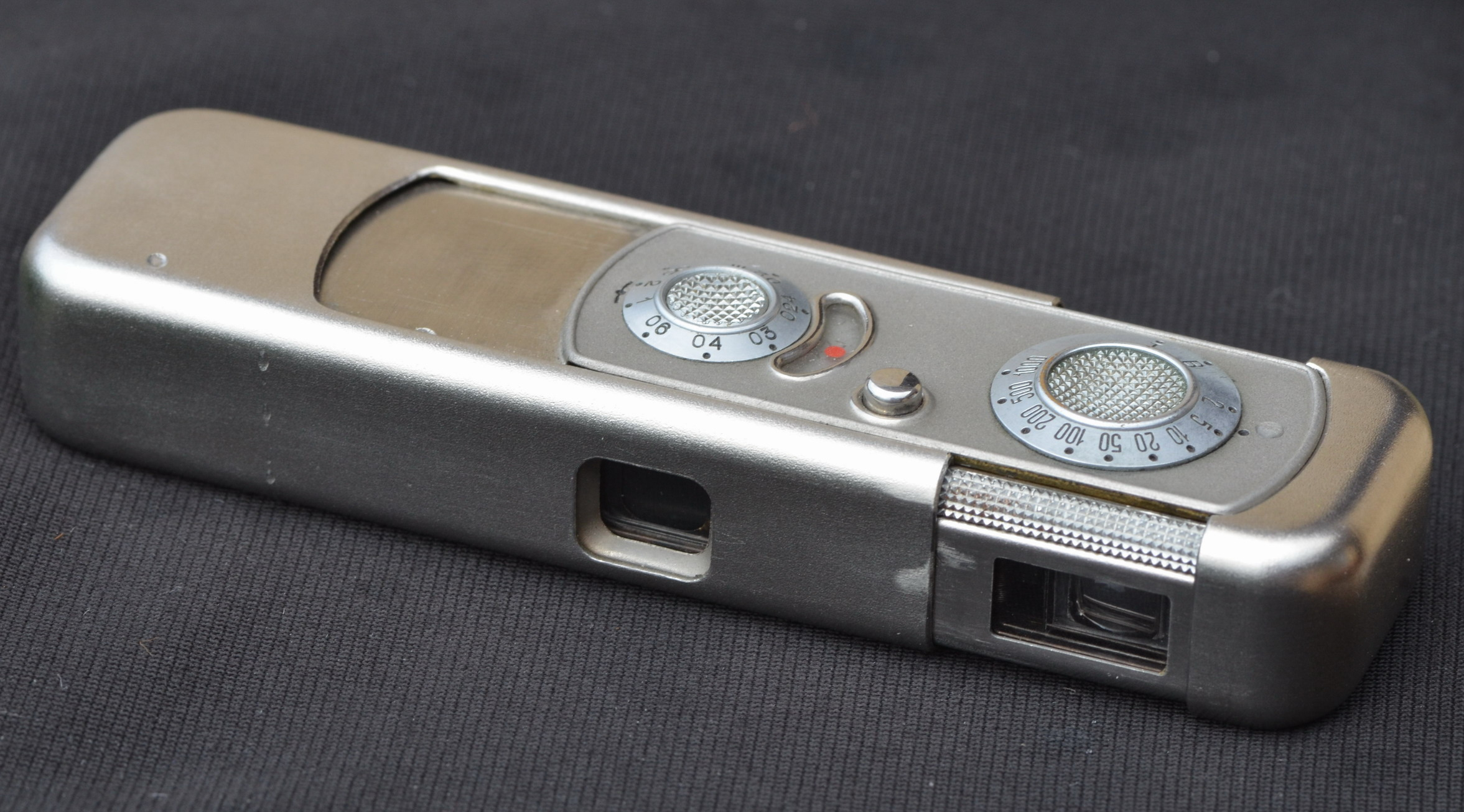
A Minox, a világ akkor legkisebb fényképezőgépe
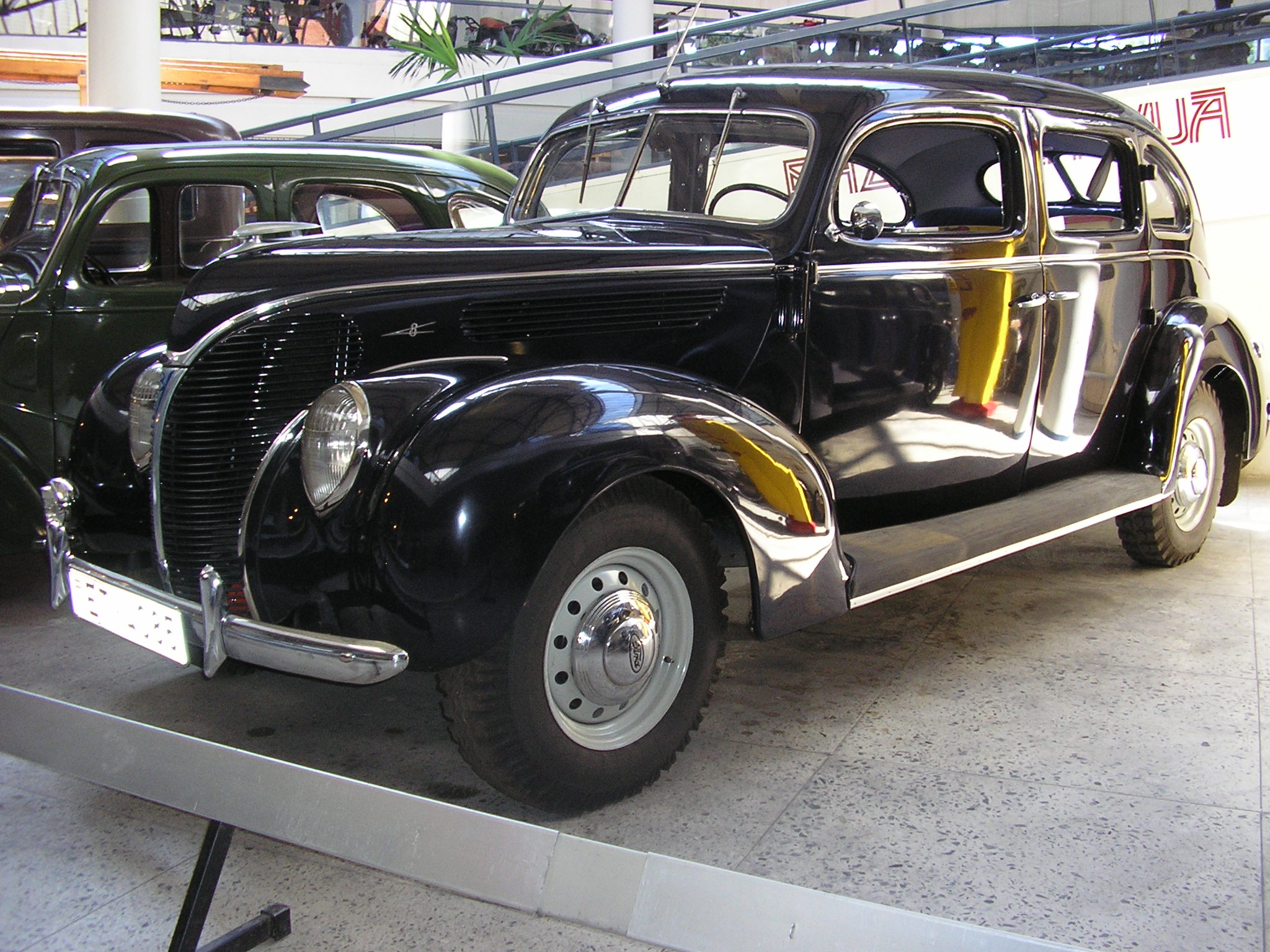
Ford-Vairogs V8
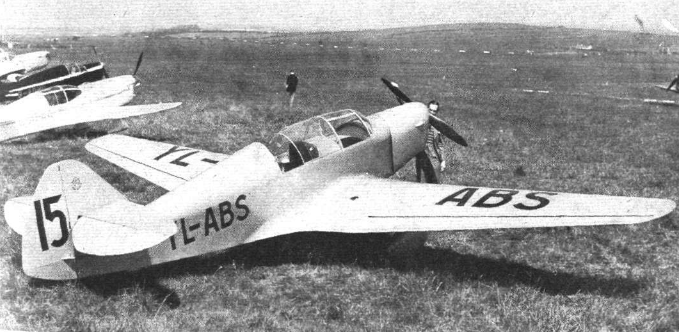
VEF I-12
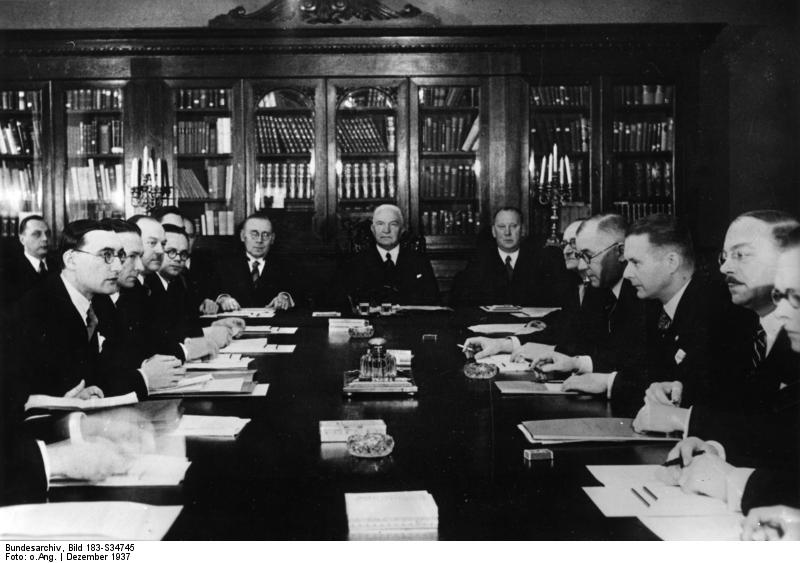
A Balti antant ülése 1937-ben
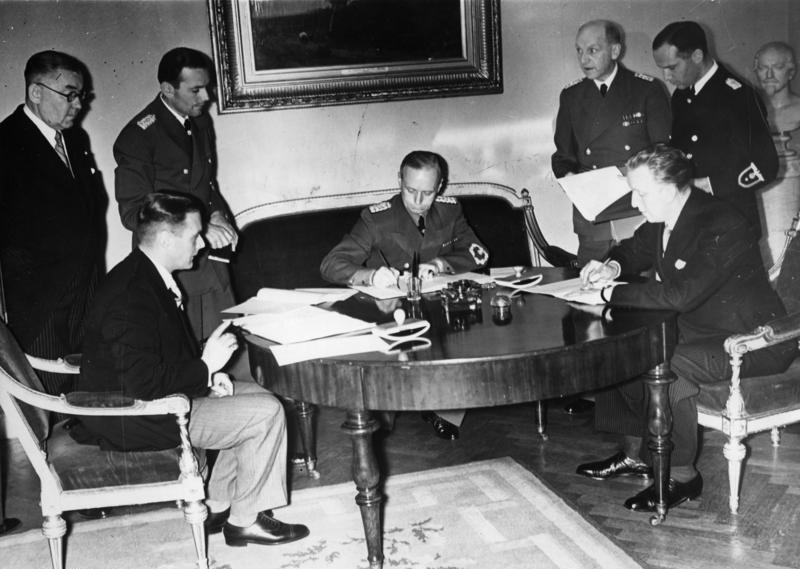
A lett, észt és német kormányok kölcsönös megnemtámadási szerződést írnak alá (1939)

## A második világháború

### Szovjet megszállás

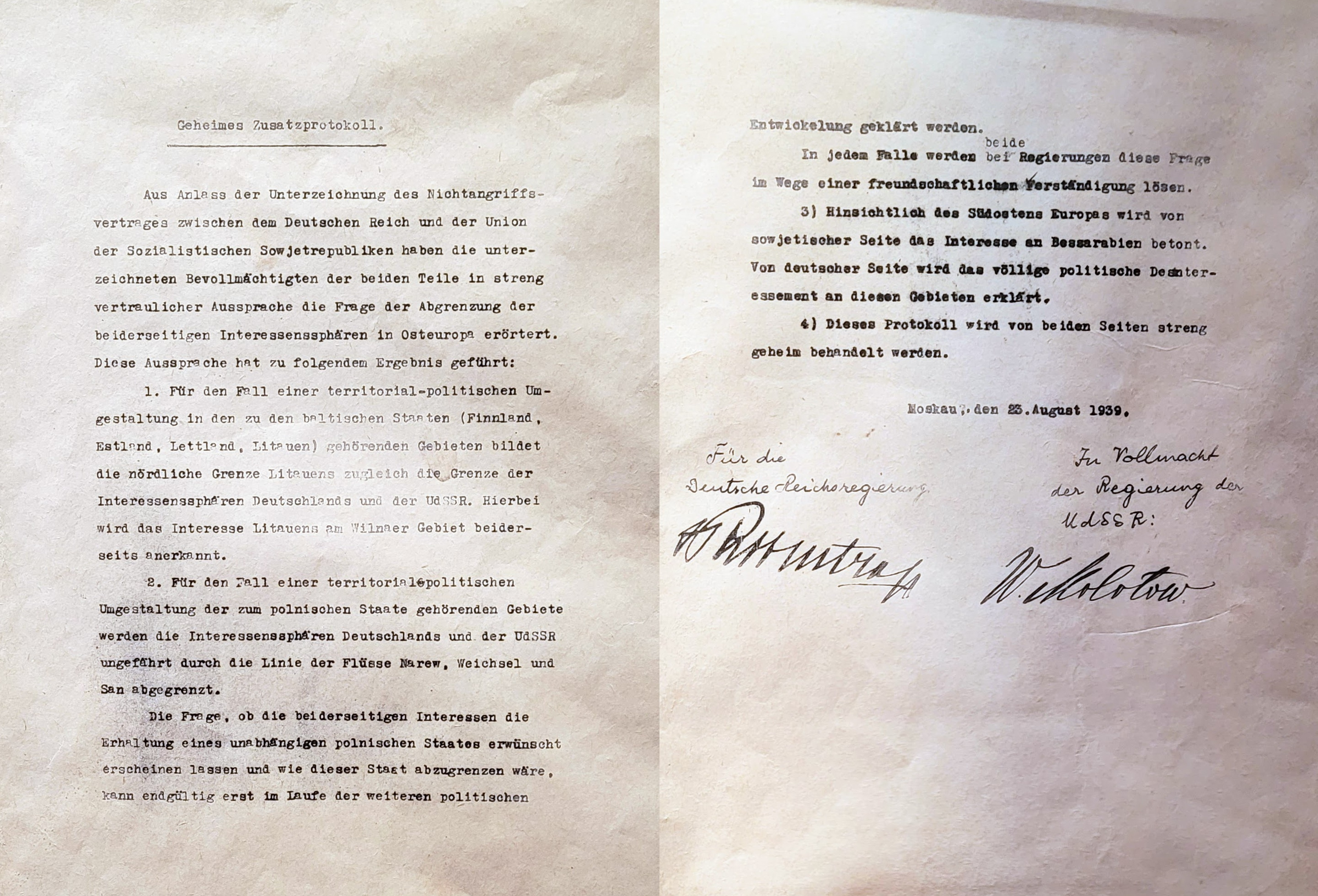
A Molotov-Ribbentrop paktum német és szovjet érdekszférára osztotta fel Közép- és Kelet-Európát

Az 1939 augusztusában megkötött Molotov-Ribbentropp paktum Moszkva érdekszférájába sorolta a balti államokat. A katonai támadással fenyegetett Lettország külügyminisztere, Vilhelms Munters úgy informálta kormányát a Sztálinnal való tárgyalások után, hogy Németország nem tiltakozna egy szovjet megszállás ellen és Moszkva azzal fenyegetett, hogy annektálja az oroszok által lakott területeket. Az észtekhez és litvánokhoz hasonlóan kénytelen volt aláírni egy "kölcsönös segítségnyújtási" egyezményt, amely megengedte, hogy 25 ezer szovjet katona állomásozzon a területén. Október 30-én egyezményt kötöttek Németországgal a balti németek áttelepítéséről, akik bár nemzedékek óta Lettországban éltek, a várható szovjet megszállás elől az anyaországba menekültek.
Hét hónappal később Vjacseszlav Molotov szovjet külügyi népbiztos azzal vádolta a balti államokat, hogy összeesküvést szerveznek a Szovjetunió ellen. 1940. június 16-án a Szovjetunió ultimátumot intézett Rigához, melyben a kormány leváltását és a területén állomásoztatható katonák számkorlátjának eltörlését követelte. A lett kormány – tudván hogy a Vörös Hadsereg egy nappal korábban benyomult Litvániába és a lett határ mentén csapatösszevonást hajtott végre – engedett a követeléseknek. Június 17-én a szovjet csapatok megszállták az országot. Július 14-15-én választásokat tartottak, amelyeknek az eredményeit meghamisították: az eredményt Moszkvában 12 órával azelőtt bejelentették, hogy a szavazatszámlálást lezárták volna. Az újonnan megválasztott "népi gyűlés" Lettországot szocialista köztársaságnak nyilvánította és július 21-én kérte felvételét a Szovjetunióba, ahová augusztus 5-én fel is vették.
1941 nyarán a szovjet kormány megkezdte megtervezni a megszállt balti államok "szovjetellenes elemeinek" deportálását. Ivan Szerov tábornok, a szovjet Állambiztonsági Népbiztosság vezetőjhelyettese aláírta az erre vonatkozó ún. Szerov-utasítást. 1941 június 13-14. éjjelén 15 424 lett állampolgárt (köztük 1771 zsidót és 742 oroszt) tartóztattak le, hogy gulágokba és szibériai kitelepítési helyszínekre szállítsák őket. A szovjet megszállás első éve alatt 35 ezer lettet (A Baltikumban összesen 131 500 főt) deportáltak.

### Német megszállás (1941–1944)
Egy héttel később megindult a német támadás a Szovjetunió ellen, ami megakadályozta további százezrek előre eltervezett deportálását. 1941. július 1-én a németek bevonultak Rigába. A megszálló hatóságok megszervezése után azonnal nekiláttak a zsidók és cigányok megsemmisítésének, decemberben Rumbula erdejében 25 ezer zsidót lőttek agyon. A gyilkosságokat a német Einsatzgruppe A, a Wehrmacht, a haditengerészet (Liepājában), valamint lett kollaboránsok követték el. Utóbbiak közé tartozott a hírhedt Arajs Kommando (egyedül ők 26 ezer zsidó haláláért felelősek) és az SD mintegy kétezer lett tagja. 1941 végére Lettország teljes zsidó népességét vagy meggyilkolták vagy koncentrációs táborokba zárták. Ezenfelül mintegy 25 ezer zsidót szállítottak át Németországból, Ausztriából és Csehországból, közülük 20 ezret szintén megöltek. A lettországi holokausztnak kb. 85 ezer, döntő többségében zsidó áldozata volt.
Sokan ellenálltak a német megszállásnak. Az ellenállási mozgalom megoszlott az függetlenségért harcolók (Lett Központi Tanács) és a szovjet partizánmozgalomhoz csatlakozók között. Utóbbiakat Arturs Sproģis vezette. A nácik tervei szerint a háború után visszatelepítették volna a németeket a Baltikumba. 1943-1944-ben a Waffen-SS két, besorozott és önkéntes katonákból álló lett hadosztályt állított fel, amelyeket a keleti frontra küldtek.

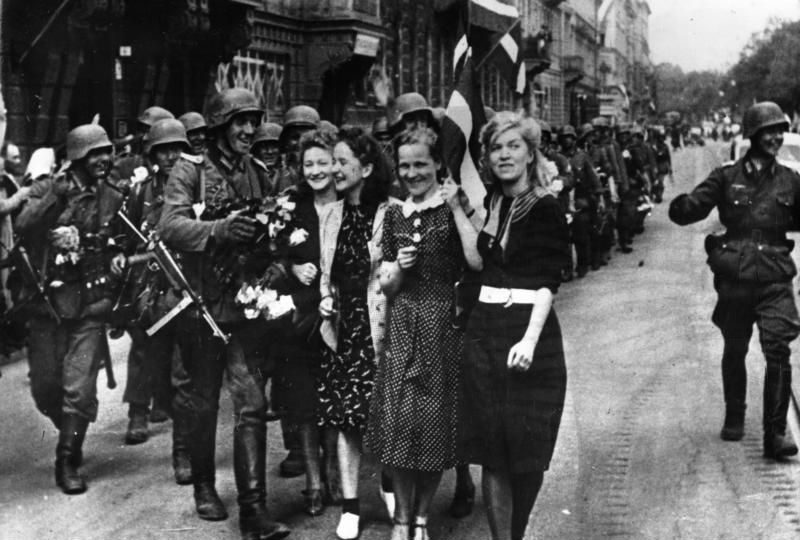
A Rigába bevonuló német katonák üdvözlése
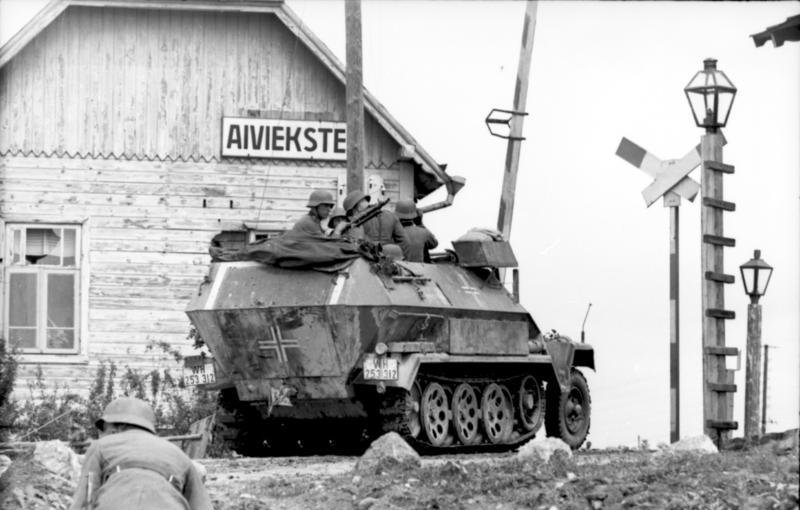
Németek Aiviekste vasútállomásán
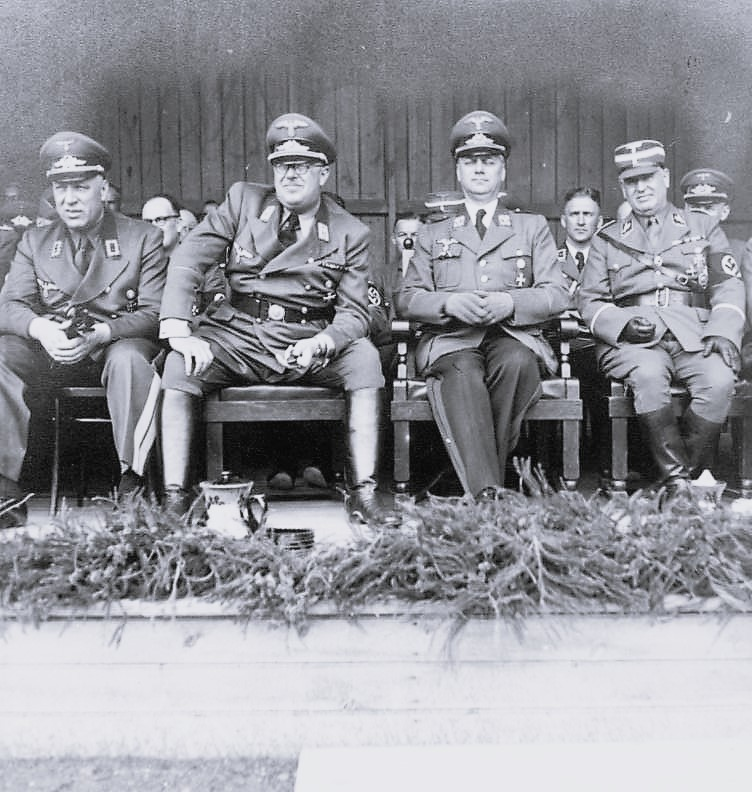
Alfred Rosenberg lettországi látogatásán (1942)
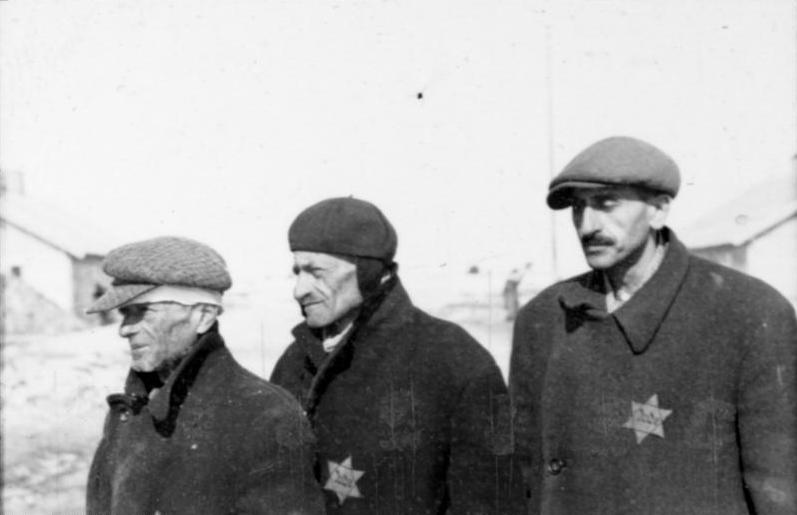
Zisdó foglyok a salaspilsi koncentrációs táborban
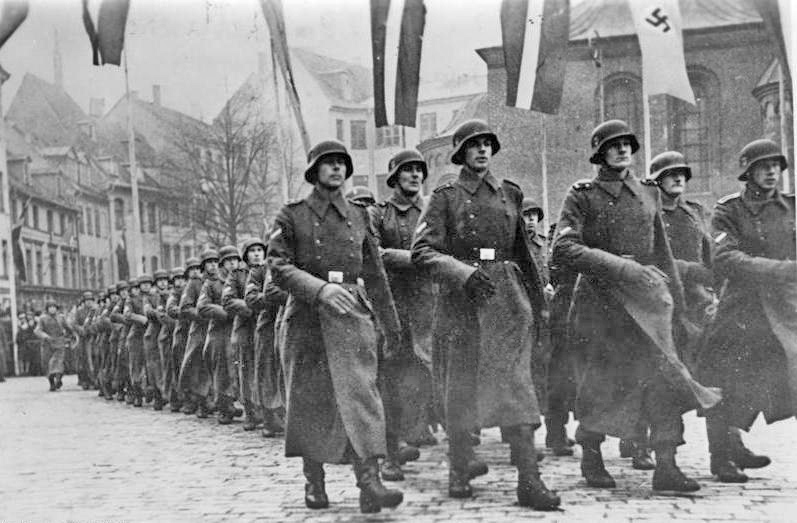
A Lett Légió felvonulása Rigában (1943)

## A Lett SZSZK (1944–1990)

A Lett SZSZK zászlaja

1944-ben az előrenyomuló szovjet hadsereg elérte Lettországot, ahol súlyos harcokra került sor; a németek itt is kénytelenek voltak visszavonulni. Október 13-án a Vörös Hadsereg visszafoglalta Rigát, de a kurlandi katlanba visszavonult németek egészen 1945. május 9-ig kitartottak. A háború során mindkét hadviselő fél sorozott be letteket a hadseregébe. A megszálló szovjetek ellen partizánmozgalom indult. A közelgő Vörös Hadsereg elől mintegy 160 ezer lett menekült Németországba és Svédországba.
A háborút követően Lettországban kiépült a szovjet rendszer. 1949-ben végrehajtották az ún. Priboj-akciót, melynek során a balti országokban politikai tisztogatásokra került sor. Lettországban március 25-étől kezdve 43 ezer szovjetellenesnek minősített "kulákot" és "nacionalistát" deportáltak Szibériába. Összességében 120 ezer lettet börötönöztek be vagy küldtek a gulágokba.
A mezőgazdaságban bevezették a kollektív gazdálkodást, a kolhozokat. Az 1920-30-as évek gazdasági eredményei megsemmisültek. Oroszországból és a többi szovjet köztársaságból tömegesen telepítettek be munkásokat, hivatalnokokat, katonákat, többnyire családjukkal együtt. 1959-re mintegy 400 ezren vándoroltak be és a lett nemzetiségűek aránya a köztársaságban 62%-ra csökkent. A kisebbségek (lengyelek, beloruszok, észtek, litvánok, zsidók) iskoláit bezárták, a lett mellett egyre széleskörűbben használták az orosz nyelvet. Az iskolákban kötelezővé vált az orosz nyelv és a Szovjetunió (gyakorlatilag Oroszország) történelmének oktatása.
Sztálin 1953-as halálát követően Hruscsov vette át a Szovjetunió vezetését. Megszűnt a személyi kultusz, a rendszer sok szempontból megengedőbbé vált. Eduards Berklavs a lett minisztertanács elnökhelyettese felszólalt az oroszosító politika ellen és szorgalmazta a lett nyelv pozícióinak megtartását. Emiatt 1959-ben nacionalistának bélyegezték és Oroszországba deportálták.
A jól kiépített infrastruktúrát kihasználva jelentős iparosításra került sor. Megalapították a Rigai Autóbuszgyárat, elektrotechnikai, vegyipari, élelmiszeripari üzemeket telepítettek Rigába és a vidéki városokba. A gyárakban azonban jelentős részben a többi tagköztársaságból betelepített munkások dolgoztak. 1989-re a lett nemzetiségűek aránya 52%-ea csökkent (a második világháború előtt még 77% volt).

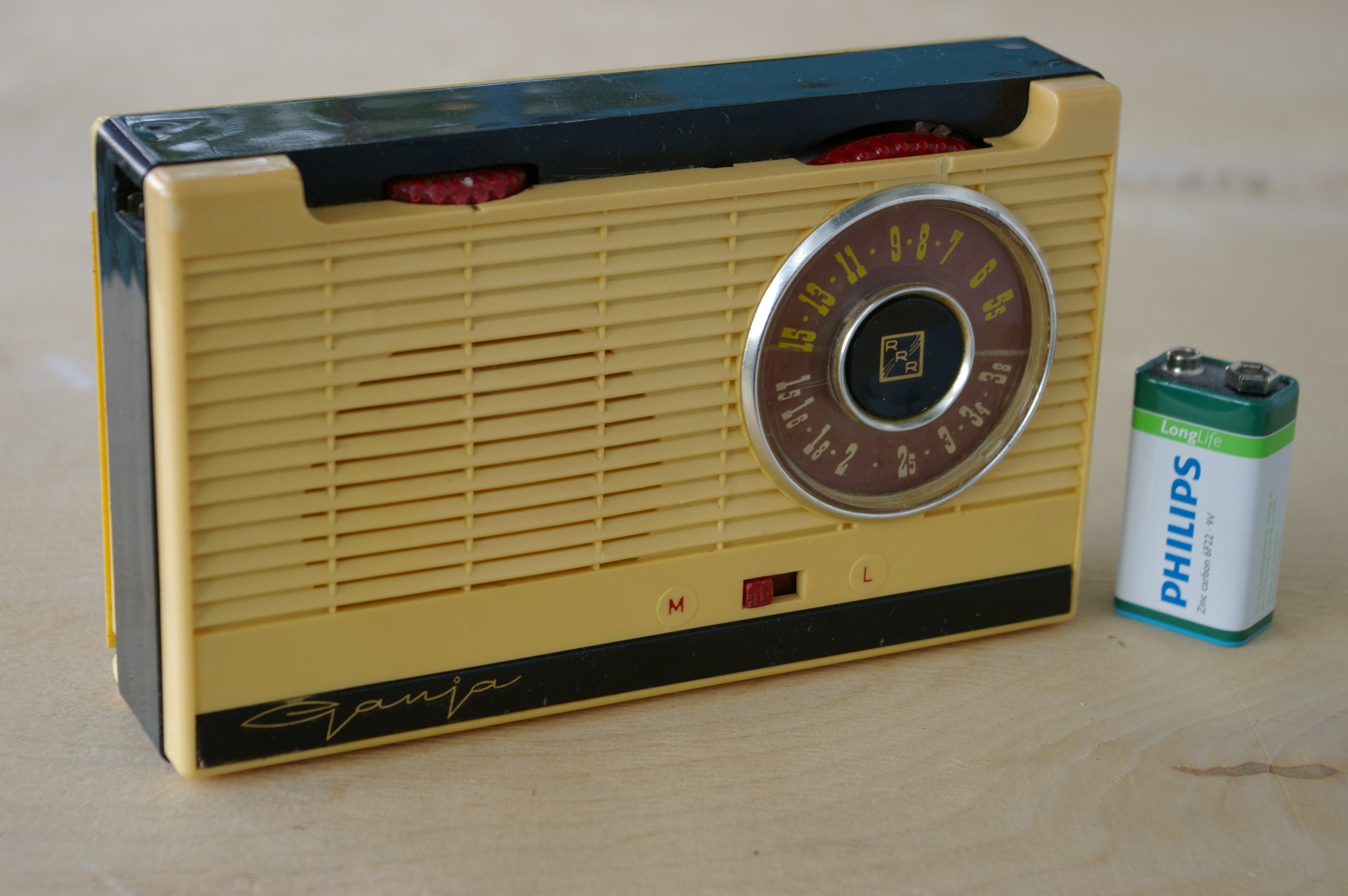
Lett gyártású rádió
A Lett SZSZK 40 éves évfordulójakor kiadott bélyeg
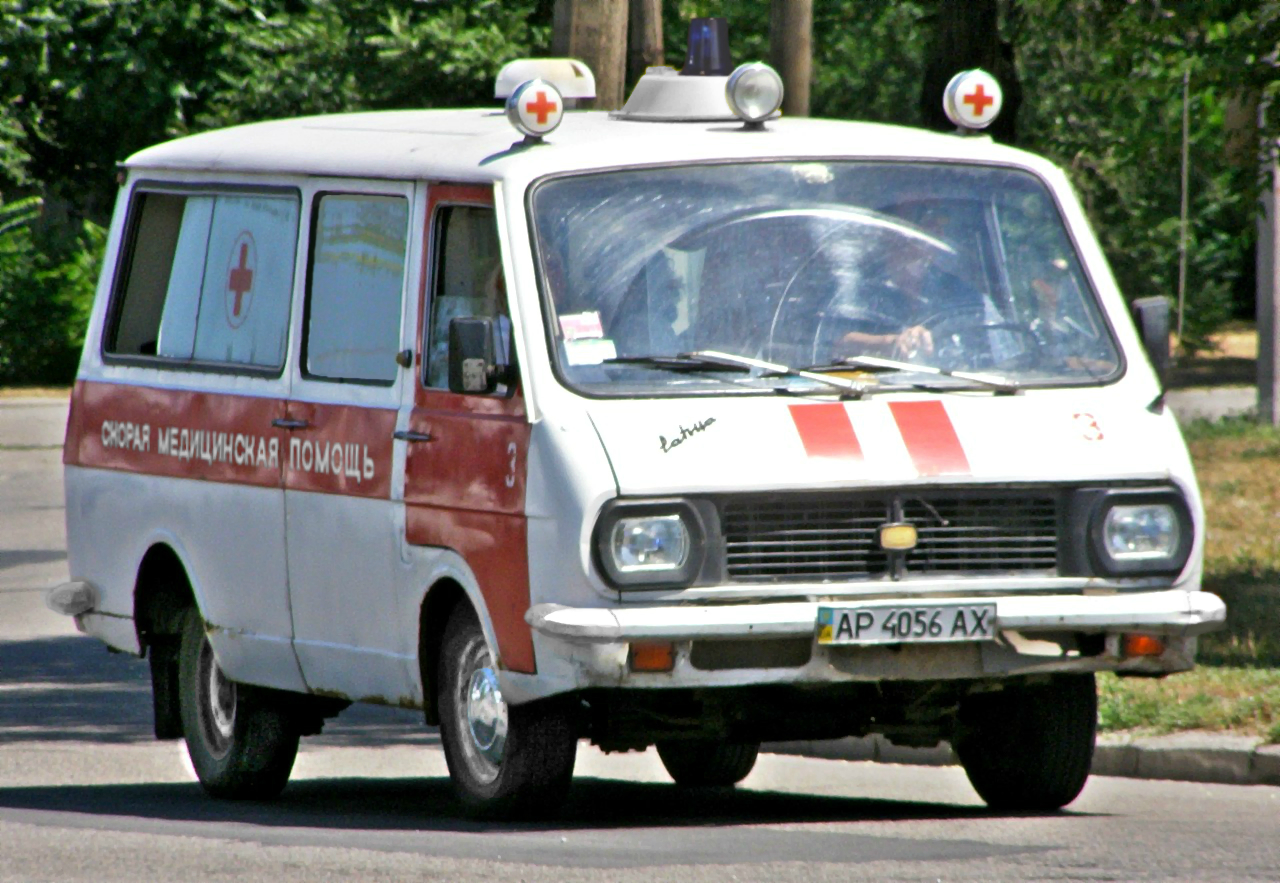
A Rigai Autóbuszgyár jól ismert minibusza
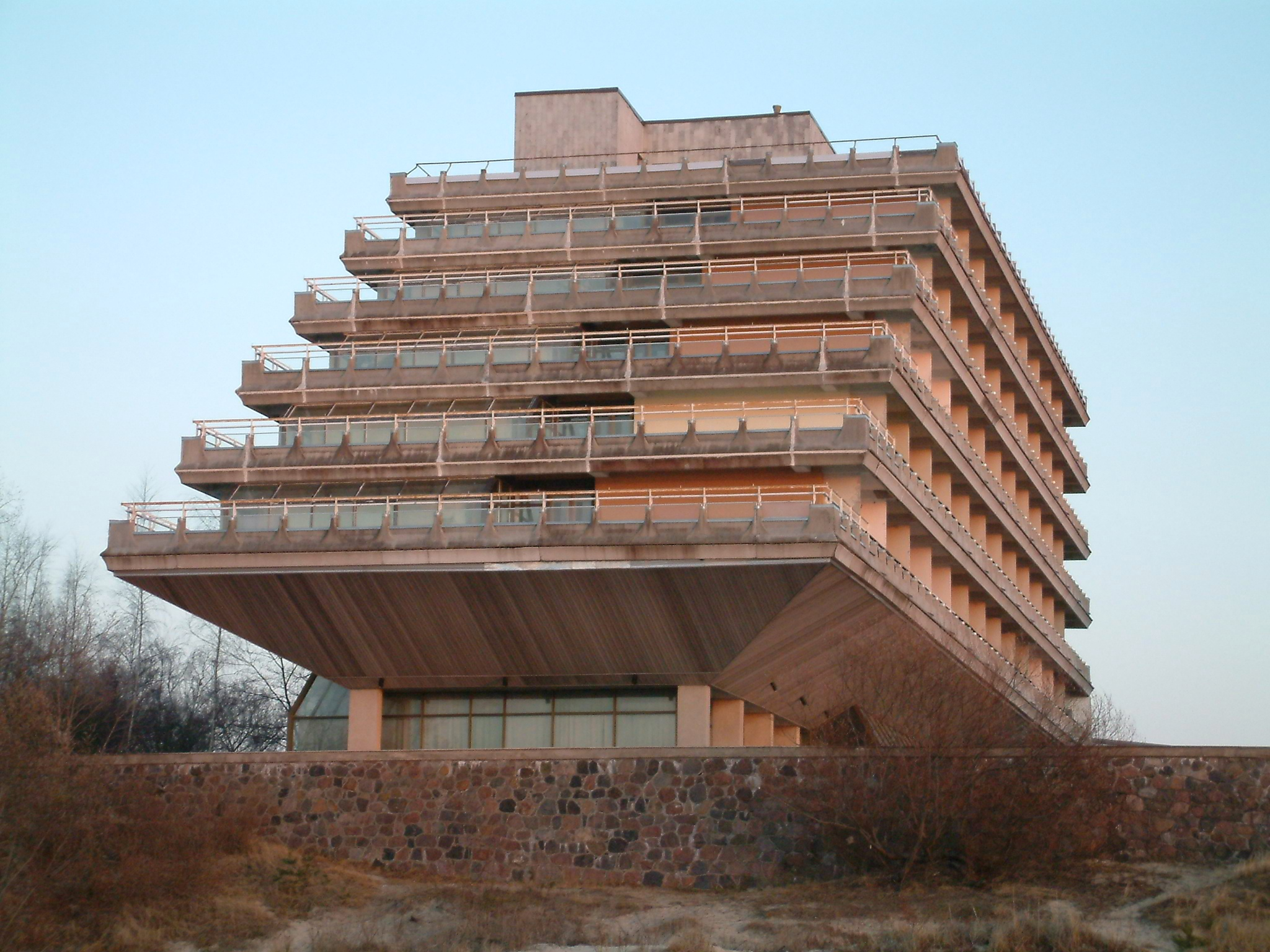
Jūrmalai pártszanatórium

## A visszanyert függetlenség

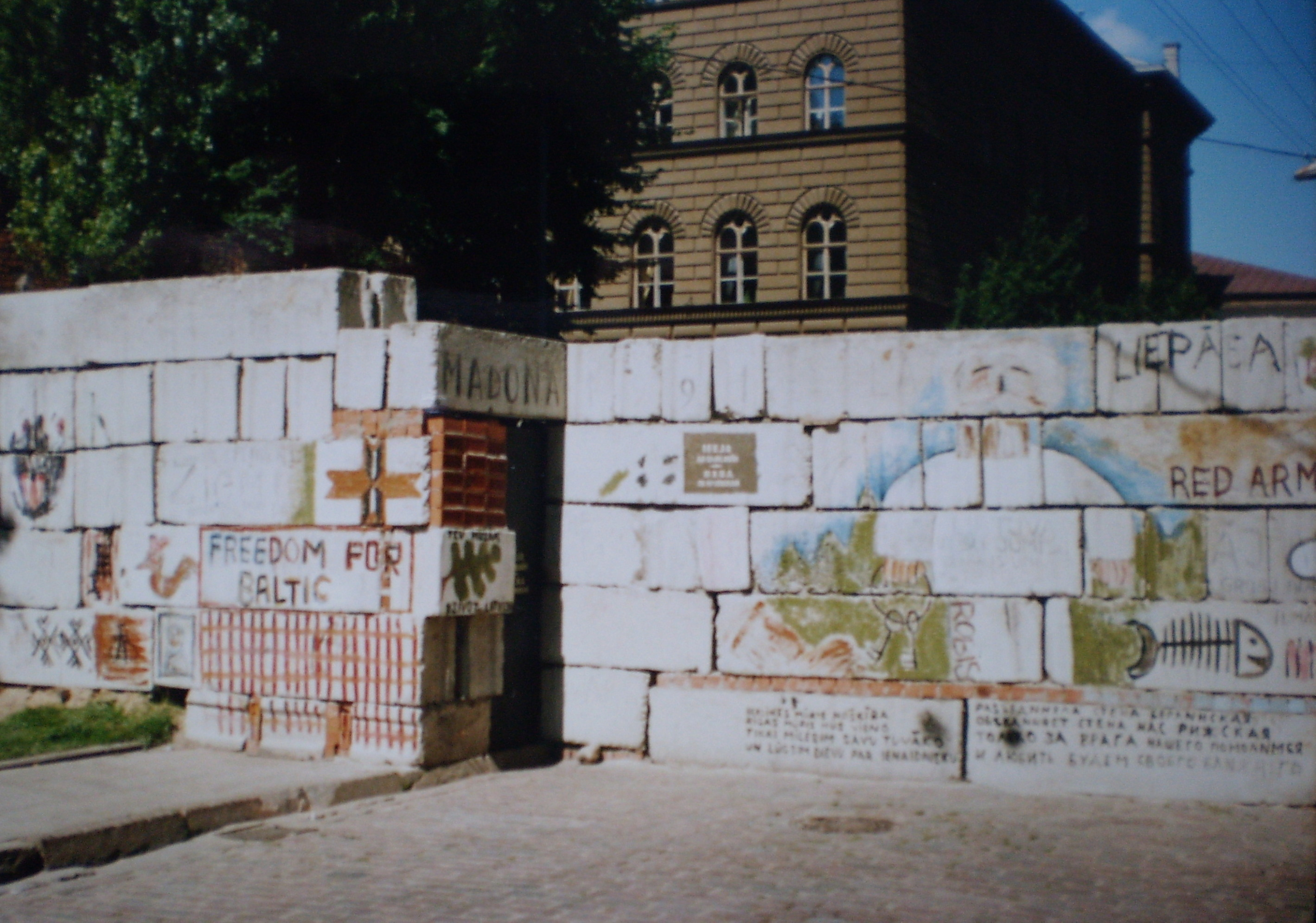
Barrikádok Riga utcáin (1991 júliusa)

Az 1980-as évek közepétől Mihail Gorbacsov peresztrojka és glasznoszty-politikájával megpróbálta megreformálni a válságba jutott szovjet politikai és gazdasági rendszert. Lettországban több polgári szerveződés jött létre: a Lett Népfront (Latvijas Tautas fronte), A Lett Nemzeti Függetlenségi Mozgalom (Latvijas Nacionālās Neatkarības Kustība) vagy a Polgárok Kongresszusa (Pilsoņu kongress). Ezek a csoportosulások hamarosan a független Lettország visszaállítása mellett kezdtek agitálni.
1989. augusztus 23-án, a Molotov-Ribbentropp paktum megkötésének 50. évfordulóján a három balti állam polgárai 600 kilométeres élőláncot alkottak Tallinntól Rigán keresztül Vilniusig, kifejezve a függetlenség iránti vágyukat.
1990. május 4-én, az 1930-as évek óta először, szabad választás útján kerültek helyükre a Lett SZSZK Legfelsőbb Tanácsának tagjai. A Tanács törvényt hozott arról, hogy egy átmeneti időszak után (melynek során az ország autonómiát élvez a Szovjetunión belül) Lettország kilép az SZSZKSZ-ből és függetlenné válik. 1991 januárjában a KGB és a szovjet rendőrség különleges alakulatai erőszakkal próbálták visszaállítani Moszkva ellenőrzését a köztársaság felett, de a lakosság tüntetéseinek, barrikádállításainak hatására visszavonultak. Amikor 1991. augusztus 21-én a konzervatív kommunisták Moszkvában puccsal kísérelték meg visszaszerezni a hatalmat, a lett parlament megszavazta az átmeneti időszak lezárását és Lettország kilépését a Szovjetunióból. Szeptember 6-án Moszkva elismerte az ország függetlenségét.

## A mai Lettország

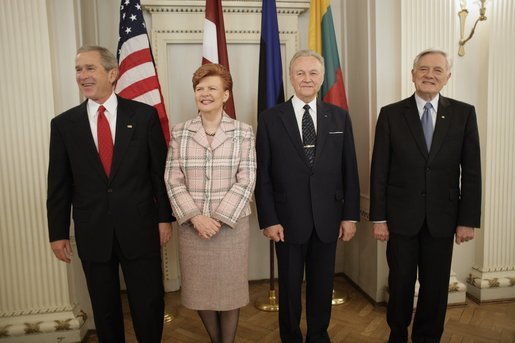
George W. Bush rigai látogatásán Mellette Vaira Vīķe-Freiberga, Arnold Rüütel és Valdas Adamkus (2005. május 7.)

A függetlenségét visszanyerő Lettországot az ENSZ felvette a soraiba. 1992-ben belépett a Nemzetközi Valutaalapba, 1994-ben pedig szabadkereskedelmi megállapodást kötött az Európai Unióval és részt vett a NATO békepartnerségi programjában. Belépett az Európai Tanácsba és kinyilvánította hogy be kíván lépni a NATO-ba és az EU-ba. A három balti állam közül először Lettországot vették fel a Kereskedelmi Világszervezetbe.
1999-ben Helsinkiben az EU kormányfőinek tanácskozásán megkezdődtek a csatlakozási tárgyalások és 2004-ben megvalósult Lettország legfontosabb külpolitikai célja, tagjává vált az Európai Uniónak és a NATO-nak. Az előző évi népszavazáson 72%-os részvétel mellett a szavazók 67%-a voksolt a belépésre. Az ország csatlakozott a schengeni egyezményhez, melynek végrehajtását 2007-től kezdték el.
A lett gazdaság súlyos helyzetbe került a 2008-as világválság miatt. A munkalehetőségeket kereső lettek tömegesen vándoroltak ki Nyugat-Európába.
2013 novemberében a független Lettország legsúlyosabb balesete történt, amikor beszakadt egy rigai bevásárlóközpont teteje és 54-en lelték halálukat a romok között.
2014. január 1-én Lettország csatlakozott az eurozónához.
2023 májusában a rigai parlament Edgars Rinkēvičset választotta köztársasági elnöknek, aki a balti államok első nyíltan homoszexuális államfője.

## A Baltikum történetének áttekintése
| Észak-Észtország | Dél-Észtország                             | Észak-Lettország                          | Dél-Lettország                            | Litvánia                                             | Litvánia                                      |                                               |
| 10.              | Finn törzsek                               | Finn törzsek                              | Balti törzsek                             | Balti törzsek                                        | Balti törzsek                                 | Balti törzsek                                 |
| 11–12.           | Korai államalakulatok                      | Korai államalakulatok                     | Korai államalakulatok                     | Korai államalakulatok                                | Korai államalakulatok                         | Korai államalakulatok                         |
| 13.              | Észt Hercegség                             | Livóniai Rend                             | Livóniai Rend                             | Livóniai Rend                                        | Litván Nagyfejedelemség                       | Litván Nagyfejedelemség                       |
| 14.              | Észt Hercegség                             | Livóniai Rend                             | Livóniai Rend                             | Livóniai Rend                                        | Lengyel–Litván Unió (Litván Nagyfejedelemség) | Lengyel–Litván Unió (Litván Nagyfejedelemség) |
| 15.              |                                            | Livóniai Rend                             | Livóniai Rend                             | Livóniai Rend                                        | Lengyel–Litván Unió (Litván Nagyfejedelemség) | Lengyel–Litván Unió (Litván Nagyfejedelemség) |
| 16.              | Svéd-Észtország                            | Lengyel–Litván Unió (Livóniai Hercegség)  | Lengyel–Litván Unió (Livóniai Hercegség)  | Lengyel–Litván Unió (Livóniai Hercegség)             | Lengyel–Litván Unió (Litván Nagyfejedelemség) | Lengyel–Litván Unió (Litván Nagyfejedelemség) |
| 17.              | Svéd-Észtország                            | Svéd-Livónia                              | Svéd-Livónia                              |                                                      | Lengyel–Litván Unió (Litván Nagyfejedelemség) | Lengyel–Litván Unió (Litván Nagyfejedelemség) |
| 18.              | Orosz Birodalom (Észtországi kormányzóság) | Orosz Birodalom (Livóniai kormányzóság)   | Orosz Birodalom (Livóniai kormányzóság)   | Lengyel–Litván Unió (Kurlandi és Zemgalei Hercegség) | Lengyel–Litván Unió (Litván Nagyfejedelemség) | Lengyel–Litván Unió (Litván Nagyfejedelemség) |
| 19.              | Orosz Birodalom (Észtországi kormányzóság) | Orosz Birodalom (Livóniai kormányzóság)   | Orosz Birodalom (Livóniai kormányzóság)   | Orosz Birodalom (Kurlandi kormányzóság)              | Orosz Birodalom (Kovnói kormányzóság)         | Orosz Birodalom (Vilnai kormányzóság)         |
| 20.              | Észt Köztársaság Szovjetunió (Észt SZSZK)  | Észt Köztársaság Szovjetunió (Észt SZSZK) | Lett Köztársaság Szovjetunió (Lett SZSZK) | Lett Köztársaság Szovjetunió (Lett SZSZK)            | Litván Köztársaság Szovjetunió (Litván SZSZK) | Litván Köztársaság Szovjetunió (Litván SZSZK) |
| 21.              | Észtország (EU)                            | Észtország (EU)                           | Lettország (EU)                           | Lettország (EU)                                      | Litvánia (EU)                                 | Litvánia (EU)                                 |

## Fordítás
- Ez a szócikk részben vagy egészben  a   History of Latvia című angol Wikipédia-szócikk ezen változatának fordításán alapul.  Az eredeti cikk szerkesztőit annak laptörténete sorolja fel. Ez a jelzés csupán a megfogalmazás eredetét és a szerzői jogokat jelzi, nem szolgál a cikkben szereplő információk forrásmegjelöléseként.